# Hekserij

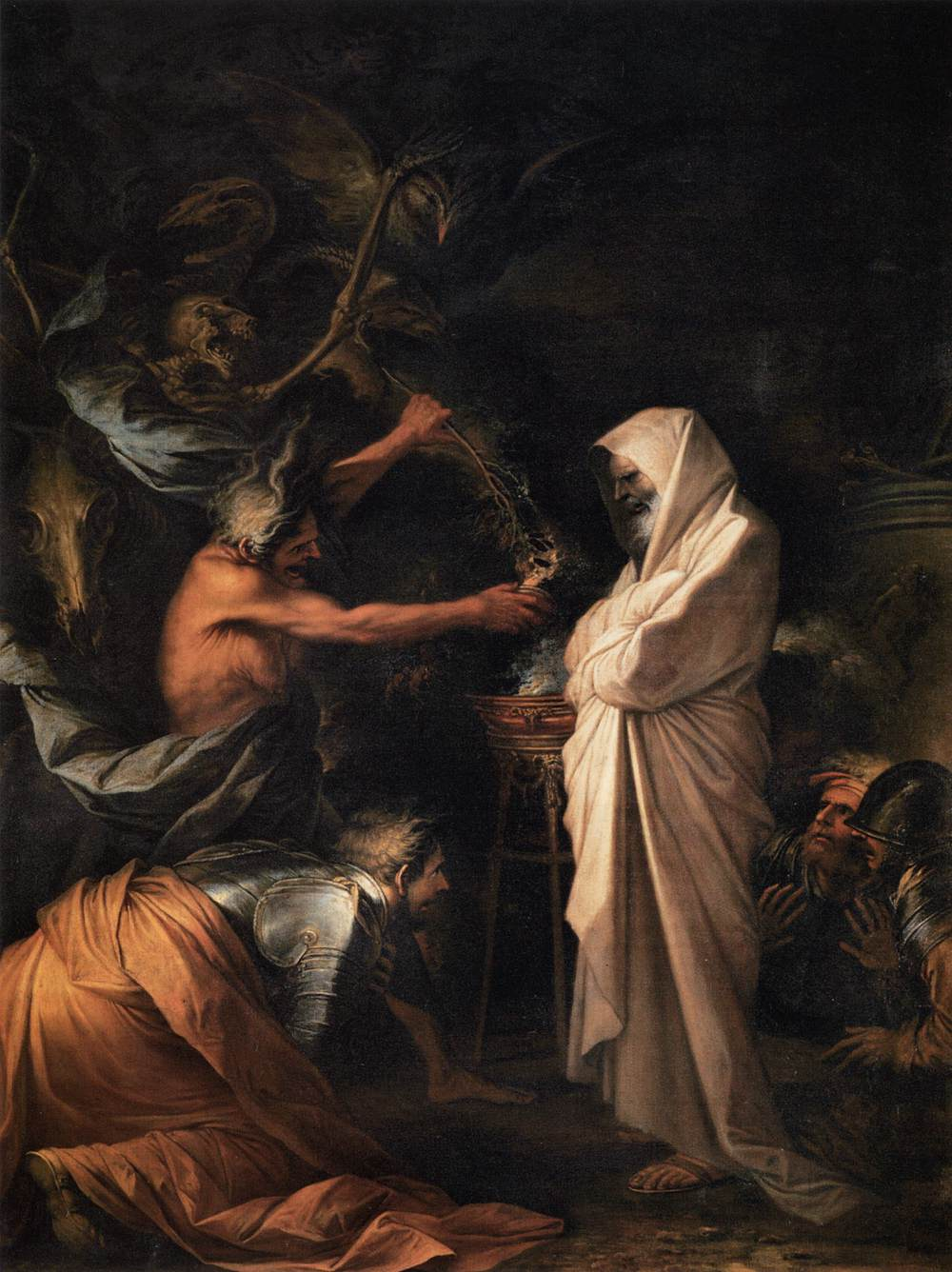
Salvator Rosa - Saul en de heks van Endor (1668)

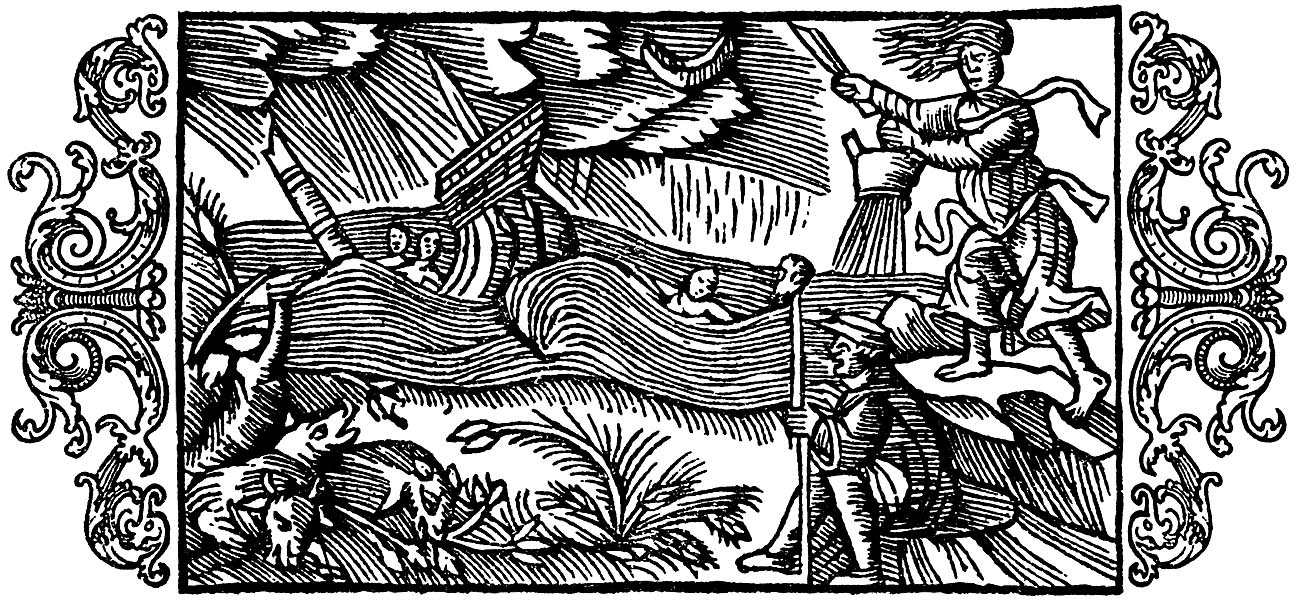
De heks veroorzaakt een heftige storm door haar potten met toverdrank in de zee te legen. Een schip wordt verwoest in de storm. Een man houdt de magische staf met een paardenkop vast. De magie veroorzaakt een donkere maan. Olaus Magnus, Historia de gentibus septentrionalibus, 1555

Hekserij betreft in het algemeen het uitoefenen of aanroepen van vermeende bovennatuurlijke krachten om mensen of gebeurtenissen te beïnvloeden. In het Westen legt het volksgeloof de nadruk op het kwaadaardig handelen van de heks. Moderne hekserij, waarbij mensen zichzelf "heks" noemen, breekt radicaal met dit stereotiepe beeld en benadrukt positieve aspecten als eenheid met de natuur en de gelijkwaardigheid van man en vrouw.
Hekserij is echter een controversiële term en de geschiedenis ervan is complex. Afhankelijk van de context en de culturele omgeving waarin dit woord wordt gebruikt, kan het verschillende ideeën aanduiden. Elke samenleving heeft immers zijn eigen opvattingen over traditie, geloof, religie, rituelen, relatie tot het hiernamaals en tot de dood. Met name in het christendom werd hekserij vaak in verband gebracht met het geloof in een kwaadaardige geest, vooral tijdens de moderne tijd, toen er in Europa een obsessie met hekserij uitbrak, wat leidde tot talloze processen en executies van heksen. In andere, niet-westerse samenlevingen zijn heksen in tegenstelling hiermee tovenaars of sjamanen die een belangrijke sociale rol kunnen vervullen.

## Achtergrond

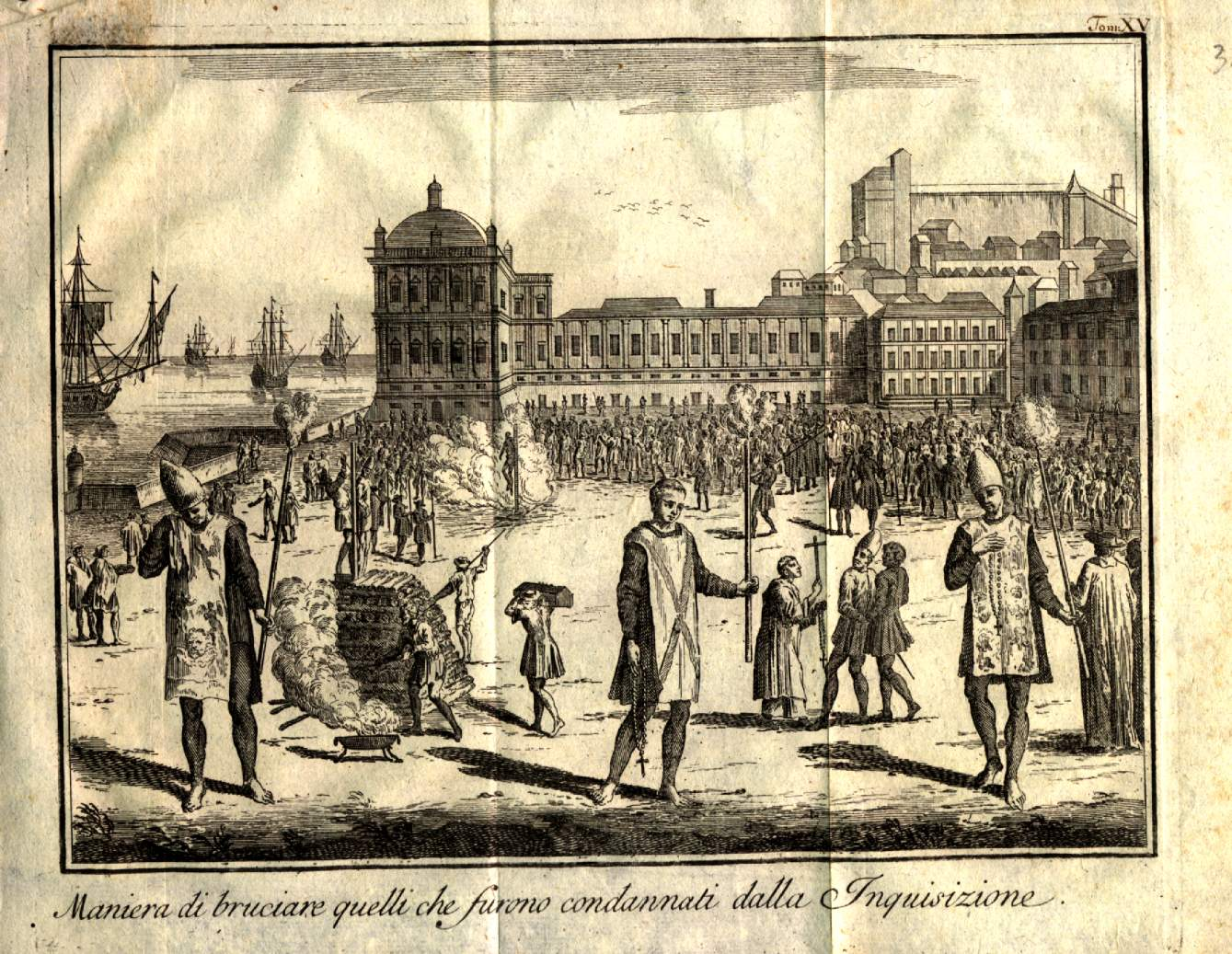
Manier om degenen te verbranden die door de Portugese Inquisitie werden veroordeeld, deze gravure toont het Praça do Comércio van Lissabon (destijds het Paleisplein genoemd) vóór de aardbeving van 1755

In de oudheid vonden geen grootschalige vervolgingen van heksen plaats. Tovenarij dan wel hekserij werd door zowel mannen als door vrouwen beoefend, was geen verboden wetenschap, maar maakte deel uit van de artes incertae. Als de tovenaar m/v zijn magische kracht aanwendde voor een goed doel, dan sprak men van 'beneficium' (weldaad). In deze toepassing begaf de tovenaar zich vaak op het terrein van wat nu alternatieve geneeskunde wordt genoemd. Maar de toverkracht kon ook gebruikt worden voor maleficium (misdaad), en dat kon leiden tot vervolging en executie van degene die daarvan verdacht werd, basis was dan dus niet de hekserij, maar de misdaad. Religieuze vervolging van vermeende heksen nam pas een aanvang in de 14e eeuw. Heksen werden nu niet alleen meer vervolgd vanwege schadelijke tovenarij (maleficium), maar vooral omdat ze die kwaadaardige handelingen dankzij een verbond met Satan en zijn demonen zouden doen.
Wie tovenarij wilde studeren als occulte wetenschap kon daarvoor terecht op het Iberisch Schiereiland, met name in Toledo. Het onderwerp oefende een grote aantrekkingskracht uit. Geert Grote (1340-1384) bezat een kist vol 'toverboeken', die hij van zijn Rooms-Katholieke biechtvader moest laten verbranden om vergeving van zijn zonden te krijgen. Met de oprichting van de Dominicanen in 1216 kreeg de Kerk van Rome een kloosterorde waarvan de leden de wereld introkken om de leer van de kerk te zuiveren van rituelen en gedachten die niet binnen de leer en de regels van de Rooms-Katholieke Kerk pasten. Na verloop van tijd gingen de Dominicanen ook op heksen jagen, omdat die op grond van kerkelijk recht ervan verdacht werden dat zij hun occulte kracht dankten aan een pact met Satan. Tovenaars en heksen waren bondgenoten geworden in het duivelse kwaad dat de christelijke geloofsgemeenschap van de rechte weg trachtte af te brengen, en daarom moesten zij opgespoord, berecht en veroordeeld worden. De kerk had daarvoor een speciale organisatie ingericht, de Inquisitie die alles in handen nam. Werd door de Rooms-Katholieke rechter vastgesteld dat iemand een "heks" was, moest deze als ketter verbrand worden, bij wijze van voorproefje van wat hen in de Hel te wachten stond.

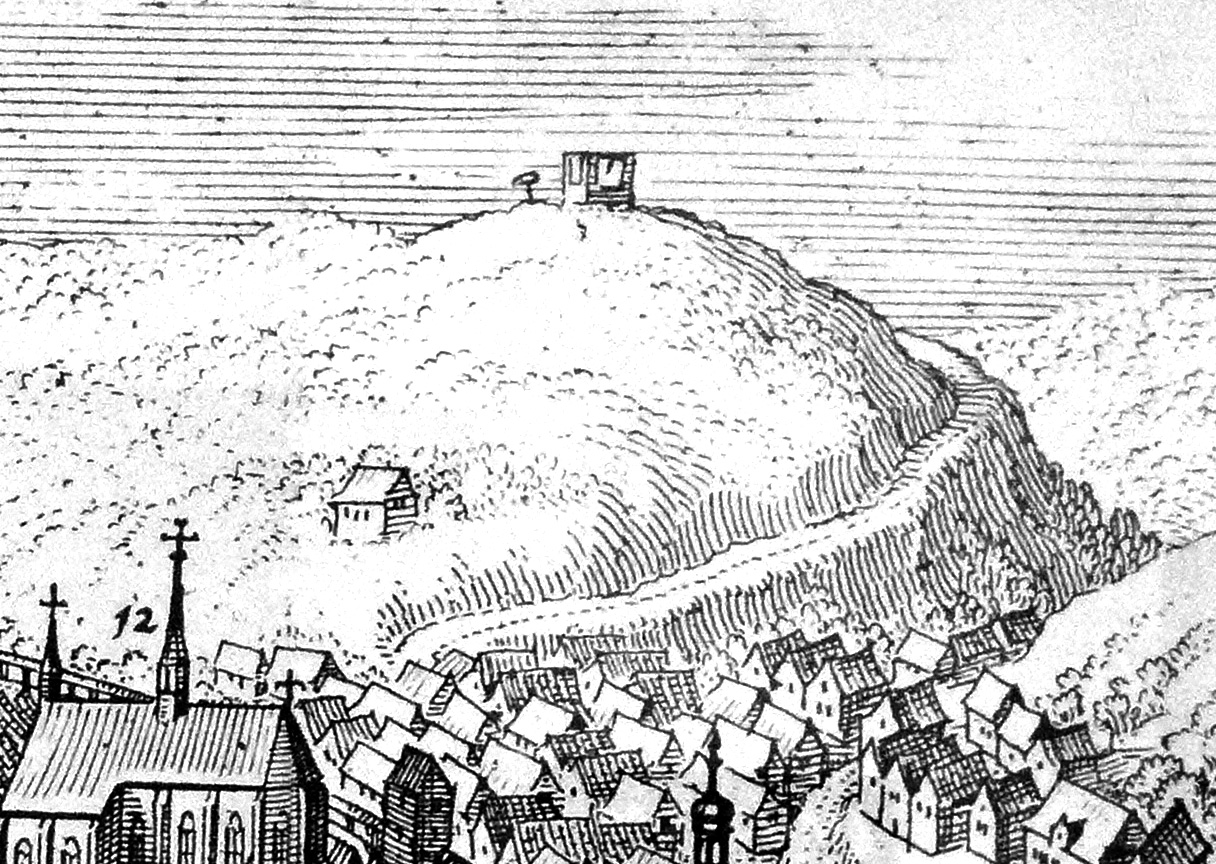
Hooggerechtshof op de Galgenberg van Eichstätt, 1627

Deze 'heksenwaan' wordt voor het eerst beschreven in het boek Malleus Maleficarum (Speyer, 1487), van de Rooms-Katholieke monnik en Dominicaan Heinrich Kramer, een man die niet vrij was van obsessies en vooroordelen, en in zijn eigen tijd omstreden was.  Zijn boek vond aanvankelijk dan ook weinig instemming in gestudeerde, kerkelijke kringen. Maar de godsdiensttwisten die West-Europa vanaf het begin van de zestiende eeuw teisterden, schiepen een klimaat van religieus fanatisme, waarin de angst voor heksen groteske vormen aannam en vele vrouwen zonder recht of reden, maar op basis van door foltering verkregen 'bekentenissen' een gruwelijke dood moesten ondergaan. Anders dan men denkt of wil denken, vond deze waanzin plaats ná de middeleeuwen en bereikte zij haar toppunt gedurende de late zestiende en vroege zeventiende eeuw.
Europa verkeerde in de zestiende en zeventiende eeuw in een heksenwaan. Het continent kende tijden van oorlog, economische teloorgang en hongersnoden. Een zondebok zoeken kwam dan van pas: de duivel in de vorm van heksen werd aangewezen als de veroorzaker van alle kwaad en leed. Vaak werden mensen geviseerd die eigenzinnig waren of zich niet hielden aan de heersende normen. Toen de Rooms-Katholieke Kerk in de Zuidelijke Nederlanden het gezag had hersteld was heksenjacht een wapen om hun macht te bevestigen.

## Terminologie
Het woord heks is etymologisch ontleend aan het Middelhoogduitse hecse. De Middelnederlandse cognaat, hagetisse, wordt nog gebruikt in het West-Vlaams (Brugge hakketesse).
In het Nederlands werden tot in de zestiende eeuw tovererse, kol en kwade vrouw meer gebruikt dan het woord heks. In het Latijn sprak men meestal over een 'incantatrix' of een malefica, maar ook andere benamingen zoals venefica, lamia en strix werden gebruikt. Wat verder in deze tekst wordt ingegaan op het onderscheid dat sommige antropologen maken tussen tovenaar en heks, een typologie die echter niet door iedere wetenschapper wordt onderschreven.

## De begrippen heks en hekserij

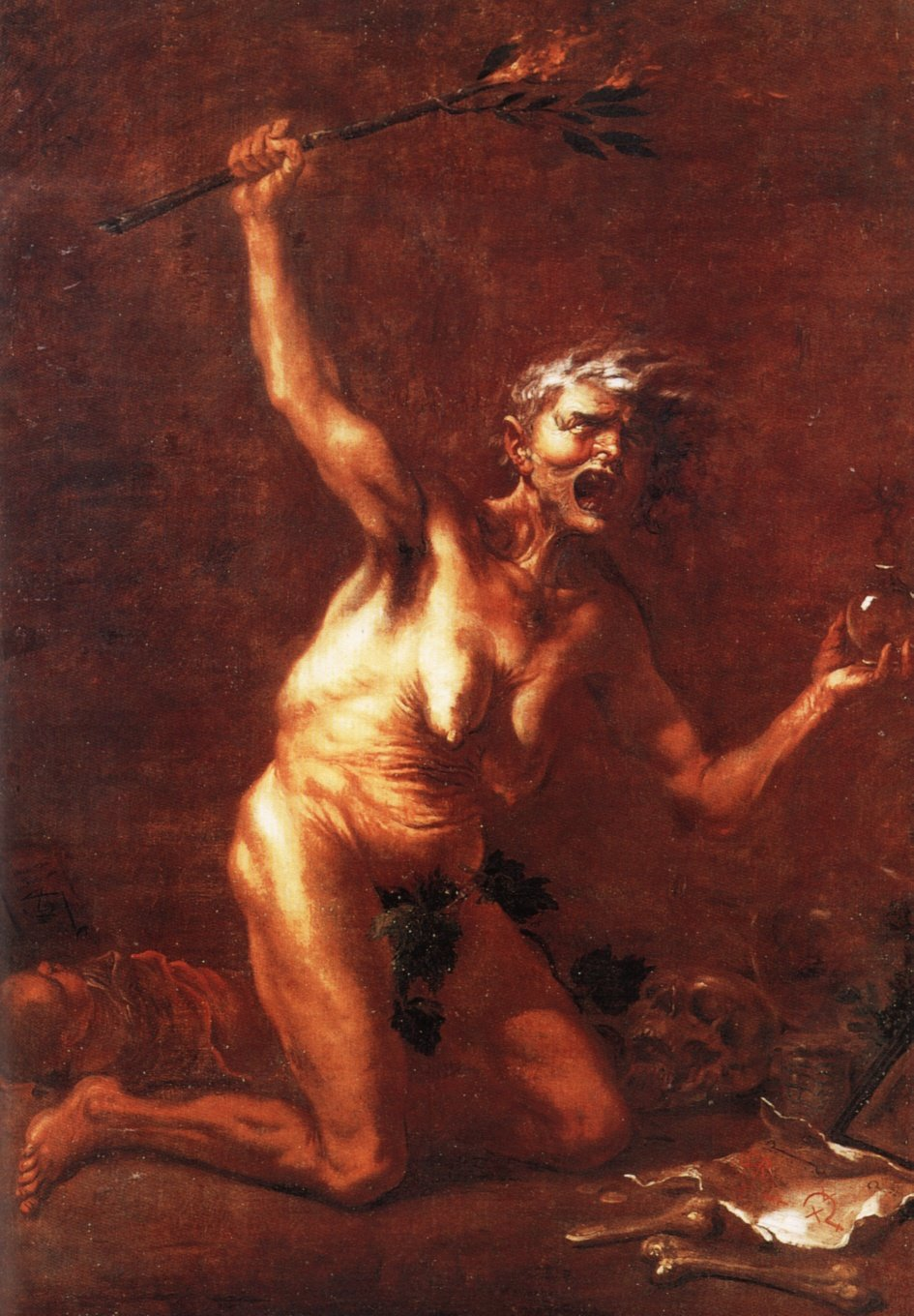
La Bruja, Salvator Rosa

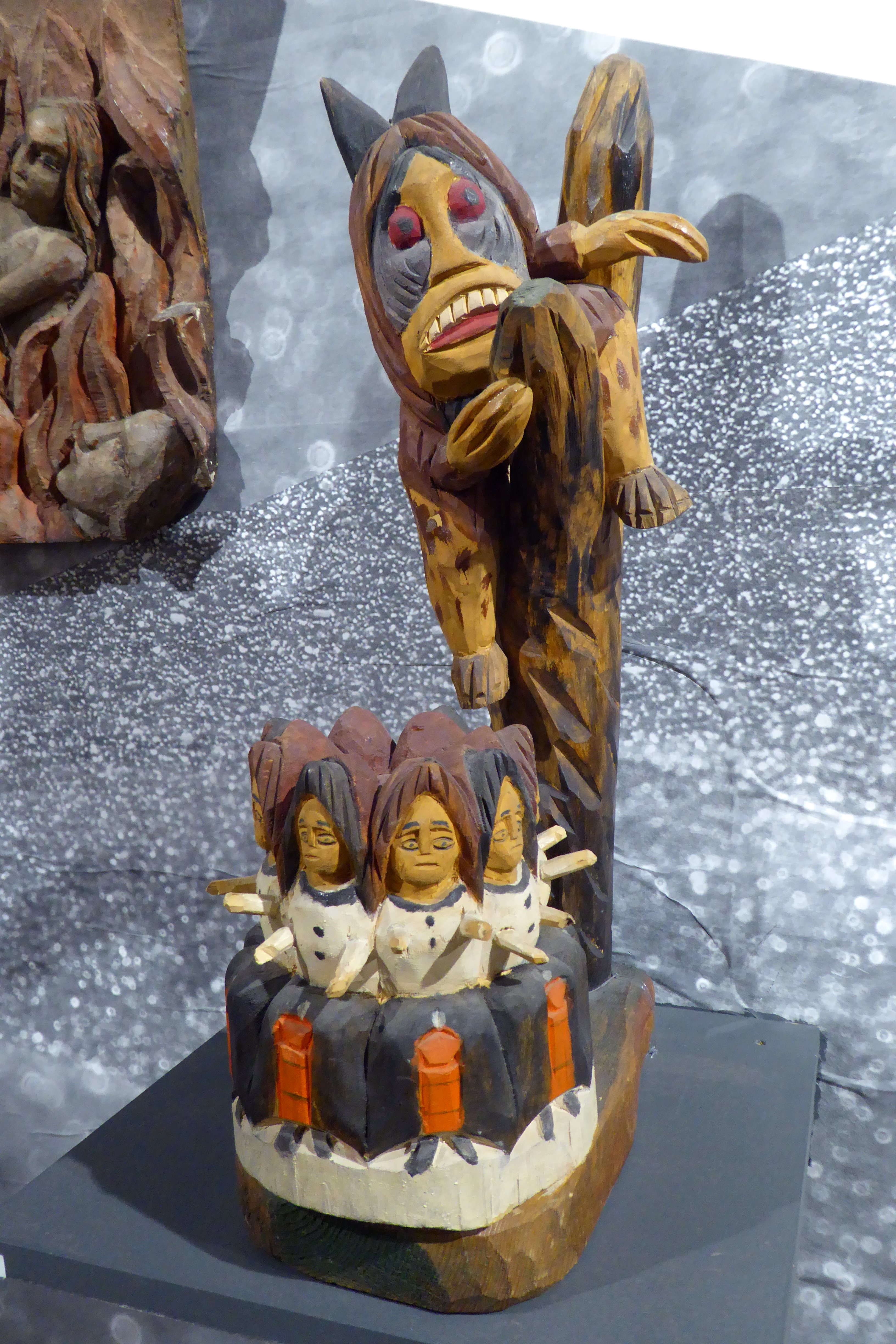
Heksen karnen boter, Adam Zegadło, etnografisch museum in Warschau

Vrijwel alle culturen en religies kennen de begrippen 'heks' en 'hekserij'. De omschrijving ervan loopt echter nogal uiteen; ook onder historici en antropologen bestaat er geen algemeen aanvaarde definitie. Globaal werden in het Westen twee opvattingen over wat een heks is onderscheiden:
1. de oudste opvatting maakt deel uit van het volksgeloof, waarbij door het ongeletterde volk allerlei ongelukken en tegenslagen werden toegeschreven aan iemand uit de dorpsgemeenschap die als een buitenbeentje werd beschouwd en niet meer in die samenleving paste. Daaraan is het stereotiepe beeld van de heks als oude, zonderlinge vrouw toe te schrijven. Ook gebrekkigen, ouderen en mensen met een afwijkend karakter liepen het risico als heks te worden gestigmatiseerd.
2. het tweede concept is veel recenter en werd door geletterden in de vijftiende eeuw ontwikkeld. Hierin stond afvalligheid van God en de verering van de duivel centraal.

Het Europese beeld van wat een heks is werd in de loop der tijden sterk beïnvloed door mythen, sagen, sprookjes, volksgeloof en door de heksenvervolgingen in de zestiende en zeventiende eeuw (de vroegmoderne tijd). Tot in de veertiende eeuw liep het westerse begrip van hekserij vrijwel gelijk met wat daar elders in de wereld onder werd verstaan. Binnen het christendom werd hekserij mettertijd meer en meer in verband gebracht met aanbidding van de duivel, terwijl het buiten Europa slechts verbonden bleef met het beoefenen van tovenarij of magie met de bedoeling gebeurtenissen te beïnvloeden. In de negentiende eeuw ontstond er een romantisch heksbeeld, dat leidde tot de oprichting van neopaganistische groepen zoals wicca (zie ook Hedendaagse hekserij).
Door deze evoluerende opvattingen is de precieze definitie van ‘heks’ nog steeds onderwerp van debat. Antropologen zijn geneigd de definitie van Evans-Pritchard te volgen en de ‘tovenaar’ van de ‘heks’ te onderscheiden. Evans stelde dat een heks in de Afrikaanse gemeenschappen die hij bestudeerde, in tegenstelling tot een tovenaar, geen andere middelen gebruikt, maar de kracht uit zichzelf genereert. Met andere woorden: een daad van hekserij is een psychische daad. Anderen, zoals Alan Macfarlane, vinden het onderscheid tussen tovenaar en heks dan niet universeel genoeg en op alle gemeenschappen toepasbaar.
Een theorie die tot omstreeks 1960 opgang maakte, vooral door het werk van Margaret Murray, was die van een heksencultus. Deze theorie stelde dat er vroeger werkelijk heksen bestonden die zich organiseerden in covens en sabbats hielden. Als gevolg van het succes van Murrays werk ontstonden neopaganistische bewegingen. Deze geloofden dat heksen vóór de kerkelijke vervolging gewoon wijze vrouwen waren die net zoals binnen Germaanse, Keltische of andere voorchristelijke culturen met hun 'heidense' sjamanen, priesters en priesteressen fungeerden als genezer, psycholoog, vroedvrouw, medium en magiër. De veronderstelde magie van heksen zou volgens deze theorie hoofdzakelijk terug te voeren zijn op een zeer uitgebreide kennis van kruiden. De heksencultushypothese krijgt weinig ondersteuning uit de academische wereld, maar er zijn uitzonderingen zoals de Italiaan Carlo Ginzburg met zijn onderzoek naar de Benandanti en hun vruchtbaarheidscultus op het Noord-Italiaanse platteland in de 16e en 17e eeuw. Sommige onderzoekers zoals historicus Brian P. Levack nemen de 'zelfverklaarde heksen' van de nieuwe paganistische bewegingen zelfs niet op in de definitie van wat met 'heks' bedoeld wordt. Hij sluit om dezelfde reden ook goedaardige 'witte heksen' uit van de definitie omdat van beiden beweerd wordt dat zij hun krachten voor religieuze en/of goede doeleinden willen inzetten.

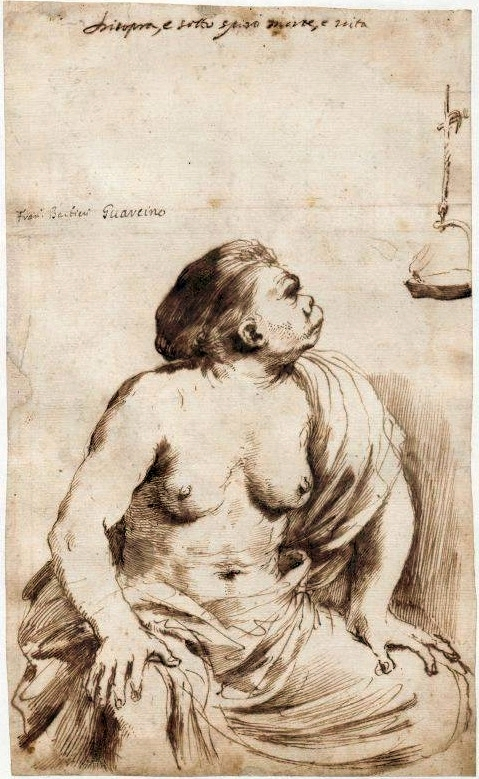
Halfnaakte heks, Guercino, Nationaal Museum van Warschau
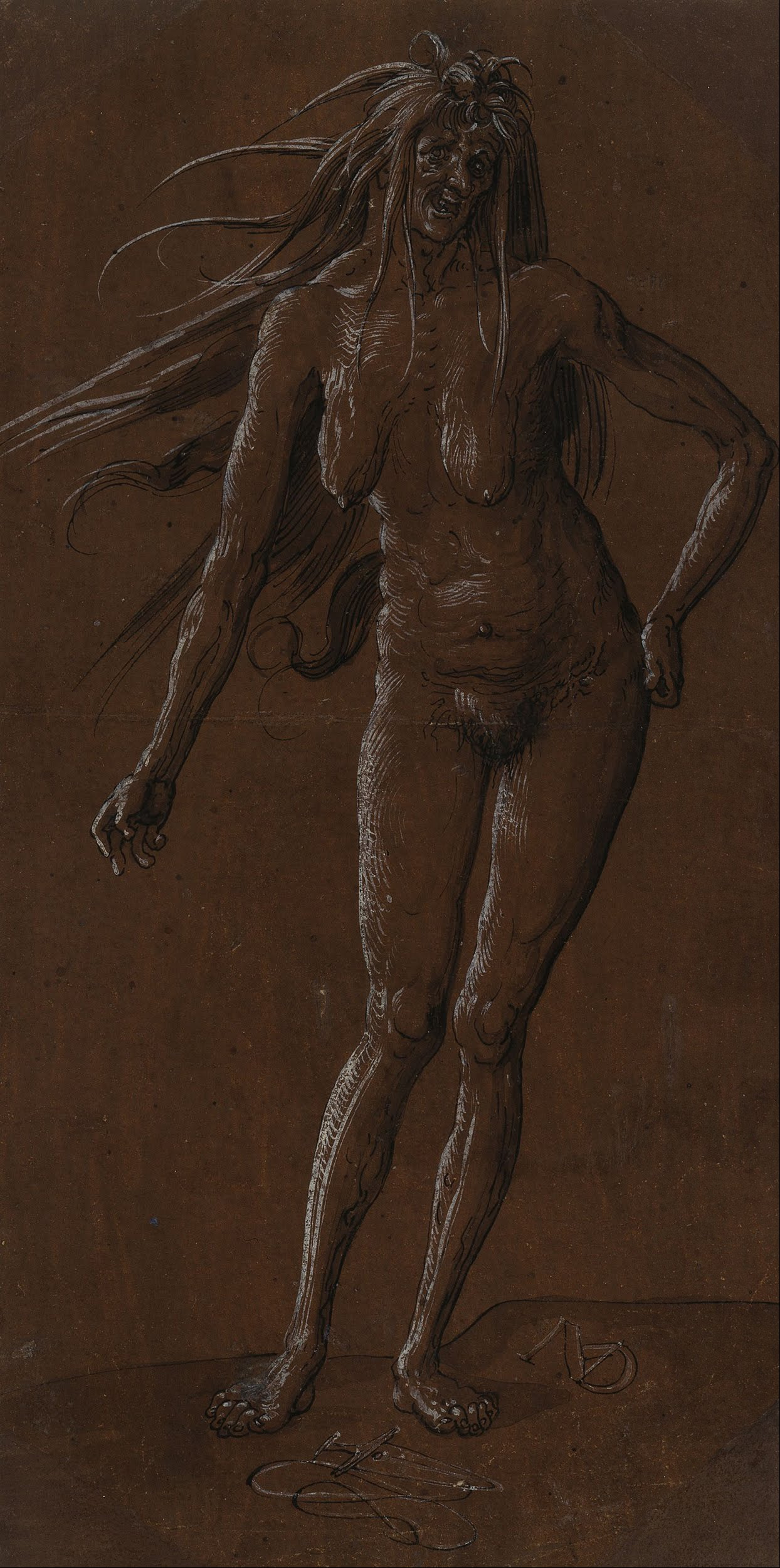
Hexe, Niklaus Manuel Deutsch, Kupferstichkabinett Berlin
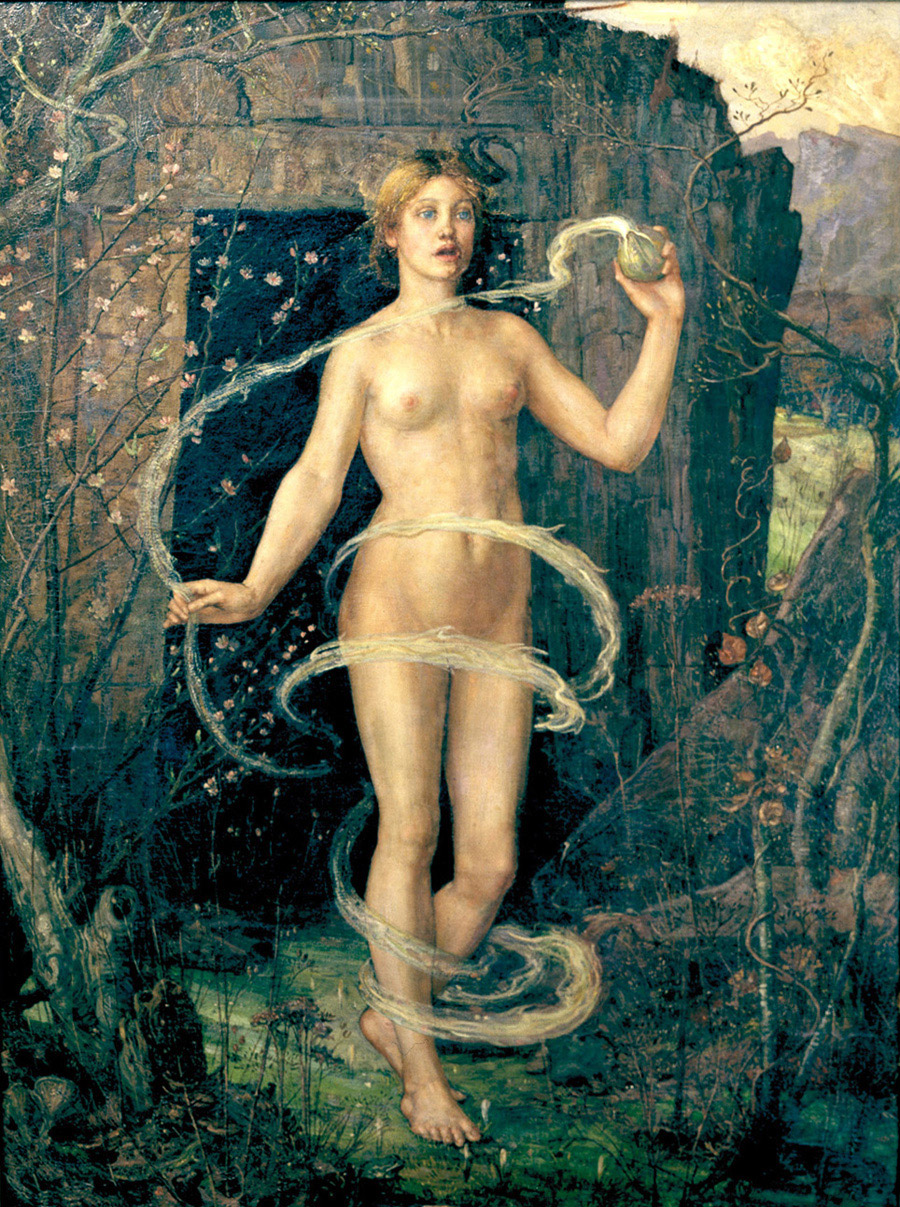
The spring witch, George Wilson
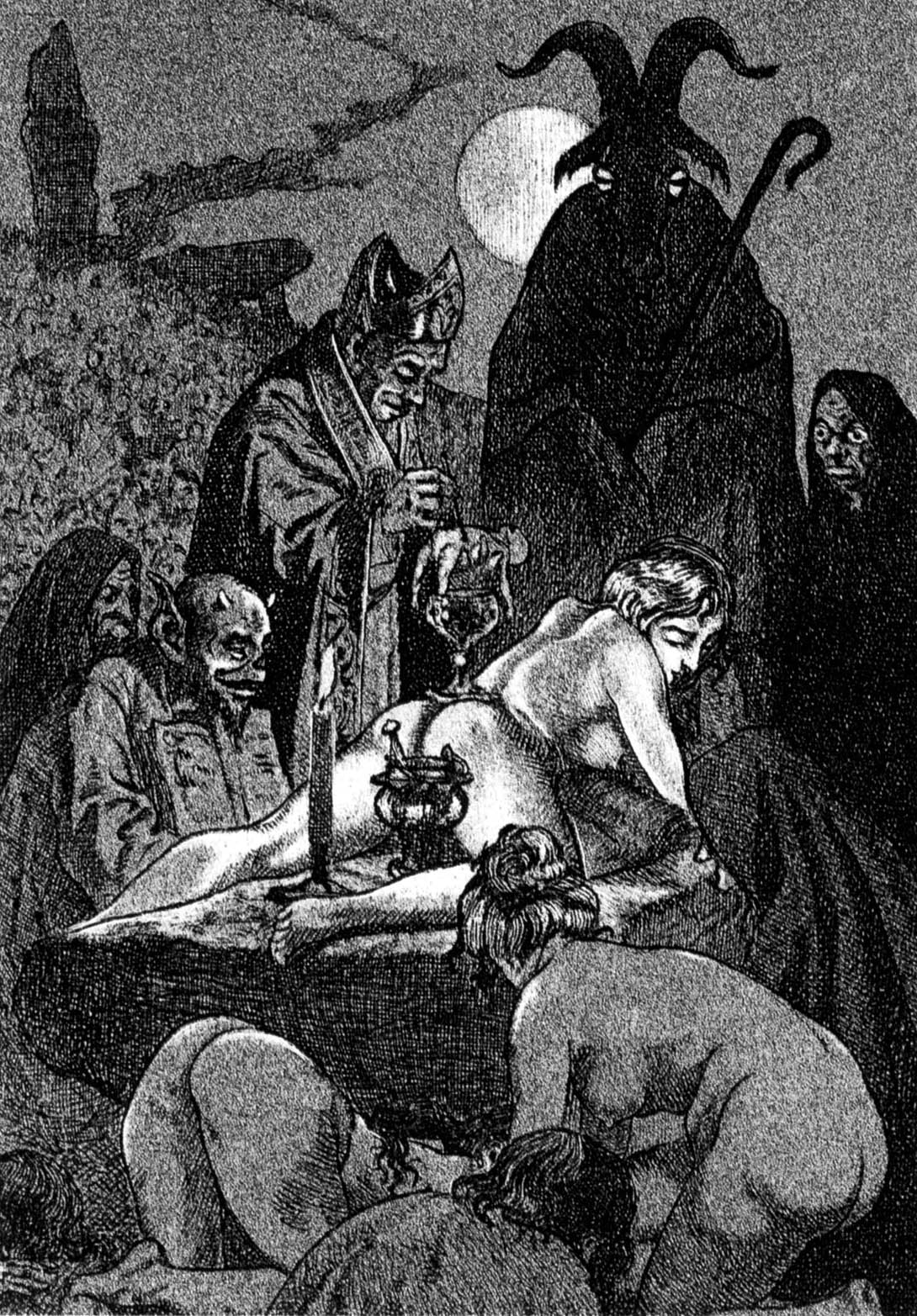
La Sorcière, Martin van Maele
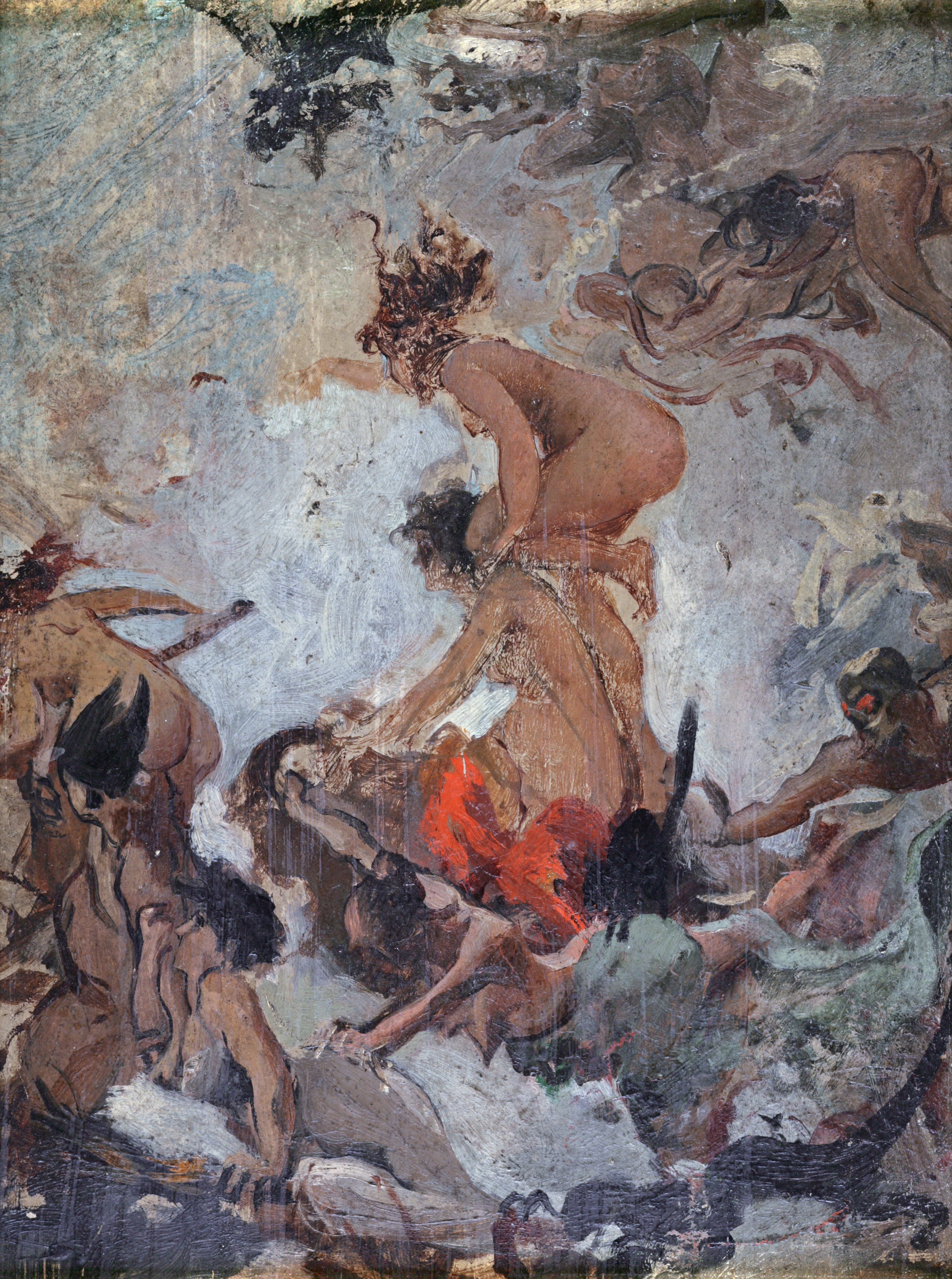
Studie van heksen die naar de heksensabbat gaan, Luis Ricardo Falero
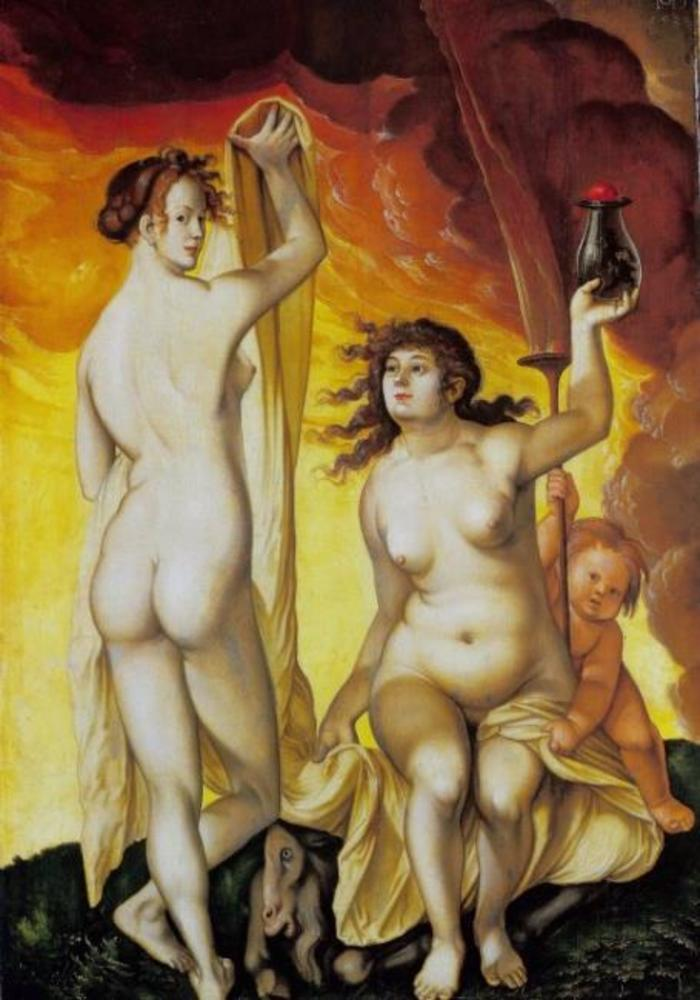
Twee heksen, Hans Baldung Grien, Städel Museum

## Kenmerken
Ondanks het feit dat er geen consensus bestaat over de definitie van hekserij, merken antropologen en andere onderzoekers op dat heksen in verschillende culturen vaak vrij gelijklopend worden beschreven:
- 'heksen' leven geïsoleerd van de gemeenschap,
- zij worden als afgunstig of kwaadaardig beschreven,
- zij erven het vermogen tot het doen van kwaad van een andere heks,
- het gaat om zowel vrouwen als mannen,
- wat vaak als kenmerk opduikt, is dat hele families geacht worden de gave tot hekserij bezitten.

In de vroegmoderne tijd kwam daar in Europa het beeld bij van de heks die een pact met de duivel sloot en daaraan haar kracht ontleende. In deze periode werd een begin gemaakt met magie en hekserij, of magiër en heks, van elkaar te onderscheiden. Bij de heksenvervolgingen werd duidelijk dat twee opvattingen van hekserij – de volkse en de theologisch/intellectuele – in het proces elkaar doorkruisten. Het begon vaak met het beschuldigen van iemand dat zij of hij de koeien van een buur ziek maakte, waarna de vervolgende rechtbank erop aanstuurde om bij de beschuldigde een bekentenis los te krijgen over maleficium waarbij de duivel betrokken was. De veel oudere sagen uit het volksgeloof werden zo opgenomen in het vroegmoderne beeld van de heks, dat door de elite geradicaliseerd en gedemoniseerd werd.

## Geloof in magie en hekserij

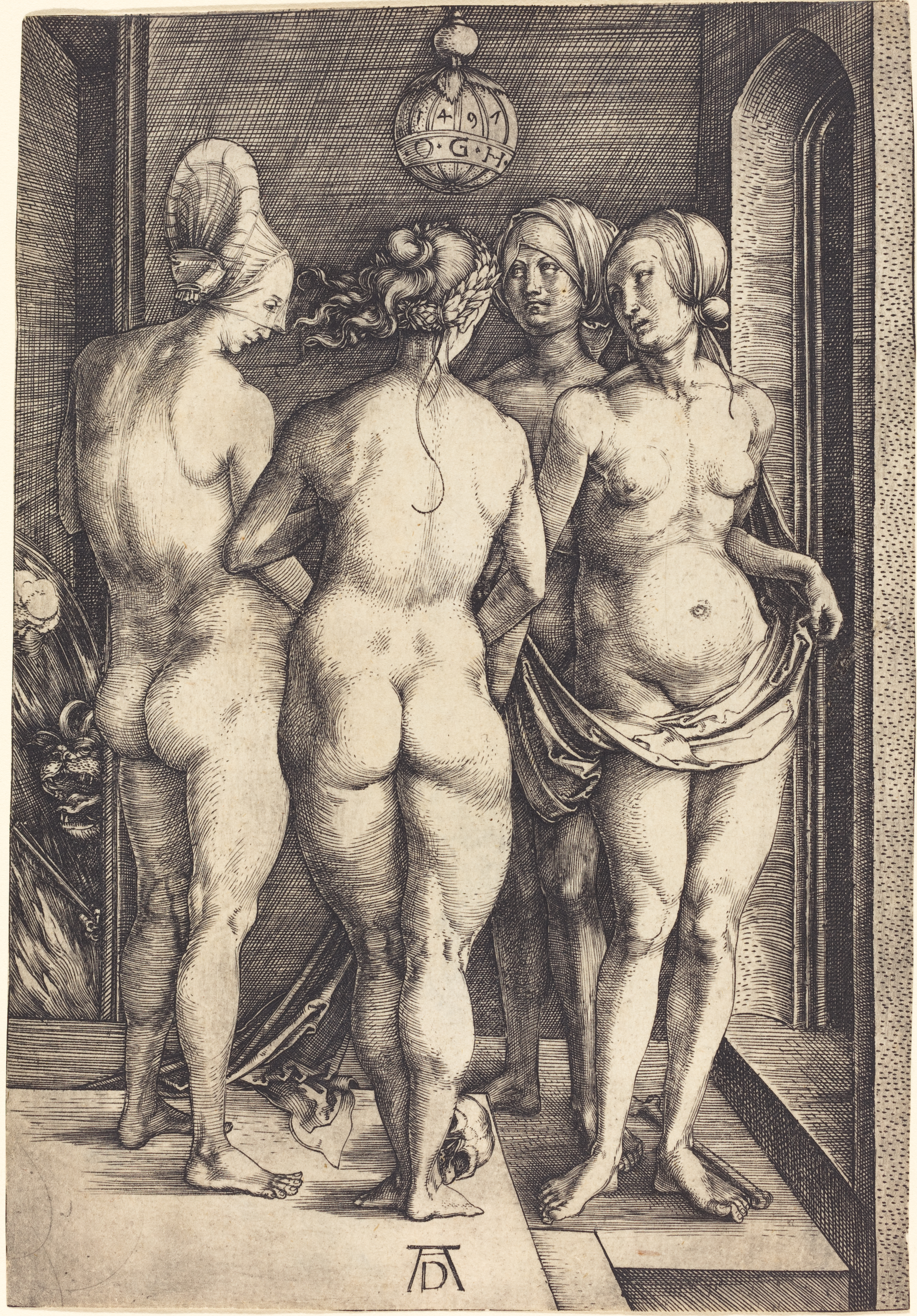
De vier Heksen, Albrecht Dürer, 1497

Geloof in het bovennatuurlijke is een bijna universeel verschijnsel. De manier waarop volken met het bovennatuurlijke in interactie treden verloopt op verschillende manieren, onder meer door gebed, muziek, offers en symboliek. Bij magie geldt dat ervan wordt uitgegaan dat het bovennatuurlijke kan worden gemanipuleerd. Daar waar bij het gebed 'gevraagd' wordt, tracht magie te dwingen. Deze magische manipulaties kunnen zowel een goed als een slecht doel beogen. Toverij en hekserij als vormen van magie worden meestal beschouwd als pogingen om met behulp van geesten andere mensen kwaad te berokkenen. Het verschil tussen een tovenaar en een heks, dat soms wordt gemaakt, komt erop neer dat een tovenaar gebruikmaakt van voorwerpen en medicijnen om kwaadaardige krachten op te roepen, terwijl de heks hetzelfde zou kunnen bereiken door de kracht van de eigen wil.
Het feit dat in de westerse beschaving een rationalistisch wereldbeeld ontstond dat op termijn het religieuze verklaringsmodel verdrong, is een unieke ontwikkeling in de menselijke geschiedenis. Wat het geloof in hekserij betrof had dit een grote impact. In de zeventiende en achttiende eeuw geloofde de meerderheid van de Europese sociale, politieke en intellectuele elites niet langer dat een mens een ander mens schade kon berokkenen door griezelige, niet-fysieke middelen. Het praktische resultaat hiervan was dat staat na staat de wetten tegen hekserij werden ingetrokken, die tussen 1428 en 1782 naar schatting tot minstens veertigduizend executies hadden geleid. Deze ommekeer kan worden beschouwd als een van de opmerkelijkste processen in de overgang van de Europese cultuur naar moderniteit.
De vaststelling dat religie, in welke vorm ook, een vrijwel universeel fenomeen is bracht onderzoekers ertoe hiervoor verklaringen te zoeken. De meeste van deze theorieën kunnen in drie groepen worden ondergebracht: psychologische, sociologische en een combinatie van deze twee.

### Psychologische theorieën
Psychologische theorieën stellen dat geloof ontstaat door een behoefte om een verklaring te bieden voor wat anders niet verklaard kan worden, en die rationalisering neemt de angst voor het onbekende voor een deel weg. In primitieve samenlevingen voelde de mens zich slechts veilig in zijn eigen woonplaats, te midden van verwanten en bekenden. De rondom liggende, onontgonnen natuur, werd als vijandig beschouwd, vol van gevaren. Aan de andere kant verschafte de natuur de mens voedsel en geneeskrachtige planten en kruiden.
Men geloofde algemeen dat de natuur bevolkt werd door duistere en lichte wezens; levenloze dingen en dieren hadden een ziel en konden door geesten bewoond worden. Het geloof in geesten, demonen, spookdieren en tovenaars komt, vaak met grote overeenkomsten, over de hele wereld voor. Vroeger werden deze overeenkomsten toegeschreven aan onderlinge beïnvloeding. Tegenwoordig neemt men aan dat dit universele geloof voortvloeit uit een diepgewortelde angst van de mens voor het duister en de ongetemde natuur.

### Sociologische theorieën
Sociologische theorieën benadrukken dat geloof voortkomt uit de behoeften van de samenleving. Zo stelde Émile Durkheim dat het de samenleving, en niet het individu is die onderscheid maakt tussen wat profaan is en wat heilig is. Het feit dat aan een voorwerp bepaalde magische krachten worden toegeschreven kan alleen als de samenleving het tot een symbool verheft om zo de maatschappelijke waarde ervan duidelijk te maken.
Geloof in hekserij verklaren sommige onderzoekers deels uit verschillen in welstand en levensgeluk tussen individuen en groepen. In een traditionele economie ontbreekt het concept 'economische groei'. Als sommigen dus succesvoller zijn dan anderen wordt dit verklaard door het gebruik van magie: de melk en het graan zijn 'gestolen'. Het zijn dan ook vaak rampen zoals misoogsten die het geloof in kwaadaardige magie aanwakkeren. In grote delen van Afrika geloven ook heden ten dage velen in een oorzakelijk verband tussen hekserij en economisch succes.

## Beeldvorming rond de heks

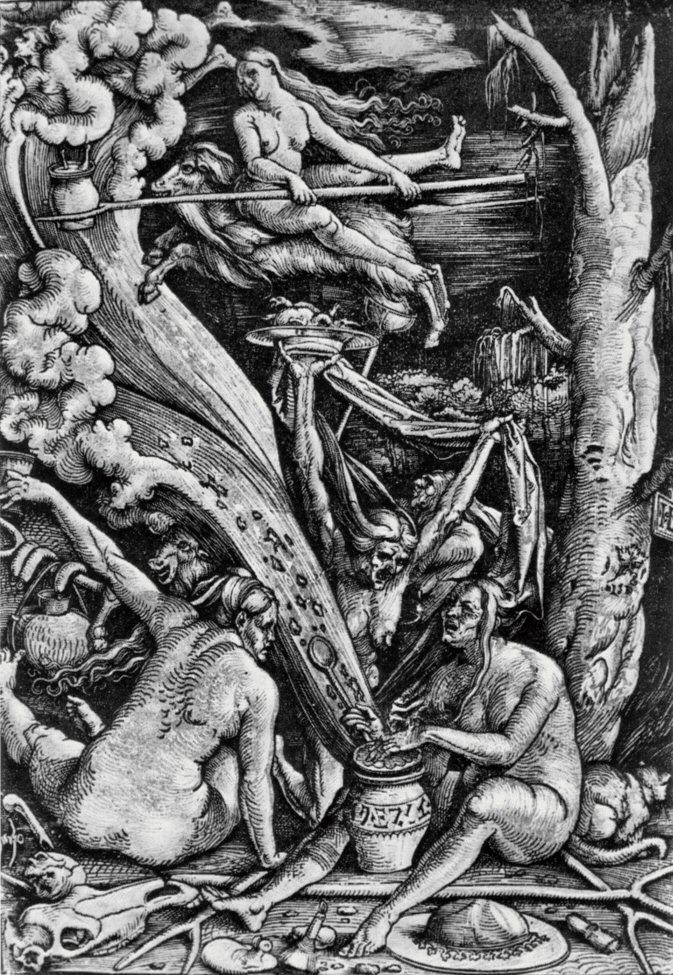
De Heksen, Hans Baldung, 1510

In de geschriften van de antieken, de Grieken en Romeinen, komen allerlei woorden voor om magiërs, geestenbezweerders etc. aan te duiden. Om deze woorden te vertalen met 'heks' is onnauwkeurig. Het christendom verscheen in een wereld waarin geloof in magie en geesten (daimones) algemeen was. Deze daimones waren halfgoddelijke wezens, bemiddelaars tussen de wereld van de goden en die van de mensen.
Het hedendaagse beeld van heksen en hekserij is in hoge mate het product van de late middeleeuwen en de vroegmoderne tijd. De 'vroegmoderne heks' was een verbond aangegaan met duivelse machten. De heksen gingen vliegend (heksenrit) naar nachtelijke bijeenkomsten, de heksensabbat. Tijdens deze 'sabbat' eerden zij hun meester, bespotten zij religieuze ceremonieën en gingen zich aan allerlei perverse vormen van geslachtsverkeer te buiten. Ook vertelde iedere heks welke boze daden hij of zij verricht had. Alvorens naar huis terug te keren ontvingen de heksen poeders om nieuwe misdaden te begaan.
In de westerse cultuur zijn twee beelden van een heks dominant gebleven: enerzijds dat van de lelijke, oude toverkol, anderzijds dat van de mooie, jonge en verleidelijke heks. Onder kunstenaars bleef de naakte of schaars geklede jonge heks een populair thema.
Binnen het volksgeloof worden aan heksen meerdere gaven toegeschreven:
- geneeskundige krachten;
- voorspellingen te kunnen doen;
- magische krachten te hebben (positieve krachten= witte magie en negatieve krachten = zwarte magie);
- de mogelijkheid om zich in een dier of een ander levend wezen te veranderen;
- de mogelijkheid om zich snel te verplaatsen.

Daarnaast hebben en gebruiken heksen attributen, zoals een zwarte kat, een bezem, een ketel om toverdranken te maken, een main de gloire.

## Hekserij en vrouwen

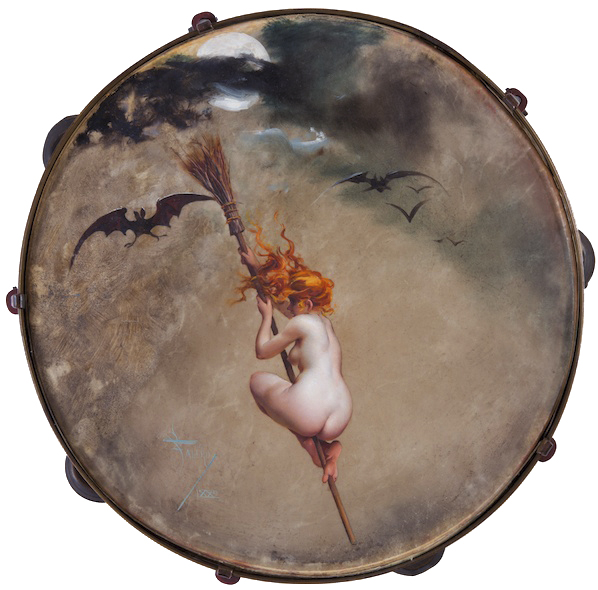
La bruja, Luis Ricardo Falero

In de geschiedenis van de Europese heksenvervolging vormden vrouwen het overgrote merendeel van de vervolgden, en zeker bij de terechtgestelden. Schattingen hebben het over een aandeel van ca. 80 procent vrouwen. Tot in de eerste helft van de veertiende eeuw werden vooral mannen (70%) beschuldigd van schadelijke tovenarij. Dit percentage daalde in de tweede helft van die eeuw tot de verhouding mannen-vrouwen ongeveer 42-58 bedroeg. In de eerste helft van de 15e eeuw steeg het percentage vrouwen dat van hekserij beschuldigd werd tot 60 à 70 procent. Een uitzondering is Rusland, waar drie van de vier "heksen" mannen waren.
Hieruit blijkt dat in het vroegmoderne Europa voornamelijk vrouwen werden geassocieerd met het beoefenen van schadelijke magie. Vooral vrouwen maakten gebruik van diverse vormen van magische genezing, en dit veronderstelde vermogen om iemand te genezen werd verwant geacht aan het vermogen om iemand te schaden. Wat ook sterk meespeelde was de sociaal zwakke positie van de vrouw in het vroegmoderne Europa: met name oudere of ongehuwde vrouwen en weduwen waren gemakkelijke slachtoffers voor de aanklagers. Veel moderne feministische historici hebben zelfs betoogd dat heksenjachten, bewust of onbewust, gebruikt werden door de autoriteiten om vrouwen te onderdrukken en te disciplineren die zich op de een of andere manier niet schikten in rollen die de patriarchale samenleving hen voorschreef.
Het denkbeeld dat vrouwen fysiek, mentaal en spiritueel inferieur waren aan mannen was reeds aanwezig in oudere tradities zoals de Griekse en Romeinse cultuur, en bevestiging van deze notie vonden intellectuelen uit de vroegmoderne tijd ook terug in de Bijbel. Tegen deze achtergrond is te verklaren dat vooral vrouwen in de vroegmoderne tijd beschuldigd werden van verleid te zijn door de duivel: hun vlees en geest waren immers veel zwakker dan die van de man.
Een van de mogelijke redenen dat moderne mensen zich aangetrokken tot wicca is precies omdat het dit stereotiepe, uit de vroegmoderne tijd daterend beeld van de heks doorbreekt, volledige gelijkstelling van man en vrouw belijdt en respect toont voor de generatieve krachten van de vrouw. Hoewel deze religie zowel een god als een godin vereert en hen als gelijken beschouwt, is het in de praktijk wel zo dat de godin meer benadrukt wordt.

## Historisch
Wat uit de klassieke literatuur duidelijk wordt, is dat het beeld van de heks in Europa al voor een belangrijk deel gevormd was vóór de periode van de grote heksenvervolgingen. Wat de vervolgende Kerk toevoegde aan het stereotype was in de eerste plaats het idee van een contract, een pact met de duivel.
Gedurende de Middeleeuwen zou het beeld van de heks dat latere vervolgingen legitimeerde geleidelijk aan vorm aannemen. Het was het beeld van een kwaadaardige magiër die een pact met de duivel had gesloten en hem vereerde. De periode vanaf de bekendmaking van de Canon Episcopi (die bepaalde vrouwen beschreef die misleid waren door de duivel door ze te laten denken dat ze 's nachts uitreden om de godin Diana te eren) tot aan de publicatie van de Malleus Maleficarum veranderde het beeld van de heks in iets weerzinwekkends.

### Oude Oosten
De Code van Hammurabi, daterend uit 1785 v.Chr., is een van de vroegst bekende wetboeken. Het bevatte ook verschillende voorschriften die bepaalden hoe moest worden opgetreden tegen magische praktijken.

### Bijbel

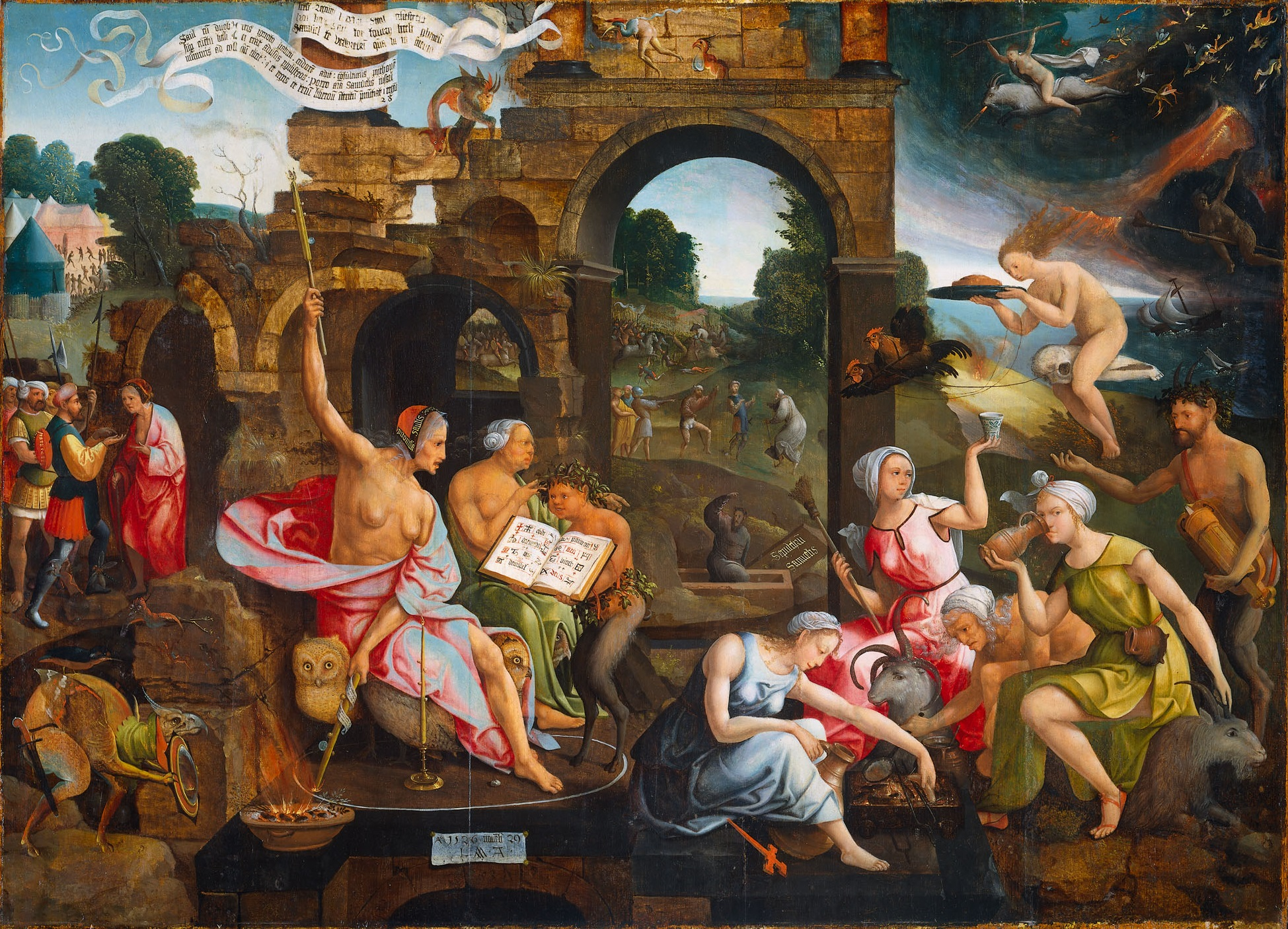
Saul bij de heks van Endor, Jacob Cornelisz van Oostanen, 1526

De beeldvorming en stereotypering rond de Europese heks heeft een lange geschiedenis. De Bijbel bevat passages waarin staat dat dodenbezweerders en tovenaars ter dood gebracht moeten worden, zoals in Leviticus 20:27 en Exodus 22:18.
Daarnaast is er het verhaal van de Heks van Endor waarin Saul bij nadering van de Filistijnse aanvallers een medium (orakel) uit de stad Endor raadpleegt om de geest van Samuel op te roepen (necromantie) en te vragen hulp te bieden tegen de vijand. Deze voelt zich echter in zijn rust verstoord en voorspelt rampspoed. Drie zonen van Saul (Jonatan, Malchi-Sua en Abinadab) komen in de slag met de Filistijnen de volgende dag te overlijden en Saul zelf stort zich in zijn zwaard. De term "heks" stamt echter niet uit de oorspronkelijke Bijbeltekst, maar werd pas in latere vertalingen gebruikt.

### Griekenland en Rome
Het waren echter vooral klassieke schrijvers uit de Grieks-Romeinse wereld die aanvankelijk bijdroegen aan de ideeën die zich in Europa over hekserij ontwikkelden.

#### Mythen

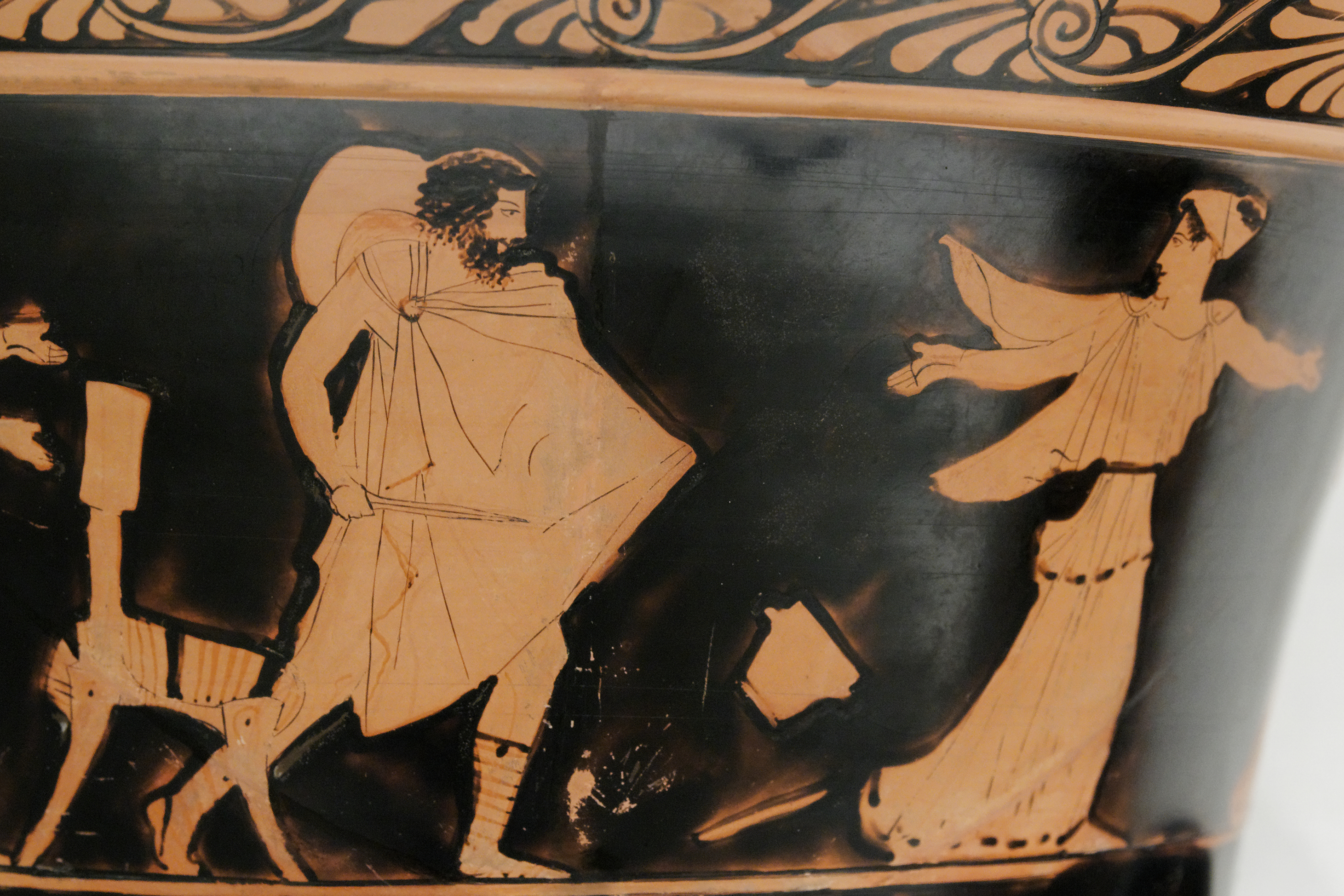
Odysseus achtervolgt Circe, ca. 440 v.Chr.

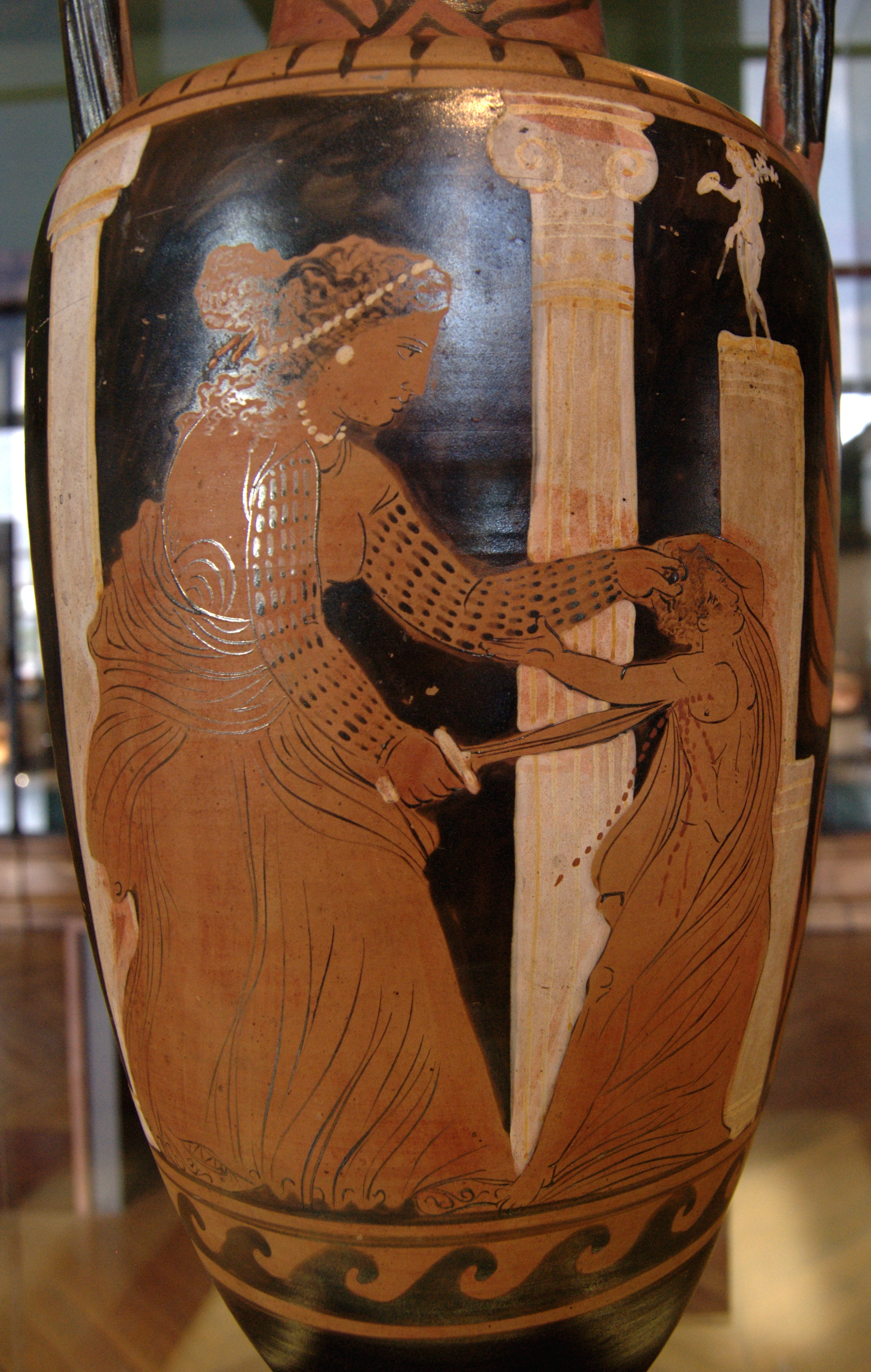
Medea doodt een van haar kinderen, ca. 330 v.Chr.

Uit de klassieke Griekse en Romeinse literatuur zijn veel beschrijvingen bekend van vrouwen en van kwaadaardige wezens die gebruikmaken van schadelijke magie. Zo wordt Circe, die weliswaar van goddelijke oorsprong is, vaak ook als heks beschouwd. Medea wordt zelfs nog als boosaardiger beschreven. Zij was een priesteres van Hekate en stond in contact met de duistere krachten van de onderwereld. Net als Circe werd zij het archetype van de heks zoals ze later in middeleeuwen en vroegmodern Europa werd opgevat. In het oude Griekenland en Rome was elke aanwijzing voor een associatie met Hekate een teken van hekserij. Zo bestond er in de vroege geschiedenis van Griekenland een speciale groep van rituele experten, de goetes, zieners die als bemiddelaars optraden tussen de levenden en de pas gestorvenen. Zij waren gespecialiseerd in begrafenisrituelen en riepen daarbij vaak Hekate aan als godin van de onderwereld. Geleidelijk aan breidden zij echter hun domein uit. Zij kregen de reputatie dat zijn geesten en daimones aan zich konden laten gehoorzamen om te helpen bij hun magische praktijken. Terwijl zij aanvankelijk dus een gewaardeerde sociale functie vervulden, werden zij allengs beschouwd als kwaadaardige figuren.
De naam voor hun praktijken, goeteia, wordt vaak vertaald als 'hekserij'. Andere vreselijke voorstellingen uit de literatuur zijn Horatius' Canidia, die in kerkhoven ronddwaalt, op zoek naar organen van lijken om magische dranken mee te bereiden, en Eritho van de Romeinse dichter Lucanus. Eritho werd afgebeeld als een gruwelijk, sinister, halfdemonisch wezen dat lijken roofde, planten deed verwelken en de lucht vergiftigde. Lucanus beschrijft in zijn Phasalia hoe ze een dode van het slagveld meesleept en in het woud tot leven wekt, om uit zijn mond berichten van de onderwereld te ontvangen. Verhalen als deze geven enig inzicht wie in het oude Griekenland en Rome als heks werd beschouwd. Hoewel het kwaad in deze literaire voorstellingen meestal aan vrouwelijke figuren wordt toegeschreven, blijkt dit in de praktijk niet helemaal te kloppen. Uit niet-literaire bronnen zoals vervloekingen, vaak in loden tabletten gegrift, en uit andere aanwijzingen blijkt dat mannen als beoefenaars van magie even sterk als of mogelijk sterker dan vrouwen vertegenwoordigd waren.
Een wezen dat in het Grieks-Romeins geloof voorkomt als personificatie van het kwaad is de strix (Latijn voor ‘schreeuwuil’), ook een vrouwelijk, vampierachtig wezen dat ‘s nachts uitvliegt en jaagt op kinderen van mensen om hun bloed op te zuigen. Ook de lamia is een nachtwezen dat op kinderen van andere vrouwen jaagt. Zij zijn niet identiek aan menselijke heksen, maar lijken er toch mee verwant. Uiteindelijk zouden deze strix en lamia in het Middellandse Zeegebied wel de betekenis krijgen van ‘heks’. Beschrijvingen als deze wijzen ook op de steeds terugkerende associatie van vrouwen met de nacht en duistere krachten, een erotiserend voorgestelde dreiging die belichaamd wordt in vrouwelijke monsters.

#### Dagelijks leven
Schrijvers als Homerus, Apuleius en Ovidius melden dat magie een belangrijk deel uitmaakte van de Grieks-Romeinse maatschappij en van het gewone leven. De straten van Athene en Rome waren plaatsen waar allerlei charlatans, kwakzalvers, dokters en priesters rondzwierven op zoek naar een goedgelovig betalend publiek. De Romeinse staat nam zelf ook toekomstvoorspellers dienst, en die vorm van magie werd hoog gewaardeerd en serieus genomen. De aanvaardbare vorm van magie vond overdag plaats, terwijl de nacht beschouwd werd als de beste tijd om zwarte magie te bedrijven. Het aanwenden van magie, zoals vervloekingen met de bedoeling om te schaden was echter wettelijk strafbaar.
Uit de periode van het Romeinse Rijk zijn ook vervloekingen en bezweringen bekend, soms op loden tabletten gegrift en gewijd aan een heidense god. Een typisch voorbeeld vormen de bezweringen om paardenmenners te verhinderen een wedstrijd te winnen. Een van de oorspronkelijk in het Latijn geschreven vervloekingen uit het Laat-Romeinse Rijk luidde bijvoorbeeld:
"Ik bezweer u, demon, wie ge ook zijt, en ik eis van u, dat ge de paarden van de Witten en de Groenen foltert en doodt en dat ge hun rijders doodt en verplettert!"

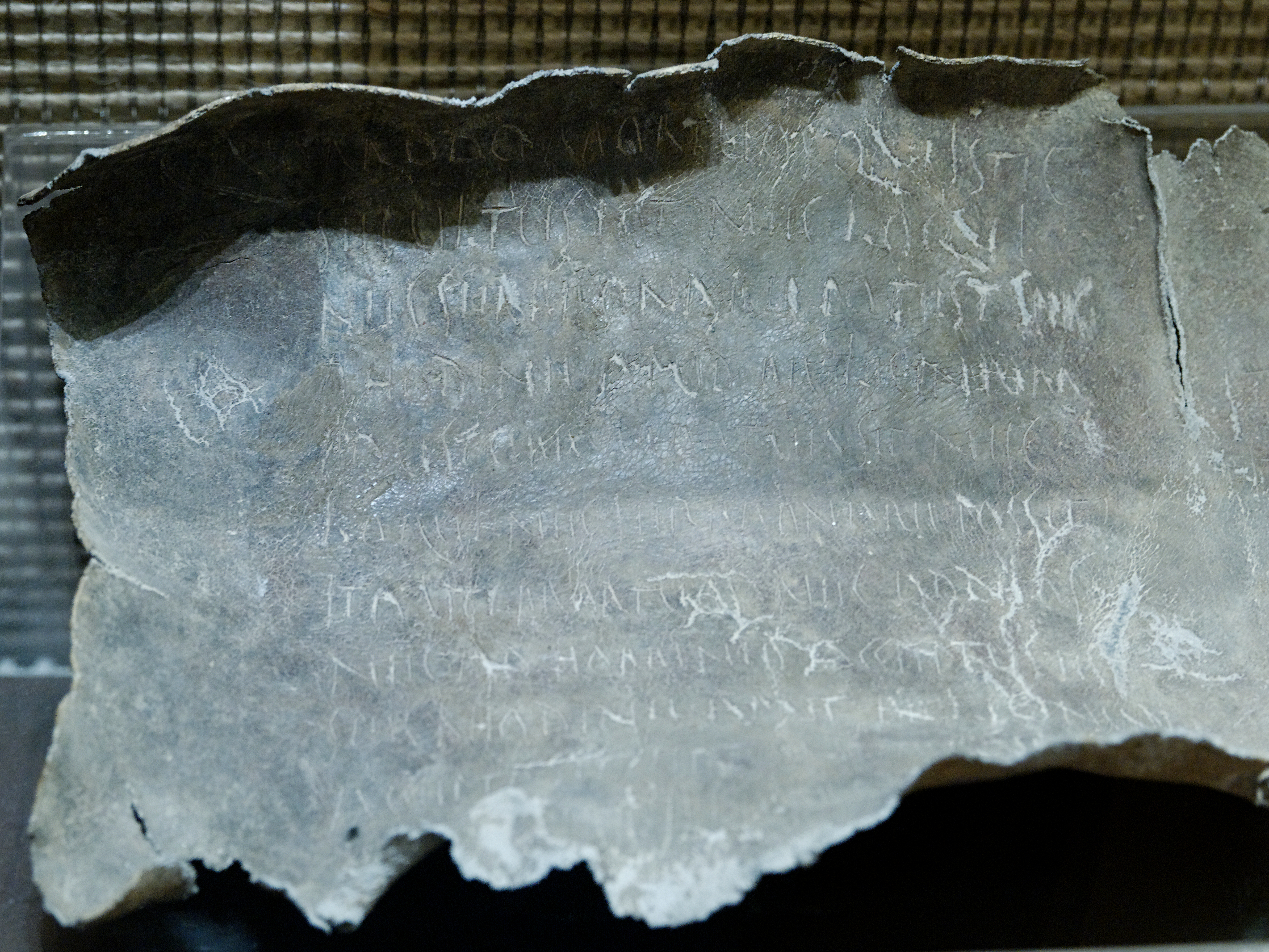
Loden tablet met een bezwering uit de 1e eeuw v.Chr., Thermen van Diocletianus
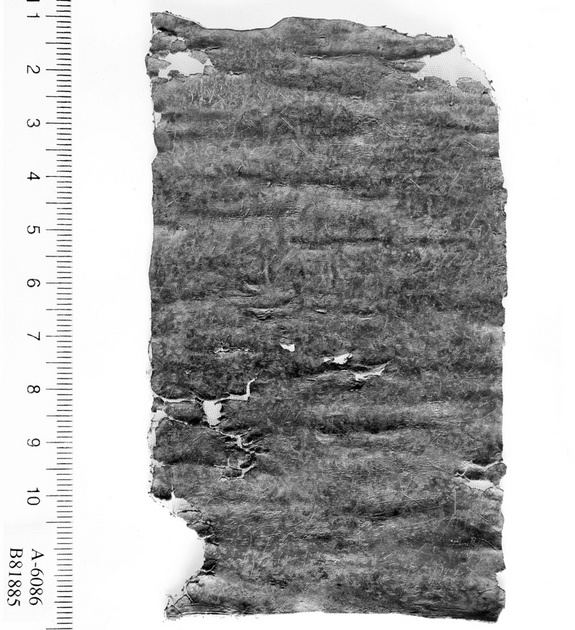
Tablet met een vervloeking, 363
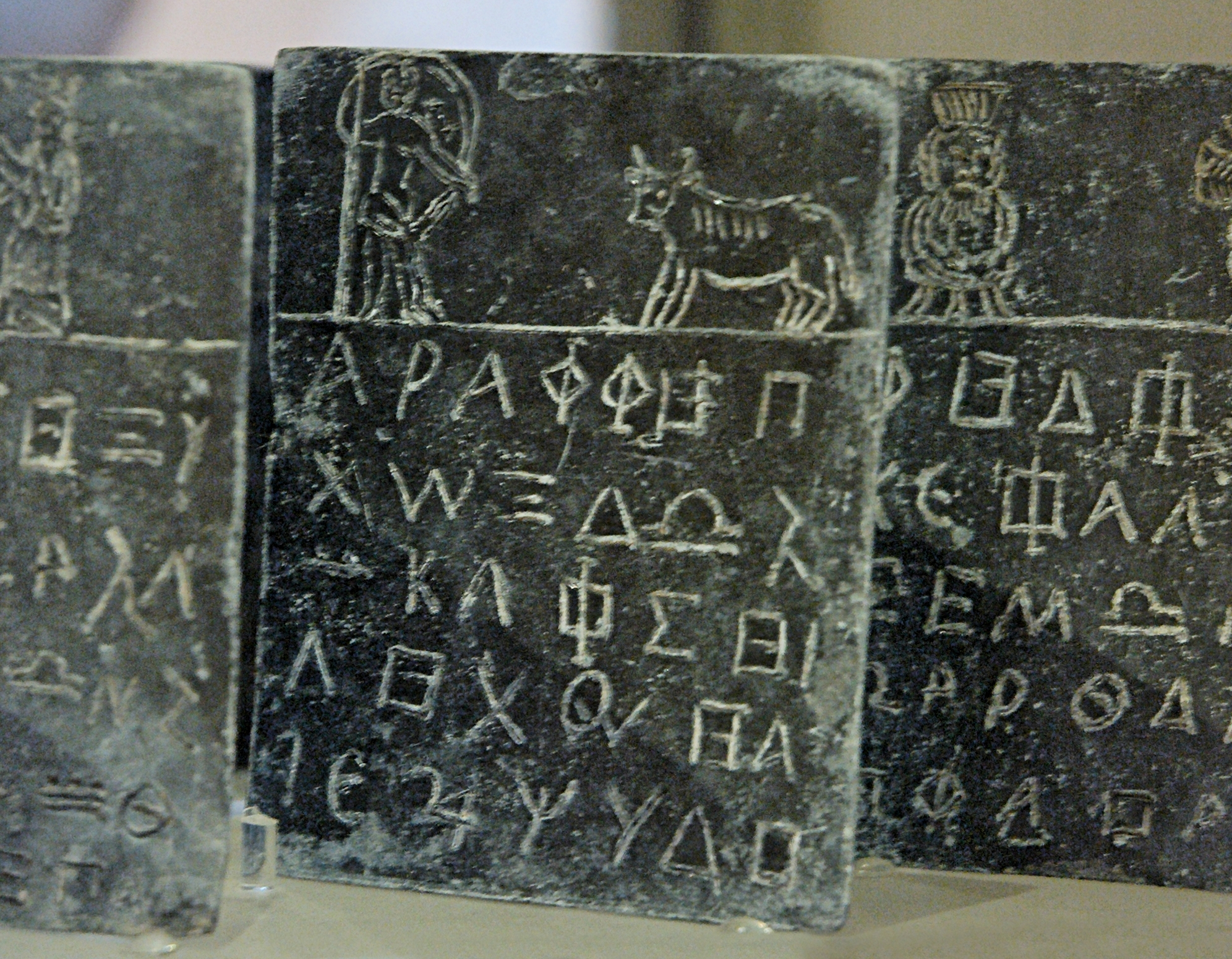
Magisch boek, ca. 300-500, Thermen van Diocletianus

Buiten deze categorie vervloekingen waren er strafbare magische handelingen met vergif (Grieks: pharmaka, Romeins: veneficium). In de Romeinse wereld werd veneficium op den duur de benaming voor alle schadelijke magie. Verder was er nog de categorie superstitio, waarmee men het praktiseren van ongepaste, excessieve buitenlandse riten bedoelde die de stabiliteit van de Romeinse staat zou kunnen ondermijnen en zijn burgers corrupt maken.

#### Optreden tegen hekserij
In de oudheid ging men ervan uit dat magie werkte. Het gevolg van dat geloof, was dat men in bepaalde gevallen, wanneer de magie schadelijk werd bevonden, ertegen moest optreden. In het algemeen werd het getolereerd zolang het niet werd gebruikt om er iemand mee kwaad te doen. Zo vermeldde de Twaalftafelenwet, het eerste belangrijke Romeinse wetboek, ook het uitspreken van boze spreuken als misdaad: Qui malum carmen incantassit ("Wie een slecht lied heeft gezongen"). In het algemeen focuste de wetgeving in de oudheid zich op het effect van een magische handeling, niet op de handeling zelf, waardoor magie op zich dus niet verboden was. Ook al was het vaak moeilijk om een correcte wettelijke analyse te geven van wat er gebeurd was, werd, zolang geen misdaad gepleegd was, wettelijk niet opgetreden. Pas met de kerstening zou hekserij in de categorie van misdaad terechtkomen.

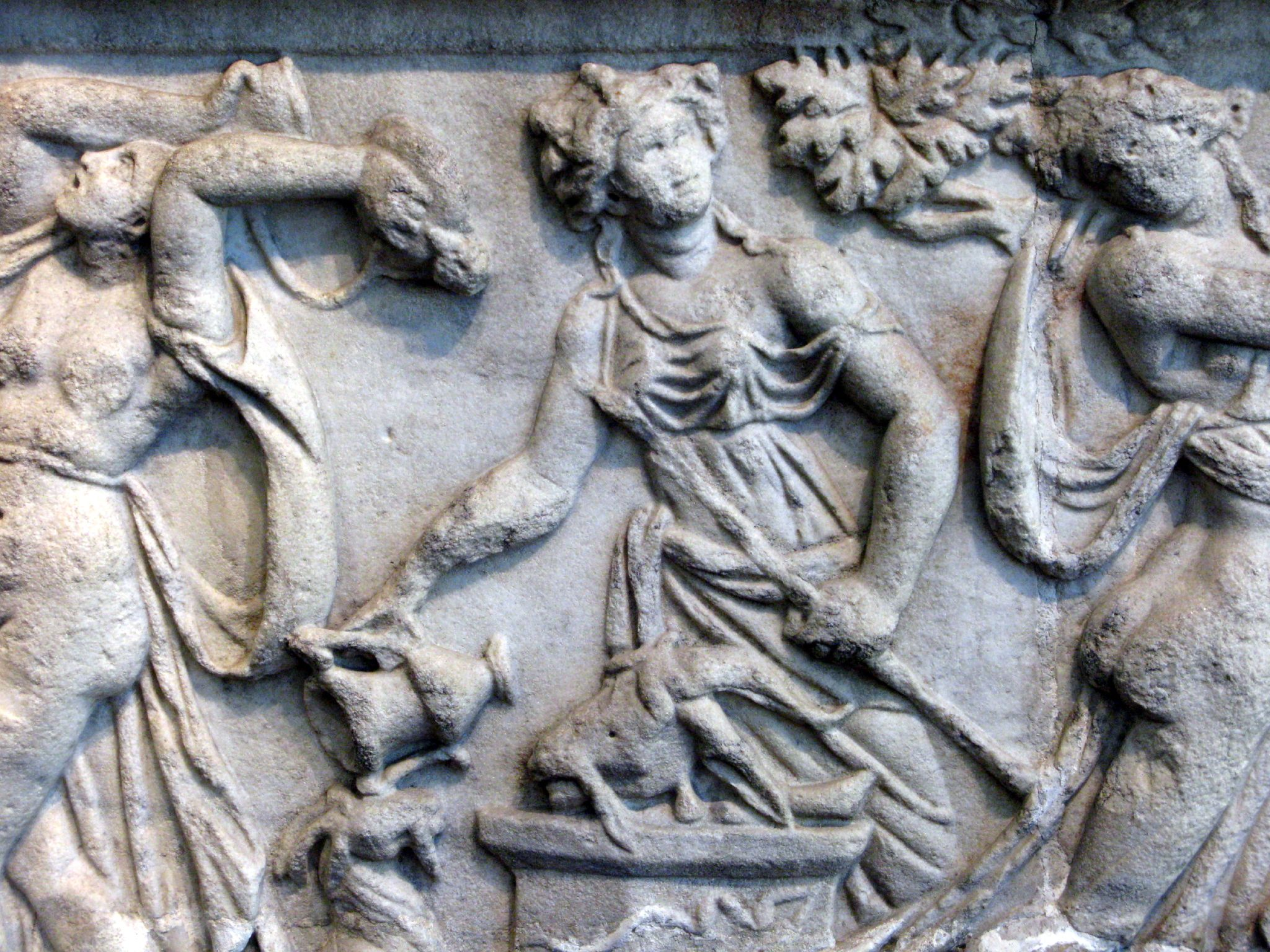
Muziek, wijn en extase en het offeren van een bokje, Romeinse sarcofaag opgedragen aan Dyonisos, ca. 270, Allard Pierson Museum

Een belangrijke bekommernis, zowel bij Grieken als Romeinen, was het bewaren van de goede orde en zeden binnen de maatschappij. Het onderhouden van een goede relatie met de (officiële) goden was daarbij van primair belang, want zij konden verstoord worden waardoor de harmonie in gevaar kwam. Via rituelen door officiële priesters probeerde men deze goede relatie met de goden van het pantheon te verzekeren. Magische praktijken die het volk konden corrumperen en moreel aantasten waren dus taboe en dienden te worden aangepakt. Het vervloeken van personen en andere vormen van hekserij werden dus voornamelijk bestraft omwille van het ontwrichtend effect dat ze op de maatschappij zouden hebben. Vanaf de 5e eeuw v.Chr., gedurende Athene’s gouden eeuw, werden de Griekse stadstaten minder tolerant ten opzichte van andere religies dan de officiële cultus en de magoi werden gezien als een verderfelijke, antisociale invloed waar Griekse burgers zich niet mee moesten ophouden. Met magoi duidden de Grieken alle vreemde religies aan, en de term goeteia beschreef de lage vormen van magie. De grenzen tussen wat religie en wat magie genoemd werd waren vaag, zoals duidelijk wordt bij Medea en Circe, aanvankelijk halfgodinnen uit de Griekse religie die later als heksen werden beschreven.
De bekommernis van de staat om de burger voor morele corruptie te behoeden vinden we ook terug in andere wettelijke verboden op ongewenste praktijken. Het idee van heksensabbats kan teruggevoerd worden op oude Griekse en Romeinse feesten tere ere van Dionysos/Bacchus, bij de Romeinen gekend als de Bacchanalia. Dionysos werd vertegenwoordigd door een gehoornde geit als symbool van vruchtbaarheid. Zijn vereerders verzamelden 's nachts op afgelegen plekken in de natuur. Daar hielden ze uitbundige drankorgieën met door mannelijke priesters geleide vrouwen. Deze feesten werden in de Romeinse tijd geassocieerd met extatisch dansen, wijndrinken en seksuele uitspattingen en zouden in 186 v.Chr. door de Romeinse Senaat verboden worden.
Uit de oudheid zijn er al heksenprocessen bekend, maar dan op veel kleinere schaal dan tijdens de heksenvervolgingen die hierna besproken worden. Dezelfde Lucius Apuleius van De Gouden Ezel vertelt ook over een beschuldiging van hekserij die hem bijna het leven kostte. 
 In de 2e eeuw n. Chr. vond in een Romeinse Afrikaanse provincie een ‘heksenproces’ plaats. De beschuldigde was de Romeinse burger Lucius Apuleius Madaurensis, (dezelfde van ‘De Gouden Ezel’), een Latijns schrijver en platoons filosoof die ook een ruime kennis bezat van het occulte. Nadat hij een rijke weduwe had gehuwd, werd hij er door haar familieleden van beschuldigd haar te hebben betoverd om in het bezit te komen van haar fortuin. De Romeinse wet bestrafte toen tovenarij met de doodstraf. Lucius ontliep echter zijn straf. Zijn succesvolle verdediging (Apologia) schreef hij later op in een van de grappigste werken die uit de Oudheid bekend zijn. Vanaf de tweede eeuw n.Chr., in de periode van het Romeins Keizerrijk, werden ook christelijke gemeenschappen slachtoffer van vreemde beschuldigingen en verdachtmakingen. Religieuze praktijken van de christenen werden geridiculiseerd. Zij zouden een god met een ezelshoofd aanbidden en net zoal bij andere vervolgingen, van ‘heidenen’ en ‘heksen’ werden ook zij beschuldigd van kannibalisme en het eten van hun eigen kinderen.
Suetonius noemde de christelijke religie 'een nieuw en kwaadaardig bijgeloof' en Plinius sprak over 'onbeteugeld pervers bijgeloof.' Het volk collaboreerde enthousiast met de autoriteiten bij het vervolgen van die christenen. Als ultieme straf werden de geëxecuteerden niet begraven, maar verbrand. Net zoals bij de wetten tegen bacchanalen ging het de Romeinse overheid er in de eerste plaats om mogelijke samenzweerders tegen de staat door strenge maatregelen van de senaat te beletten om de politieke macht te grijpen. De Romeinse officiële religie was meer een nationale cultus dan een individuele religieuze beleving, en daar paste de nieuwe religie van de christenen niet in. Toen dus vanaf de 2e eeuw v.Chr. massa’s vreemdelingen naar Rome trokken, was geen inspanning te veel om die instroom van vreemde goden in te dijken. De christenen zouden later zelf dit patroon van vervolging met vrijwel gelijke beschuldigingen toepassen op vervolging van zogenaamde heksen.

### De grote heksenvervolgingen

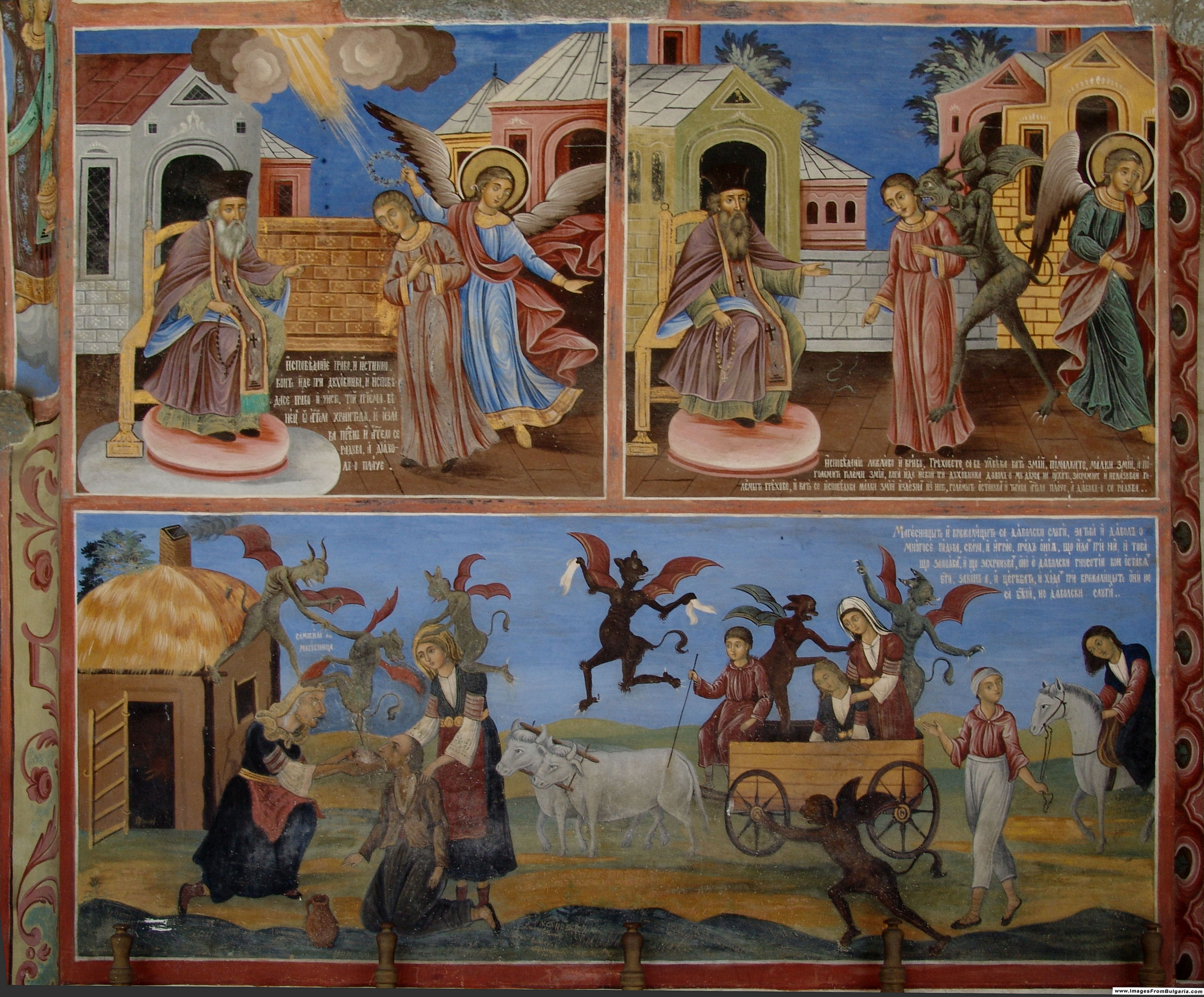
Muurschildering in het Rilaklooster

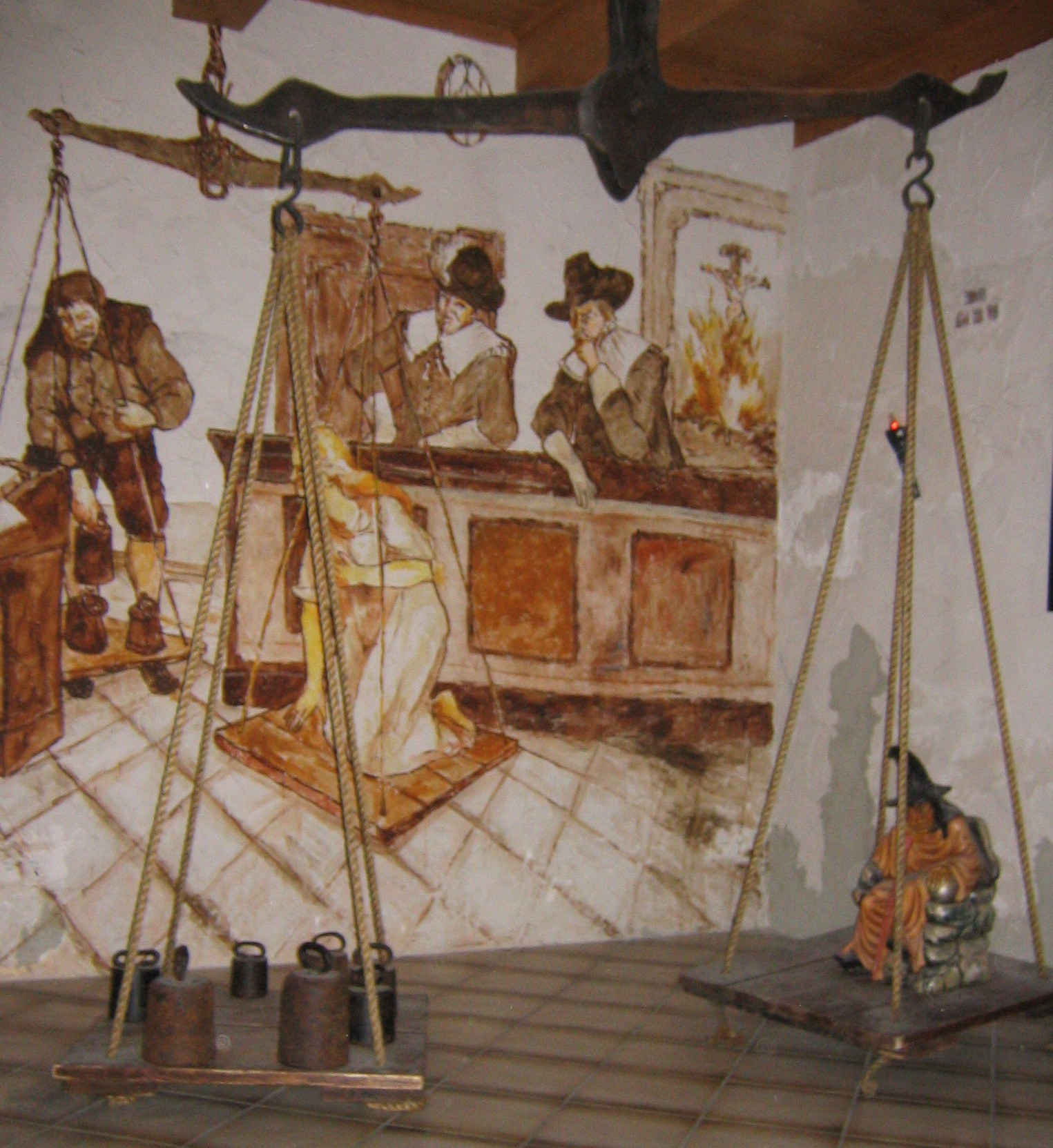
Een heksenwaag in een museum

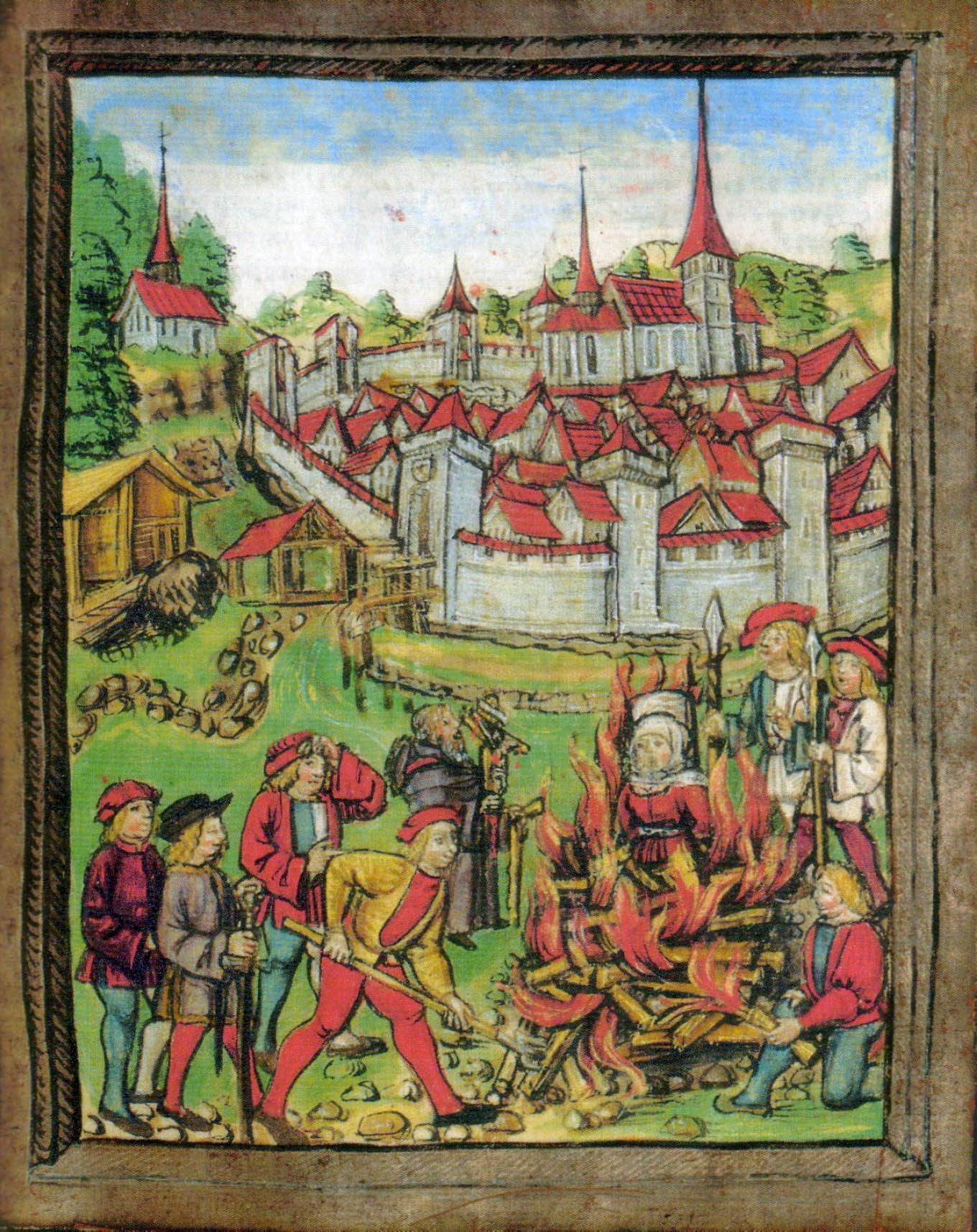
Anna Vögtli wordt als heks verbrand bij de muren van Willisau; ze zou een gewijde hostie gestolen hebben, 1447

#### Middeleeuwen en de rol van de Kerk
Reeds in de Middeleeuwen zijn er gevallen bekend waarbij mensen werden veroordeeld op beschuldiging van zwarte magie. Een misoogst of de dood van een dier of een mens was vaak aanleiding tot het zoeken van een zondebok. Vaak bleef de straf echter beperkt tot verbanning of een geldboete. Ook zag men in de Middeleeuwen hekserij vaak als heidens overblijfsel, en was men onder clerus vaak zeker genoeg van de eigen goddelijke waarheid om de hekserij als een obscuur fenomeen zonder reële uitwerking terzijde te schuiven. Al snel werden de uitoefenaars van verschillende soorten magie aan elkaar gelijkgesteld. Het negatieve beeld van de "heks" ontstond.
In het Europa van de Middeleeuwen en de Nieuwe Tijd bracht de Kerk toverij in verband met de duivel. Satan en de Antichrist waren de grote vijanden van de Kerk. Goed en Kwaad, Licht en Duister voerden een eeuwige strijd. Het nog vrij onschuldige volksgeloof in heksen en demonen werd in deze periode pas echt gevaarlijk na de vijftiende eeuw: heksen werden vanaf die tijd door de Kerk beschouwd als duivelaanbidders en niet meer als onschuldige heidense kruidenvrouwtjes of medicijnmannen zoals tijdens de voorafgaande Middeleeuwen.
Waarschijnlijk heeft de door pestepidemieën veroorzaakte onzekerheid ertoe bijgedragen dat in de latere Middeleeuwen de samenleving bevangen werd door vermeerdering van angst voor heksen, met name in Noord-Europa. Ook golden voor heksen in die tijd de normale procesregels. Heksenprocessen waren een uitvloeisel en opvolger van de ketterprocessen die plaatsvonden tijdens de Reformatie.

#### Renaissance: toenemende angst voor hekserij
In Europa begon de periode van werkelijke heksenvervolging tijdens de renaissance. (De ongunstige reputatie die de Middeleeuwen op dit punt genieten is niet terecht.) Velen die van hekserij werden beschuldigd werden nu daadwerkelijk terechtgesteld. In de waag, waar op marktdagen gewone handelsgoederen werden gewogen, kon ook iemand die van hekserij verdacht werd gewogen worden. Als de waag een gewicht aangaf dat volgens haar lichaamsbouw te verwachten viel, werd een certificaat uitgereikt dat de eigenaar ervan vrijwaarde van verdere beschuldigingen. De waag in Oudewater was als een van de weinige niet gemanipuleerd waardoor hij op nul bleef steken. Op andere plaatsen werd het heksenbewijs vaak vervalst door nietsontziende heksenjagers.
Een van de eerste auteurs die hekserij als ketterij bestempelde was de inquisiteur Jean Vineti, in zijn Tractatus contra Demonum Invocatores (1450). De echte heksenvervolging begon toen paus Innocentius VIII in 1484 de bul (Summis desiderantes affectibus) uitvaardigde en de dominicanen Jacob Sprenger en Heinrich Kramer als inquisiteurs benoemde om de heksenjacht te intensiveren met gebruikmaking van tortuur. Een belangrijke rol in de vervolging speelde de uitzonderlijk misogyne verhandeling "Malleus maleficarum" oftewel De Heksenhamer uit 1487, waarin gesteld wordt dat alle hekserij uit vleselijke lust voortkomt, die volgens de auteurs met name in vrouwen bijzonder onstabiel is. Kramer en Sprenger verspreidden het geloof dat heksen leden waren van een ketterse sekte, waarvan het doel de verdoemenis van de mensheid was. Het boek en de inspanningen van deze twee heksenjagers vonden aanvankelijk weinig weerklank bij de kerkelijke en wereldlijke autoriteiten. Velen bezagen het optreden van Institoris als inquisiteur met argwaan. Pas enkele decennia later kregen de denkbeelden die erin beschreven worden grote invloed. De twee monniken waren van mening dat zij een nieuw kwaad ontdekt hadden, namelijk dat van de duivel, die door middel van heksen de wereldheerschappij wilde overnemen. De incidentele gevallen van hekserij die men in vroeger eeuwen had gekend, waren volgens de schrijvers in vergelijking hiermee onschuldig geweest.
De dreiging met dit enorme gevaar rechtvaardigde volgens de schrijvers een nieuwe procesvoering, speciaal gericht tegen hekserij. Omdat de aanklacht van hekserij, juist omdat ze op bijgeloof was gefundeerd, volgens de normale bewijsregels niet of nauwelijks te bewijzen viel, was voor deze unieke misdaad reeds een bekentenis van de beklaagde voldoende om hem of haar schuldig te bevinden. Deze bekentenis mocht op de pijnbank worden afgedwongen. Andere martelinstrumenten zijn de wipgalg en de halsband. Tijdens deze martelingen bekenden de slachtoffers alles wat hun ondervragers wilden horen en zij gaven op hun aansporing ook vaak de namen van andere 'heksen', die vervolgens eveneens werden gearresteerd en gefolterd totdat zij bekenden en anderen van hekserij beschuldigden. Zo ontstond een sneeuwbaleffect waarbij soms een derde van de bevolking van een plaatsje op de brandstapel eindigde.
Voor de opvatting dat de heksenjacht gemotiveerd werd door de wens om de eigendommen van de als heksen aangemerkte personen in bezit te krijgen, is geen bewijs. In veel gevallen werd het bezit niet geconfisqueerd en de meeste veroordeelden hadden zo weinig bezit, dat hieruit niet eens de gemaakte proceskosten konden worden voldaan. De veroordeling gebeurde wel door een wereldlijke of kerkelijke rechtbank, die immers de rechtsmacht hadden. Deze laatste (merendeels geestelijke) rechters waren vaak terughoudend om mensen te veroordelen op grond van op de pijnbank afgedwongen bekentenissen waarvoor verder geen enkel bewijs te vinden was. Het risico beschuldigd te worden de aangeklaagde heksen te willen beschermen en zelf van hekserij te kunnen beschuldigen was echter groot. Van een slachtoffer op de pijnbank was iedere bekentenis af te dwingen, ook dat deze of gene rechter heksenmeester was. Menig rechtschapen rechter is zo eveneens op de brandstapel geëindigd.
De heksenjagers waren altijd succesvol en werden steeds bevestigd in hun handelen. Iedereen die als heks werd aangebracht bekende immers onder de martelingen. Daarnaast brachten de gemartelde heksen soms zelf weer nieuwe heksen aan, die op hun beurt zelf weer bekenden.
Het ontkennen van het bestaan van hekserij maakte de scepticus zelf ook weer verdacht, zodat niemand kritiek durfde te geven op de heksenwaan. Voor de mens uit de tijd van de Reformatie stond het als een paal boven water dat er mensen waren die door de lucht konden vliegen, zich in een dier konden veranderen en bedreven waren in het 'Maleficium' dat wil zeggen 'de kwade hand' oftewel (zwarte) magie en toverij.
Om van een heksenreputatie af te komen kon een verdachte 'ter purge' gaan.
Een heksenproces eindigde meestal omdat de groep beschuldigden te groot werd en ook hoger geplaatsten beschuldigd werden. Dezen lieten het er meestal niet bij zitten maar stapten naar een hogere autoriteit, de vorst of een hoge kerkelijke autoriteit. Deze verklaarde vervolgens dat geen doodvonnissen ten uitvoer mochten worden gebracht en geen verdere beklaagden mochten worden gearresteerd zonder dat de vonnissen door hen nogmaals beoordeeld waren. Zo doofde de waan ten slotte uit en was de desbetreffende plaats weer gevrijwaard van verdere verschrikkingen.
Het heksengeloof in deze vorm heeft lange tijd zo kunnen voortleven, alhoewel het van periode tot periode en van plaats tot plaats behoorlijk kon afwijken.
Bekende heksenprocessen waren:
- Vauderie van Atrecht uit 1460
- Heksenproces (Peelland) uit 1595
- Heksenproces tegen Elisabeth Vlamyncx uit Ninove, uit 1595 : https://www.slideshare.net/slideshow/elisabeth-vlamyncx-van-ninove-de-beroemdste-heks-van-vlaanderen-9ec4/270477026
- Heksenproces tegen Anna Persoons uit Overboelare, Atembeke, Geraardsbergen  : https://www.slideshare.net/slideshow/anna-persoons-de-heks-van-atembeke-geraardsbergen-pdf/269882721
- Heksenproces tegen Katharina Kepler van 1615 tot 1621
- Heksenprocessen te Roermond (1613)
- Heksenprocessen te Bredevoort tussen 1550 en 1675
- Heksenprocessen te Amersfoort en Utrecht tussen 1591 en 1595
- Heksenprocessen te Asten rond 1595

Zie ook de heksenlijst Brabant, de heksenlijst Vlaanderen en de heksenlijst Belgisch Limburg.

#### Hoogtepunt van de vervolgingen: ~1560 – ~1680

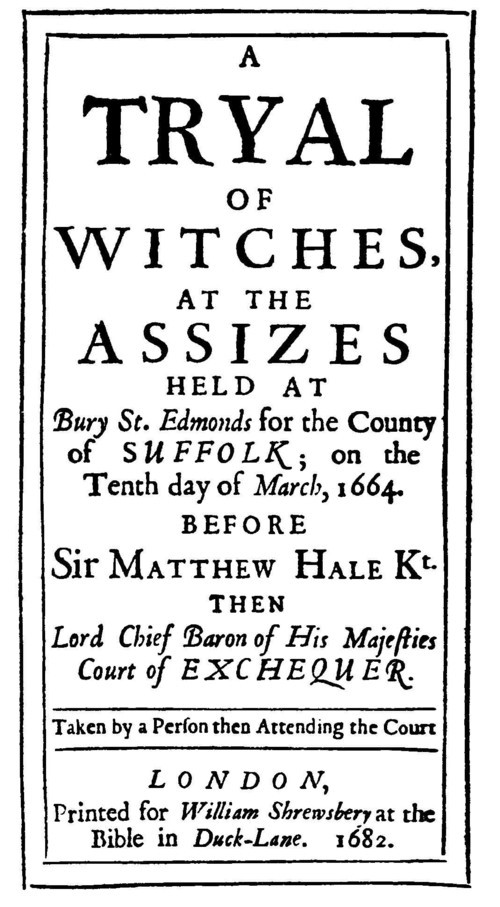
Heksenproces, 1664

Onderzoekers debatteren nog steeds over de oorzaken van de grootschalige heksenvervolging in Europa, maar er is geen overeenstemming bereikt. Verklaringen werden gezocht in de interacties tussen hoge en populaire cultuur (Trevor Roper, 1969), de opkomst van de moderne staat (Levack, 1987), de traditiebreuk van de reformatie, de oorlog van de seksen (Keith Thomas, 1971), en conflicten tussen volken en buren (de functionalistische benadering van MacFarlane). Daarnaast brachten antropologen, psychologen en historici elk verklaringen aan volgens de methodes die eigen zijn aan hun vakgebied.
Het is niet bekend hoevelen slachtoffer zijn geworden van de heksenvervolgingen in Europa. Schattingen van het aantal slachtoffers lopen uiteen. Vermoedelijk zijn ten minste 50.000 mensen – maar niet veel meer – ten gevolge van de vervolgingen omgekomen. 

Een interessante en legitieme vraag is waarom het aantal slachtoffers in Europa feitelijk beperkt is gebleven. Een belangrijke factor is daarbij door de eeuwen heen de invloed van het scepticisme geweest. Deze filosofische stroming gaat terug op Pyrrho van Elis (~360 v.Chr.-275 v.Chr.) en zijn leerling Sextus Empiricus.
Werkelijk grootschalige vervolgingen vonden in Europa plaats vanaf ~1560. Deze periode van intense vervolgingen duurde meer dan een eeuw. De opvattingen zoals verwoord in de "Malleus maleficarum" waren inmiddels gemeengoed. Vrij plotseling werden in verschillende regio's in zowel het katholieke als het protestantse deel van Europa vervolgingen ingezet. Het eerste grote 'heksenproces' vond in 1563 plaats in Wiesensteig, een heerlijkheid in het zuidwesten van Duitsland. 

Invloedrijk was de jezuïet Petrus Canisius (1521-1597). In vele preken moedigde hij de vervolgingen aan. Er waren overigens ook jezuïeten die opriepen tot matiging.
Tijdens de regering van Albrecht van Oostenrijk en Isabella van Spanje bereikten de heksenprocessen in de Zuidelijke Nederlanden een hoogtepunt. Er verschenen demonologische werken van vooraanstaande geleerden, zoals La démonomanie des sorciers (1580) en Disquisitiones Magicarum (1593).

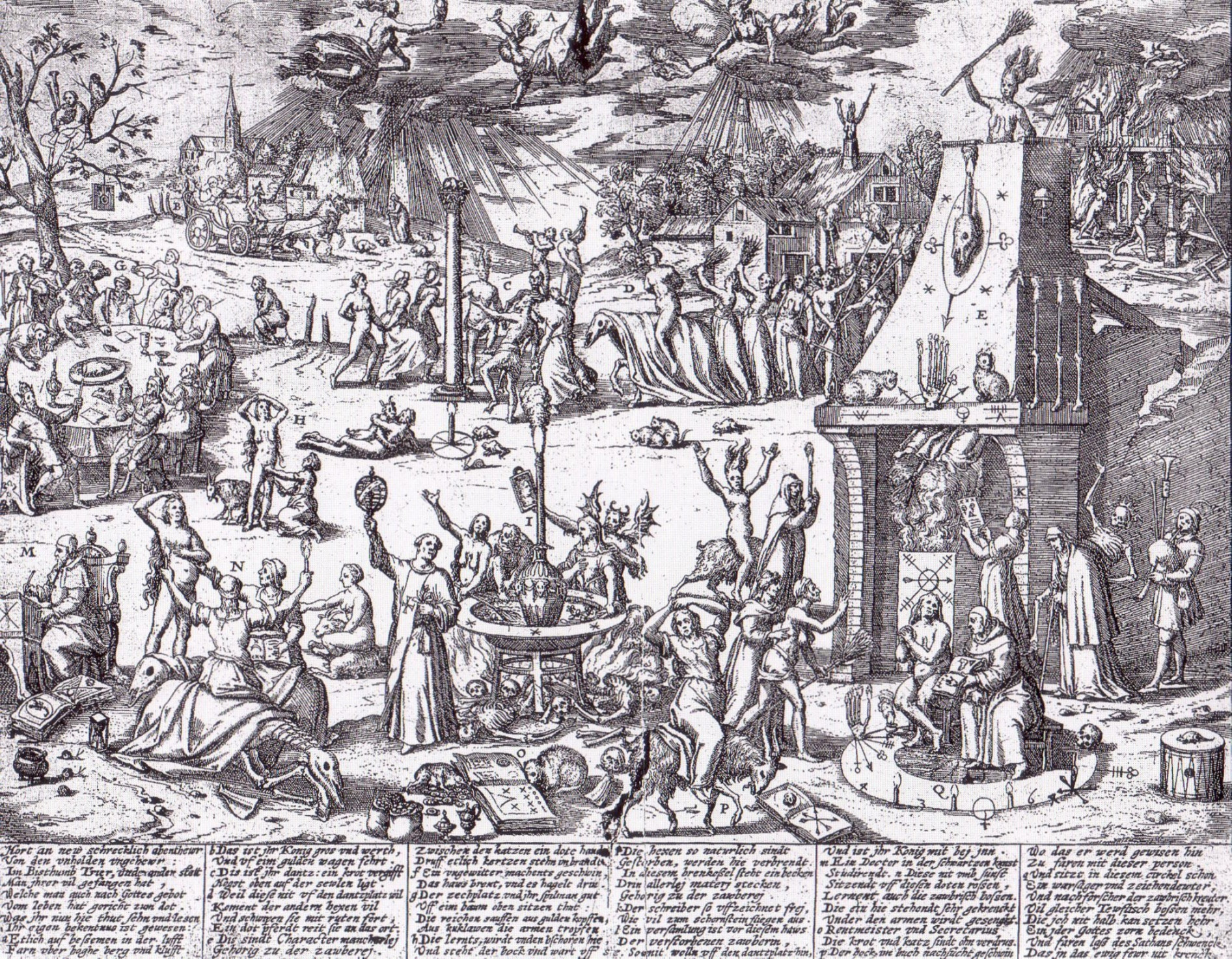
Heksendansplaats in Trier, 1594

De vervolging van heksen heeft in Duitsland het heftigst gewoed. Dit kwam doordat Duitsland geen centraal gezag kende, maar bestond uit ongeveer 300 zelfstandige staatjes. Het hing af van het nuchtere verstand van de vorsten (doorgaans bisschoppen of abten) van deze staatjes (of juist hun blinde angst voor heksen) of de rondreizende heksenjagers vrij spel kregen waardoor de heksenwaan kon toeslaan. 

Ongekend fel woedde de heksenvervolging in Europa in enkele katholieke gebieden in Duitsland. Voorbeelden hiervan zijn de vorstendommen Trier, Mainz, Bamberg, maar ook het lutherse Württemberg. Maxwell-Stuart spreekt van een "persoonlijke obsessie met zonde en de macht van satan" en "een kruistocht tegen de menselijke helpers van de duivel."
Onder Lodewijk XIII vonden in Loudon (Frankrijk) door Aldous Huxley in 'The devils of Loudon' boeiend navertelde, heksenprocessen plaats. Een aantrekkelijke priester liet een paar nonnen een blauwtje lopen. Als tegenreactie gingen de gefrustreerde vrouwen zich te buiten aan alle klassieke verschijnselen van behekst zijn. De priester werd als schuldige aangewezen en vervolgens verbrand. In juli 1682 vaardigde de regering van Lodewijk XIV (1643-1715) een edict uit dat de basis legde voor de decriminalisering van hekserij in Frankrijk. De vervolging van heksen werd hiermee beperkingen opgelegd. Vervolging bleef nog mogelijk, maar het edict reserveerde de doodstraf voor gevallen van heiligschennis, godslastering, of vergiftiging. Belangrijk was dat hekserij nu als bijgeloof werd gezien, en niets met de duivel te maken had.
Ook op IJsland hebben heksenvervolgingen en heksenverbrandingen plaatsgevonden. Opvallend daarbij is dat van de 21 gedocumenteerde executies het twintig mannen betrof en slechts één vrouw.

#### Heksentest
Op verschillende manieren werd getest of iemand een heks was voor men tot vervolging overging. Een heks zou van nature buitengewoon licht zijn en daardoor op water kunnen blijven drijven. Een vrouw die verdacht werd van hekserij werd in het water geworpen. Bleef zij drijven dan was bewezen dat zij een heks was en kwam zij uiteindelijk op de brandstapel terecht. Bleef zij niet drijven, dan was daarmee haar onschuld bewezen. Meestal was het dan te laat en was zij verdronken.
Bij een andere test werd van de weegschaal gebruikgemaakt. De verdachte moest zich onder toezicht uitkleden om te kijken of zij geen gewichten in haar kleding verborgen had. Vervolgens kreeg zij een wit gewaad aan waarin zij gewogen werd. Bekend is de zogenaamde heksenwaag in Oudewater, die ook vandaag de dag nog, zij het als museum, is te bezichtigen.
Bij een andere heksentest werden pinnen in de verdachte gestoken. De verdachte moest dan de plekken aanwijzen. Mensen met veel eelt voelden de pin dus niet goed en konden daardoor de plek niet aanwijzen, waaruit geconcludeerd werd dat het een heks betrof.
Weer een andere heksentest is de sleutelproef of het zoeken naar een Duivelsteken.

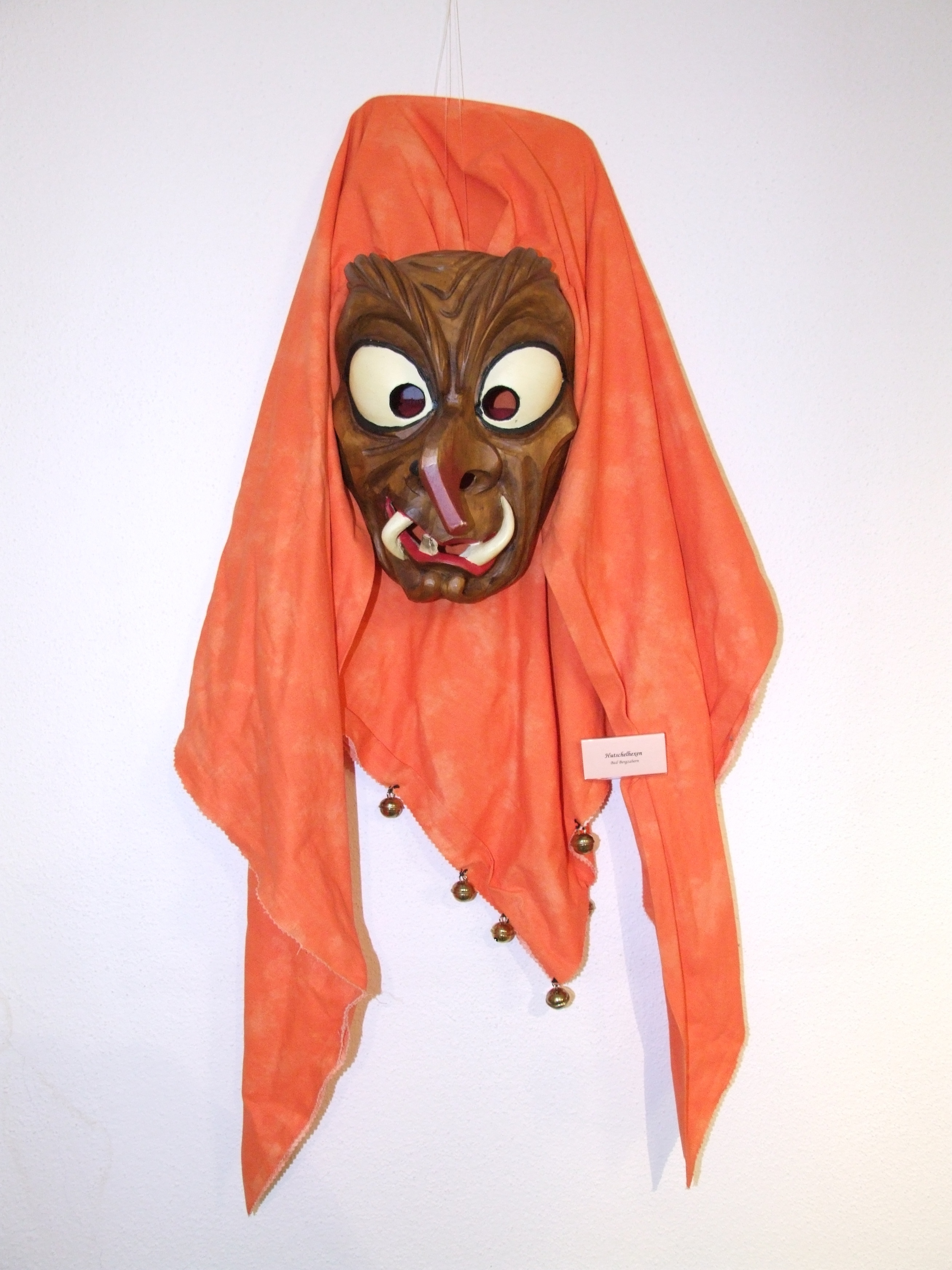
Heksenmasker uit Zuid-Duitsland
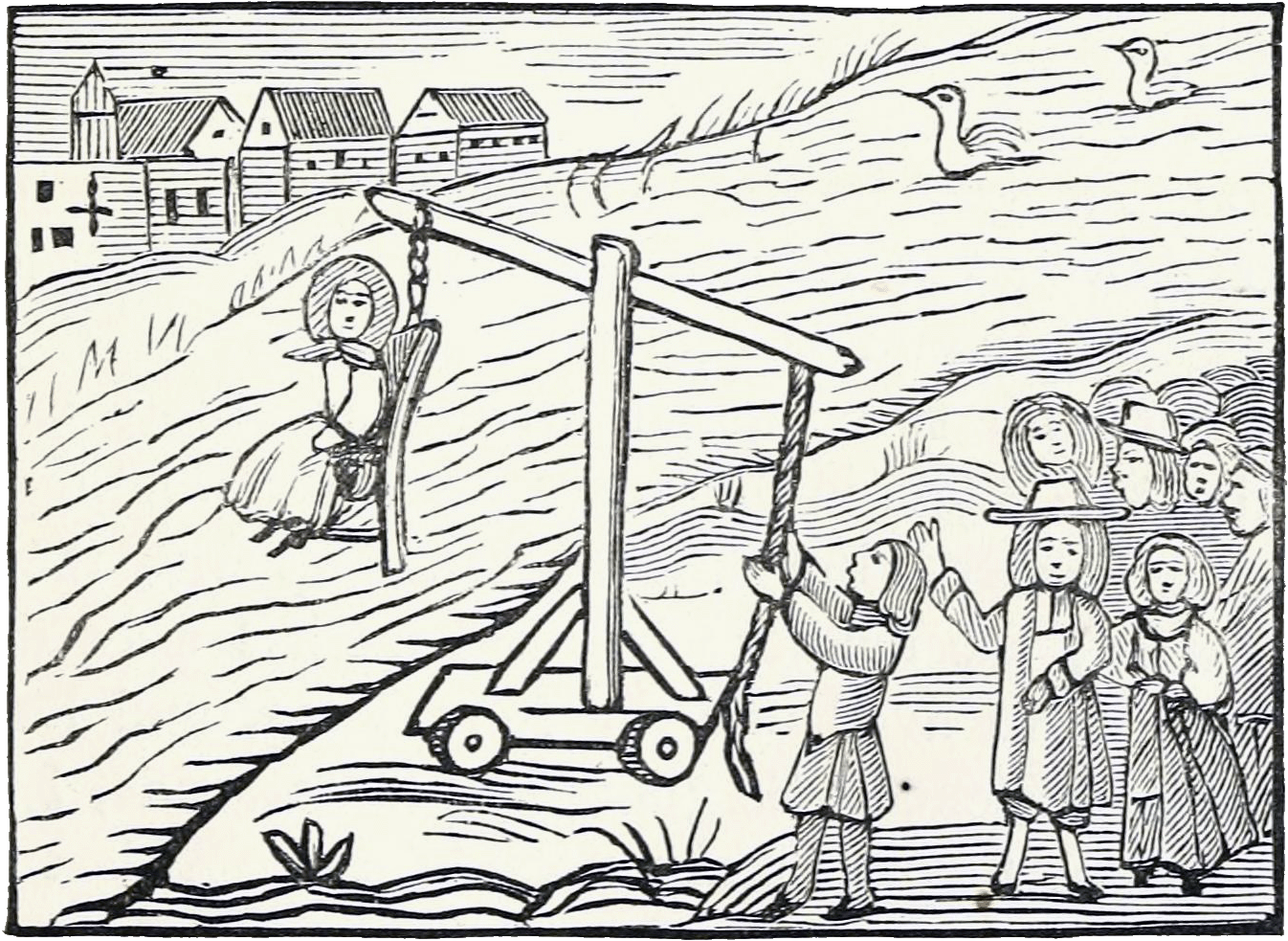
Een "heks" wordt in de rivier neergelaten, houtsnede uit de 18e eeuw
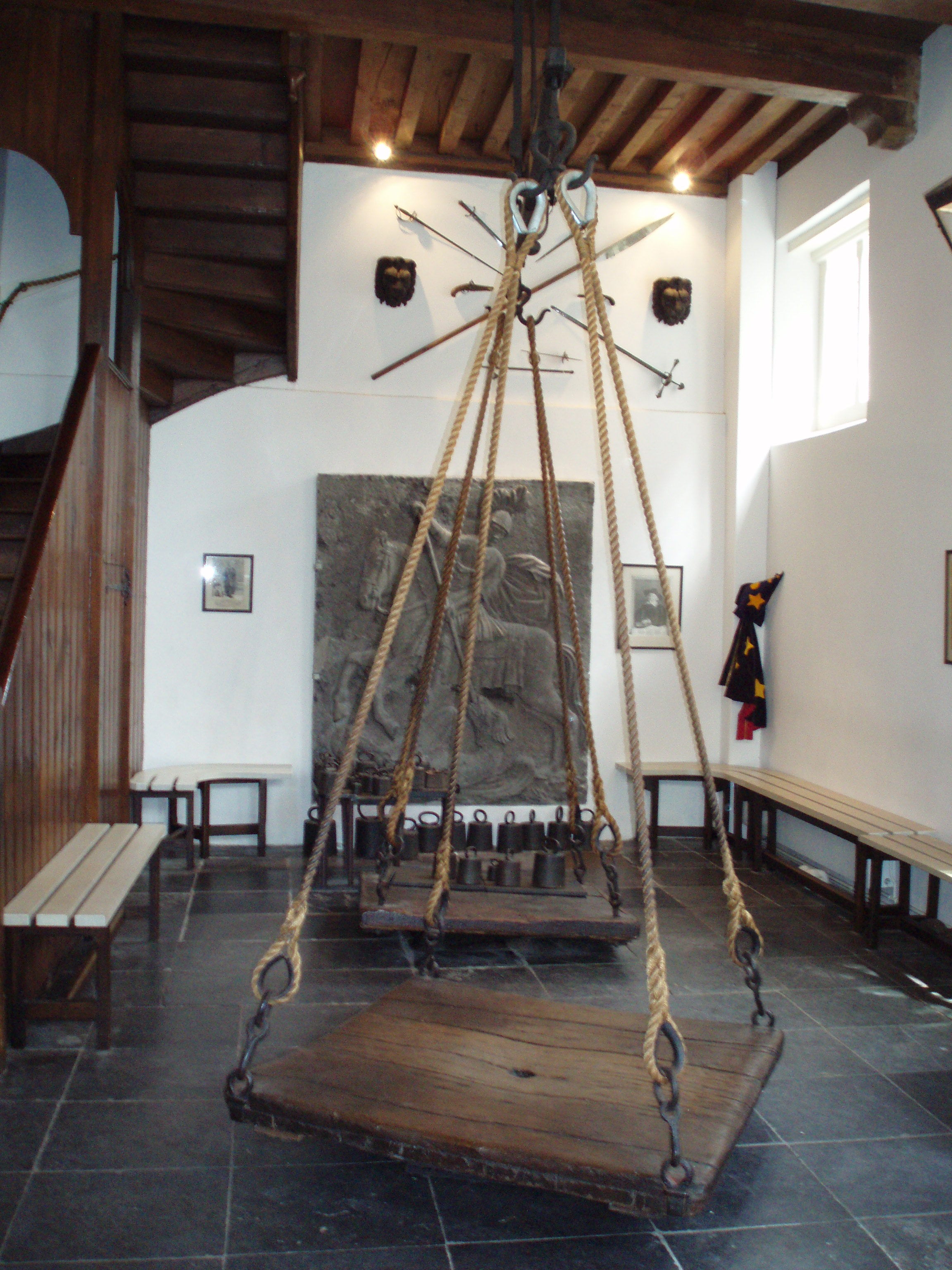
De heksenwaag in Oudewater

#### Aan heksen toegeschreven praktijken

##### Pact met de duivel
Tegen het einde van de vijftiende eeuw geloofden veel goedopgeleide Europeanen dat heksen duivelse activiteiten, zwarte magie, uitoefenden. Heksen hadden volgens hen een pact met de duivel gesloten, waardoor ze bezweringen konden uitspreken in ruil voor hun dienstbaarheid aan de duivel.

##### Sabbat
Beschrijvingen en bekentenissen over heksensabbats en nachtelijke vluchten begonnen vanaf de jaren 1420 op te duiken in gerechtelijke verslagen. Heksen kregen de reputatie 's nachts bijzondere plaatsen op te zoeken om samen magische rituelen uit te voeren. Plaatsen die ze voor hun sabbats uitkozen lagen over het algemeen afgelegen, op een berg of in een bos. De term sabbat kwam uit de joodse religie, en werd toen beschouwd als een symbool van antichristelijkheid en zelfs als een vorm van duivelaanbidding. Door te beweren dat heksen samenkwamen, maakte men duidelijk dat zij niet enkel individueel kwaad deden, maar ook als collectief, als een georganiseerde sekte met gemeenschappelijke rituelen optraden, en dat alles wat ze deden een omkering van christelijke waarden was. Dit werd een sterk argument om tot nietsontziende heksenvervolging over te gaan. Omdat heksen behoorden tot grote groepen duivelvereerders, moesten ook alle middelen ingezet worden om ze te dwingen andere sekteleden te verraden.

##### Bestiarium en metamorfosen van de heks
Over Engelse heksen in het bijzonder werd gezegd dat ze familiars hadden. Deze huisdieren (zwarte kat, kraai, pad, spin, rat) verleenden hun meesteres magische hulp en waren net als de heks gevreesd. Aan de heksen zelf werd het vermogen toegeschreven om de gedaante van een dier aan te nemen waardoor ze hun misdaden konden plegen zonder te worden herkend.

##### Het vliegen van de heksen

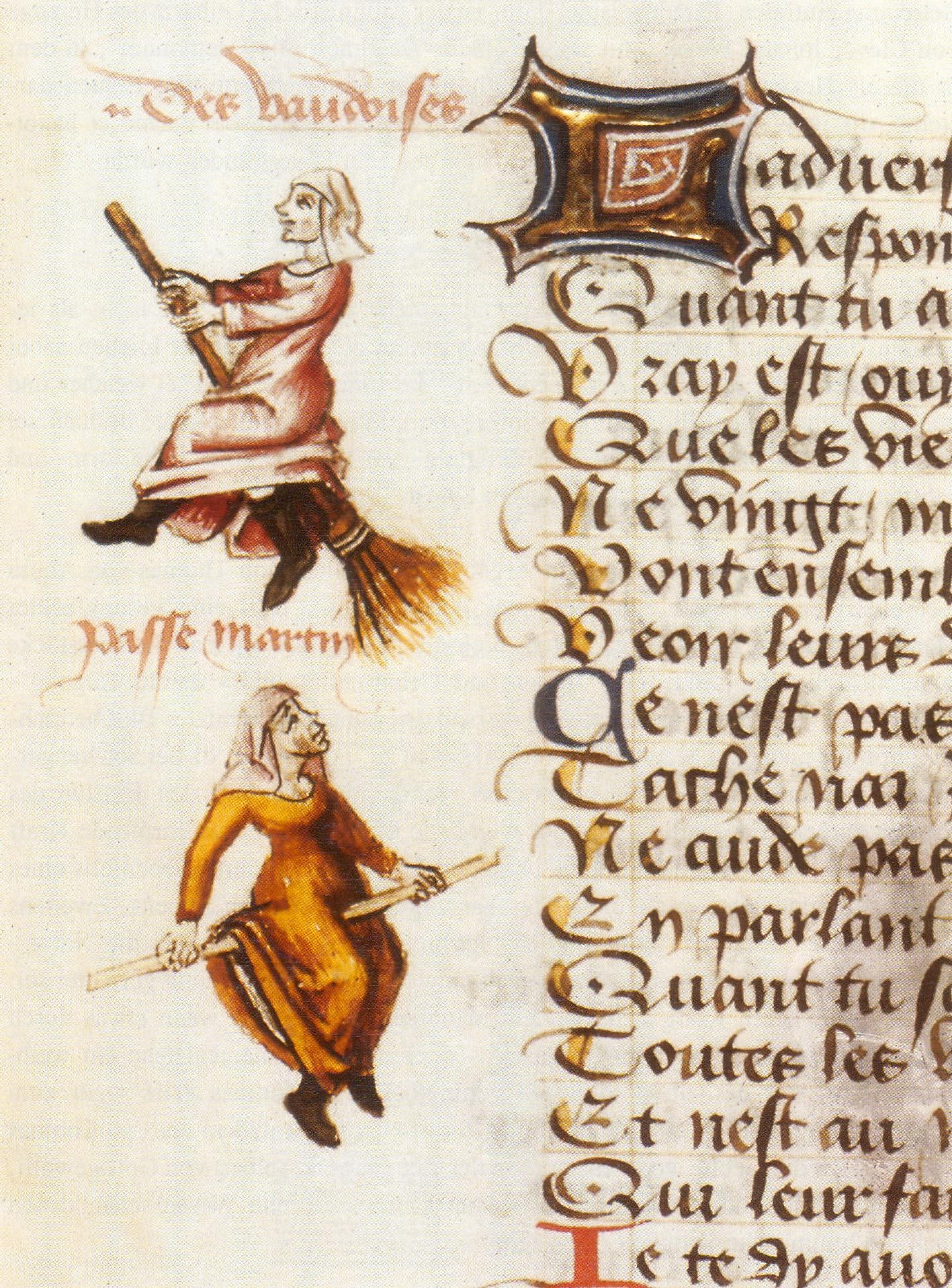
Vliegende heksen in Champion des Dames (manuscript uit 1454), 1451. Dit is de oudst bekende afbeelding van vliegende heksen op een bezem. De vrouwen dragen de kleding van Waldenzen, een in de middeleeuwen ontstane christelijke armoedebeweging. Waldenzen belandden als ketters op de brandstapel.

Het gevoel van te vliegen en visioenen van vliegen zijn een bekend door antropologen geregistreerd fenomeen bij sjamanen over de hele wereld. De sjamanen gaan hierbij in trance en vertellen nadien hoe ze hun lichaam (bewustzijn) verlaten en naar andere plaatsen en werkelijkheden reizen. De trance wordt vaak opgewekt door trommels en psychedelisch werkende substanties (zoals heksenzalf). Net zoals heksen vliegen zij evenmin fysiek door de lucht, maar maken in hun verbeelding gebruik van shapeshifting waarbij zij een vogel of andere gedaante aannemen, zoals ook van heksen gezegd wordt dat zij zich in een kat, raaf of kraai kunnen veranderen.
De vermenging van verhalen leidde al snel tot de beruchte vermeende vlucht naar de "duivelse" heksensabbat, waar de heksen elkaar zouden ontmoeten, de duivel vereerden en geslachtsgemeenschap met hem en met elkaar zouden hebben (zie ook heksenrit). Over geslachtsgemeenschap met de duivel wordt wellicht gesproken in Genesis 6:2.

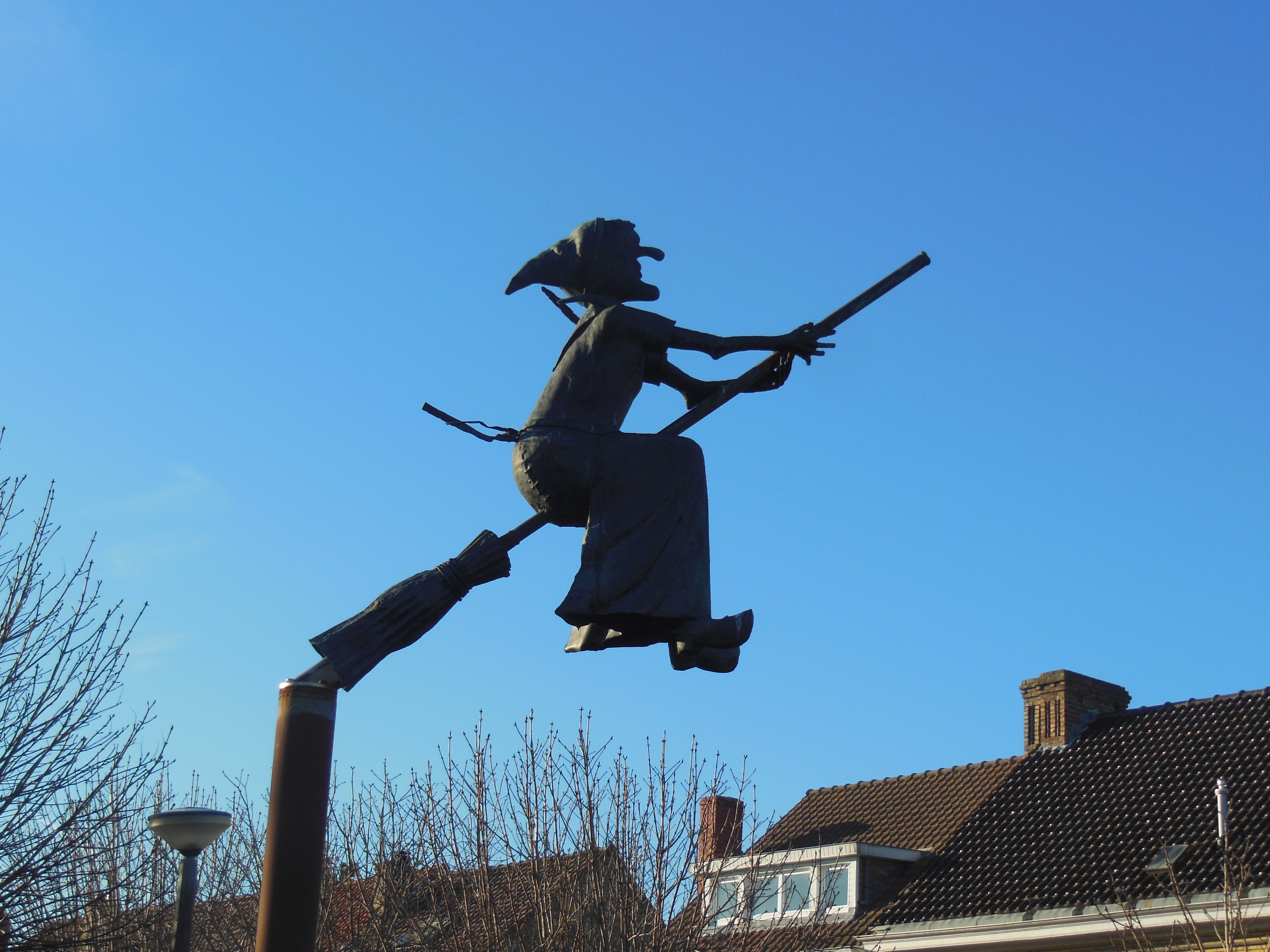
Beeld ter herinnert aan Jeanne Panne die als heks veroordeeld werd tot de brandstapel en op 16 mei 1650 de vuurdood stierf in België
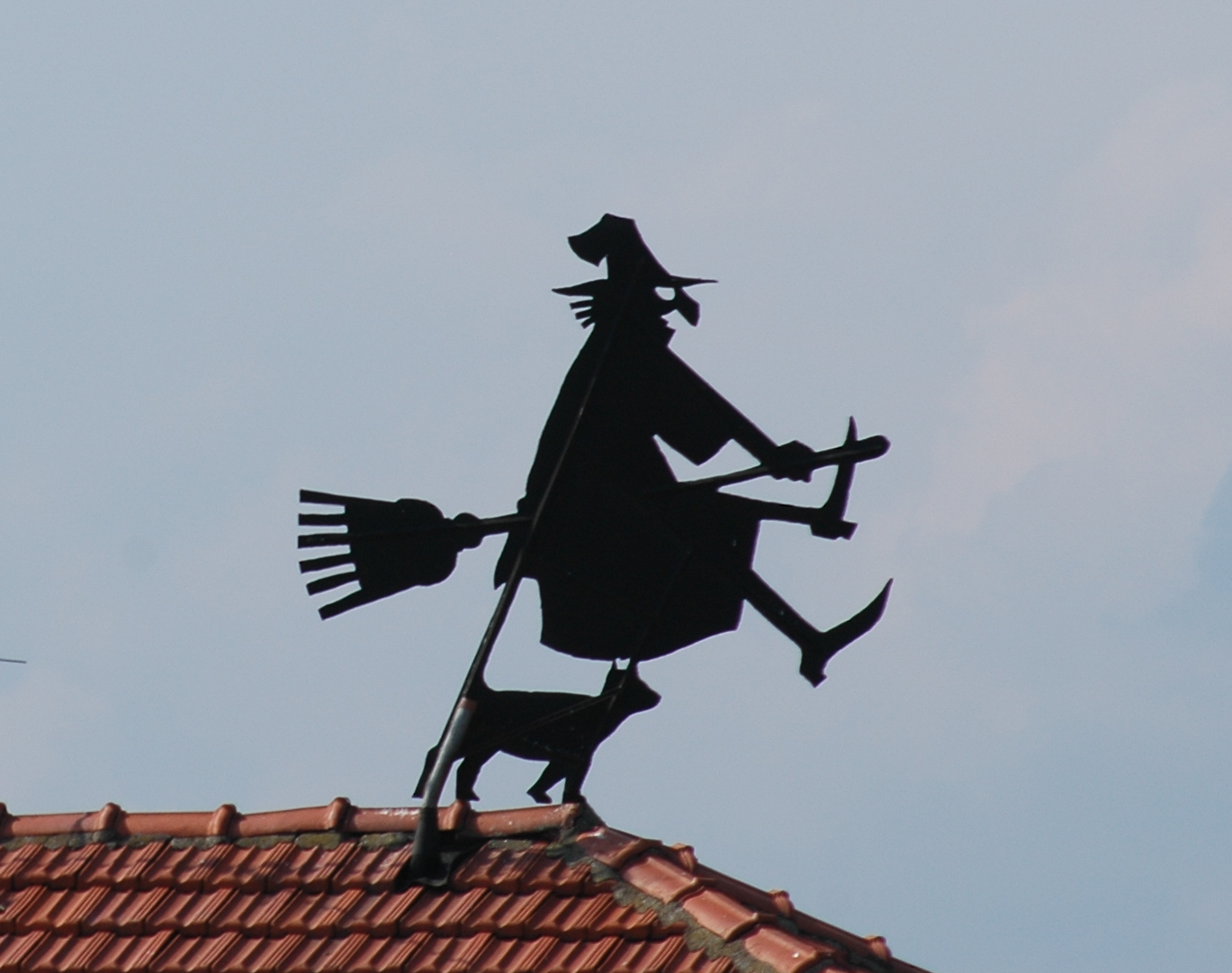
Smeedijzeren beeld van een vliegende heks in Gravellona Lomellina, Italië
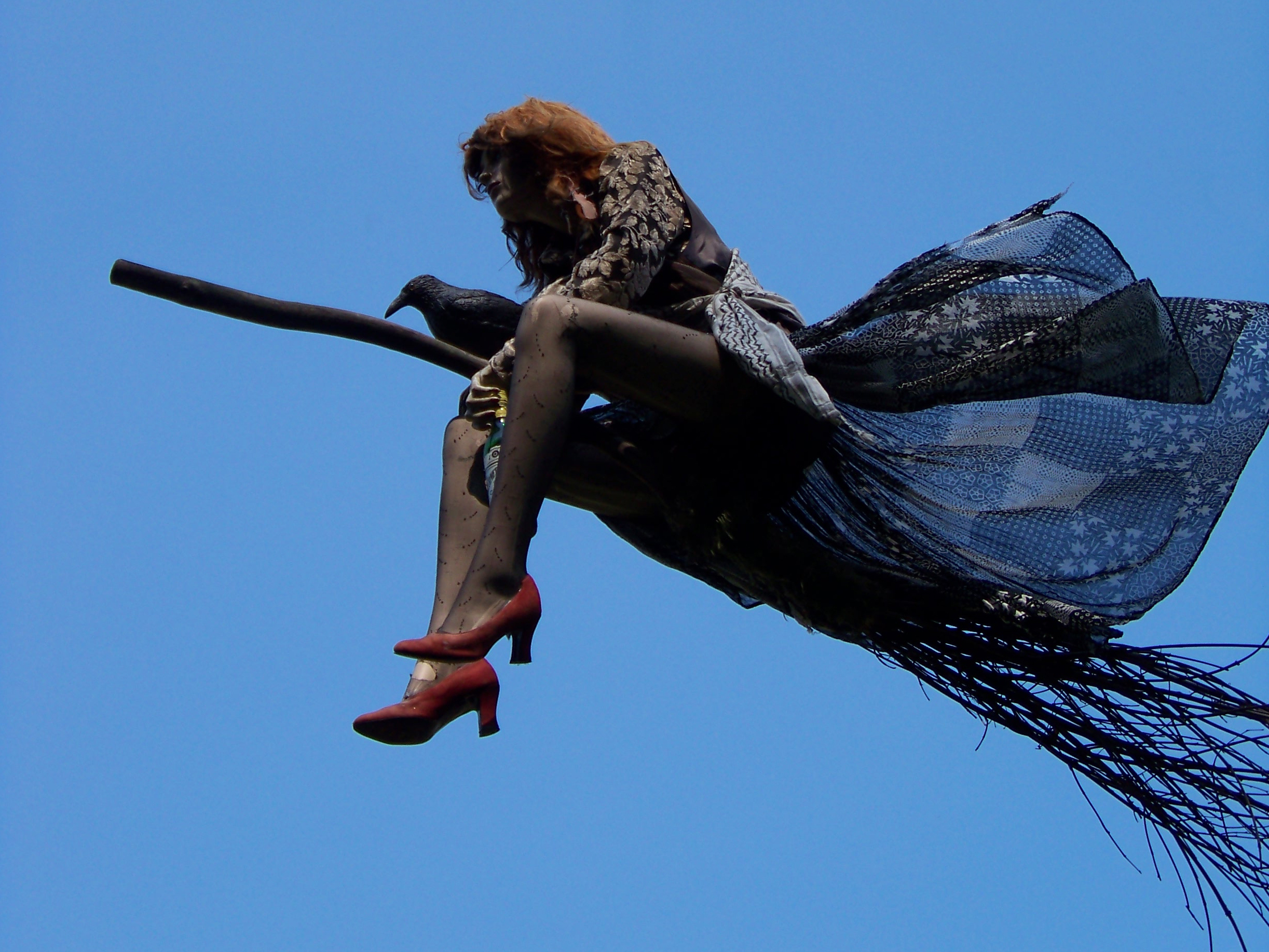
Beeld van een vliegende heks in Hradištko-Pikovice, Tsjechië
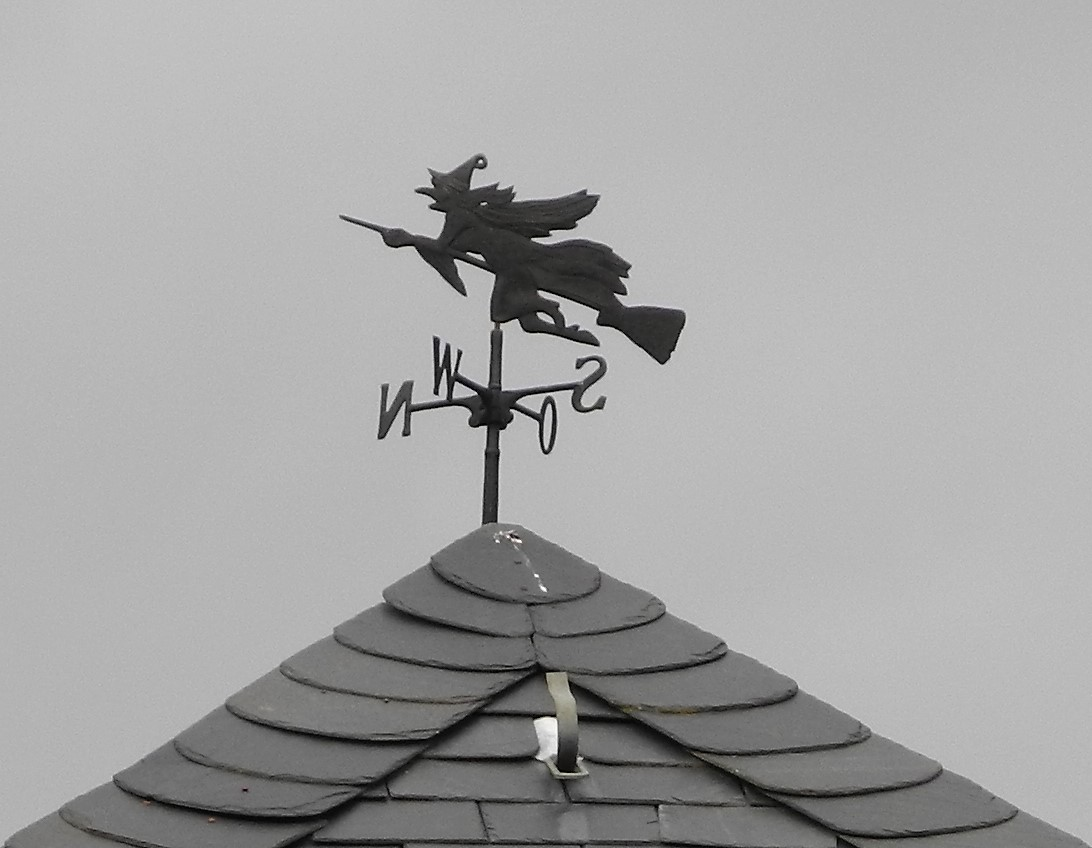
Een vliegende heks op een windwijzer in Wuppertal, Duitsland
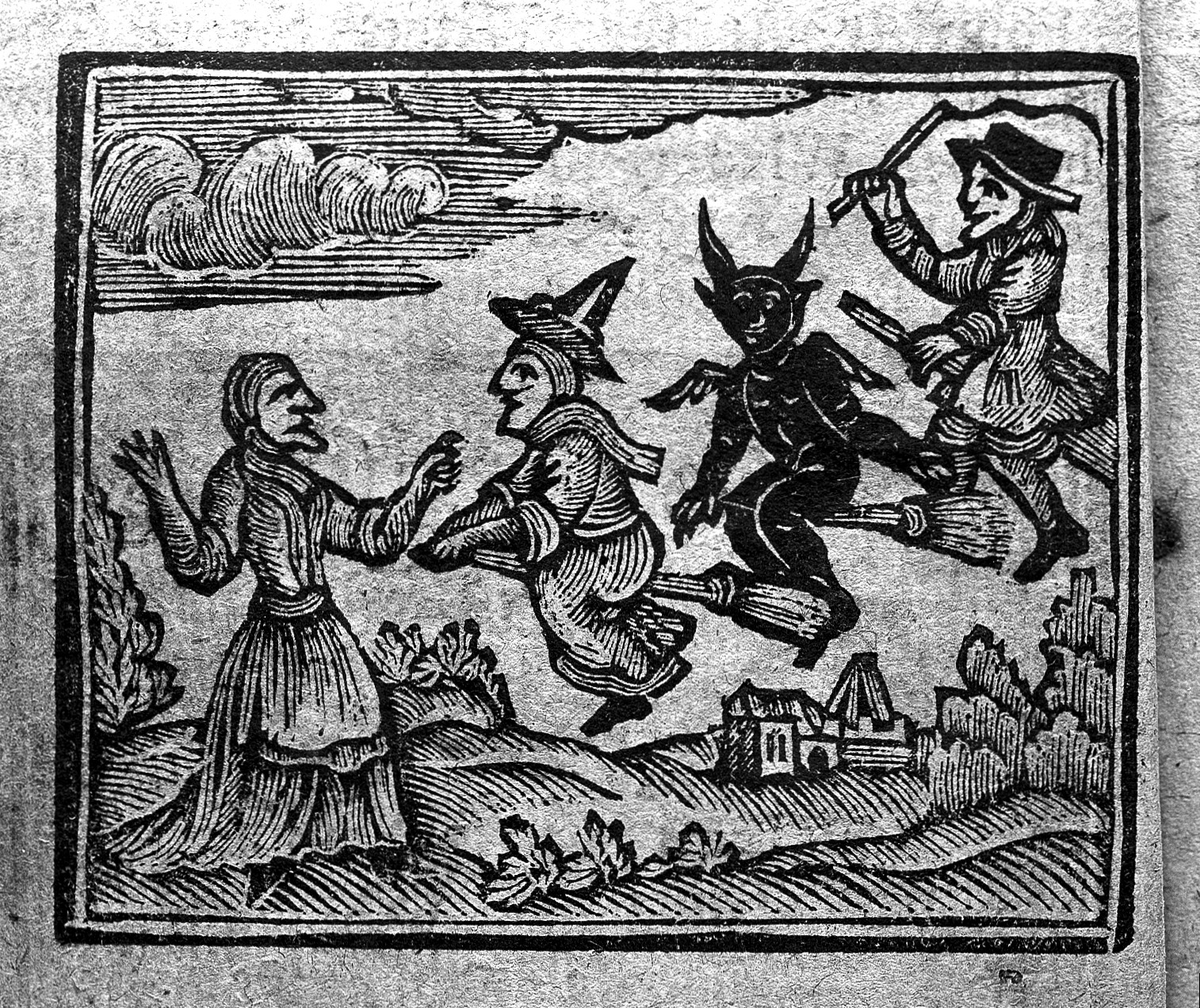
Afbeelding uit The History of Witches and Wizards, 1720

##### Het boze oog
Aan heksen werd in de volksmagie het vermogen toegeschreven om met hun blik, bewust of onbewust, schade toe te brengen. Dit geloof komt voor in culturen van over heel de wereld. In Frankrijk staat het bekend als mauvais oeil, in Duitsland als böse Blick en in Italië is het berucht als mal occhio. De term komt uit de Bijbel (Marcus, 7.21-22), en in de Latijnse Vulgaat staat het beschreven als oculus malus. In de vroegmoderne tijd ging men ervan uit dat de heks met (de stralen van) haar blik haar slachtoffers aanwees voor de demonen. Tegen het boze oog werden amuletten en bezweringen ingezet om zich te beschermen.

##### Bezweringen
De bekendste met heksen in verband gebrachte handeling is het uitspreken van magische spreuken en bezweringen. Een dergelijke spreuk kon bestaan uit een reeks woorden, een formule of een vers, of een rituele handeling, of een combinatie van deze. Ook het maken van magische kruiden, amuletten en drankjes gebeurde met mondelinge of schriftelijke bezweringen.

### Verzet tegen heksenvervolging

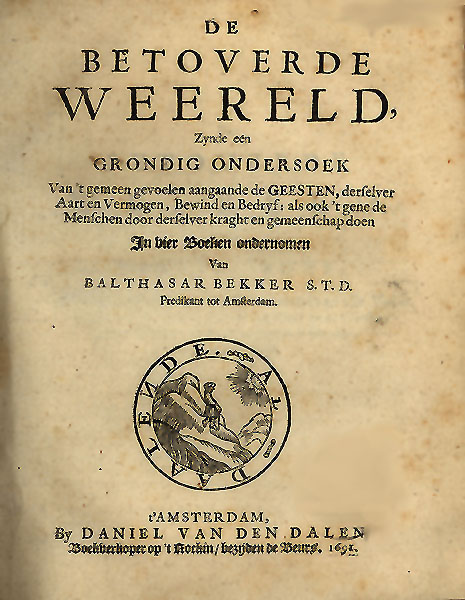
Titelblad van De betoverde weereld, Balthasar Bekker, 1691

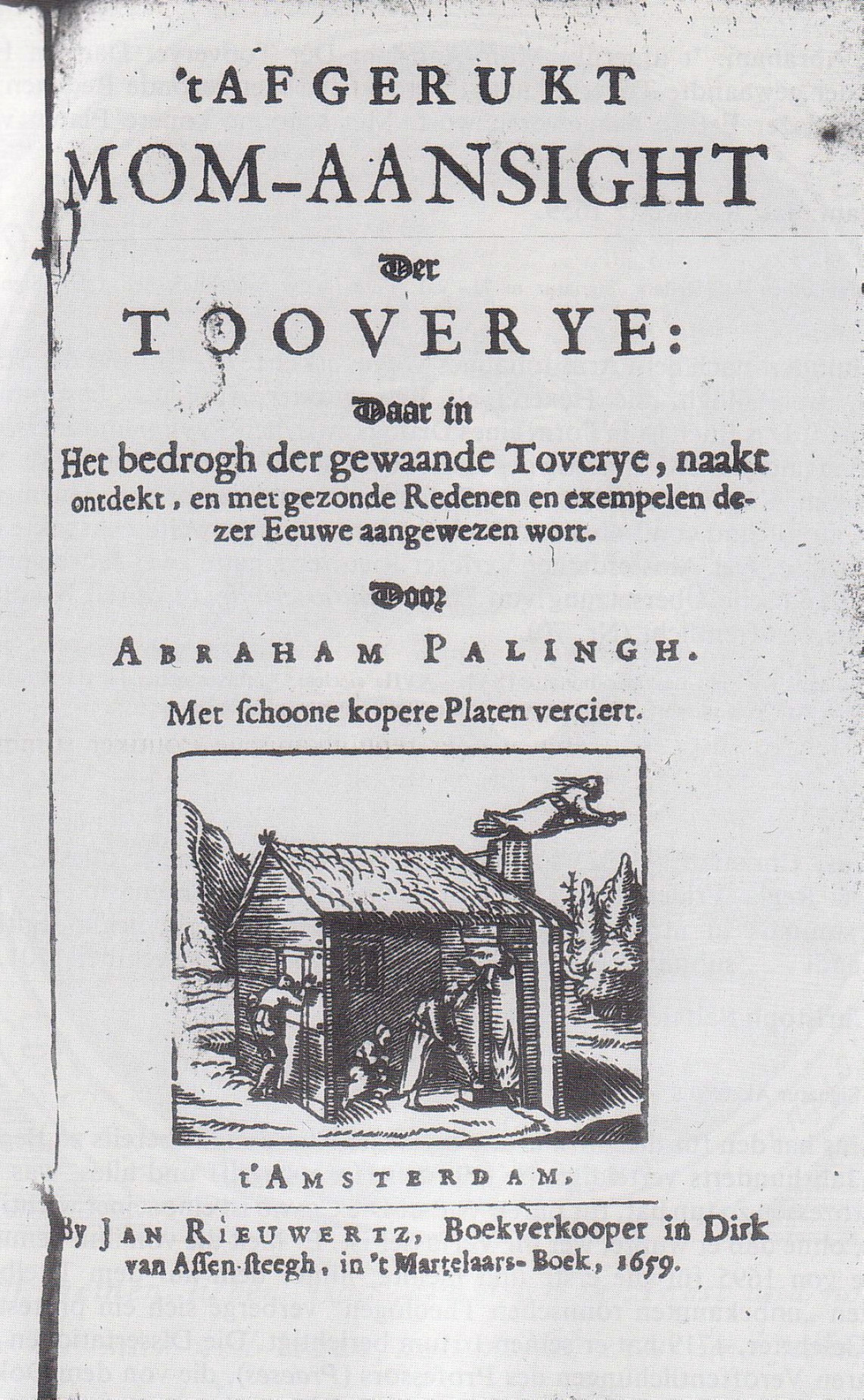
Abraham Palingh: 't afgerukt Mom-Aansight Der Tooverye ..., Amsterdam, 1659

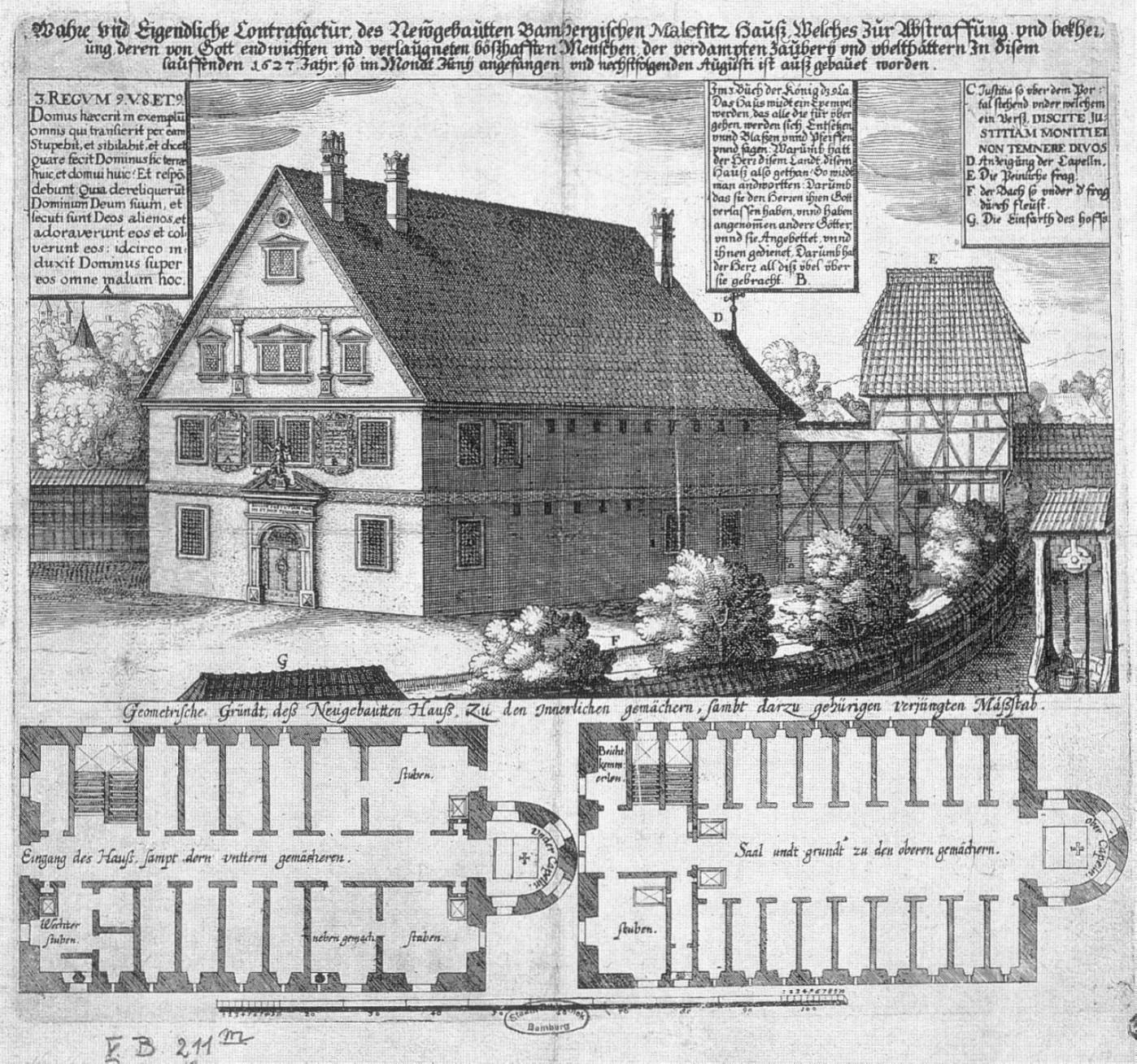
Heksengevangenis in Bamberg; folteringen vonden plaats in het vakwerkhuis

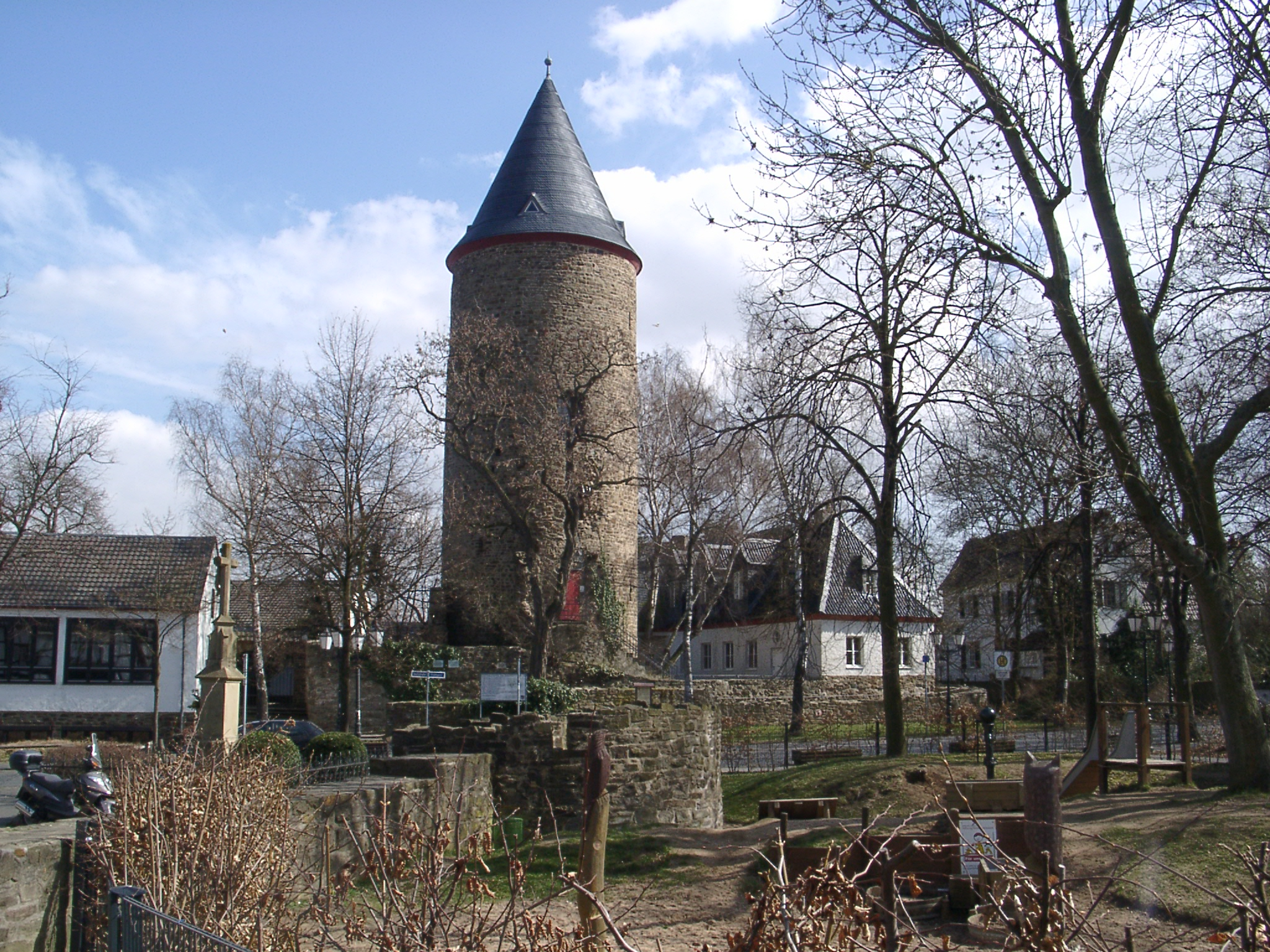
De Hexenturm van Rheinbach

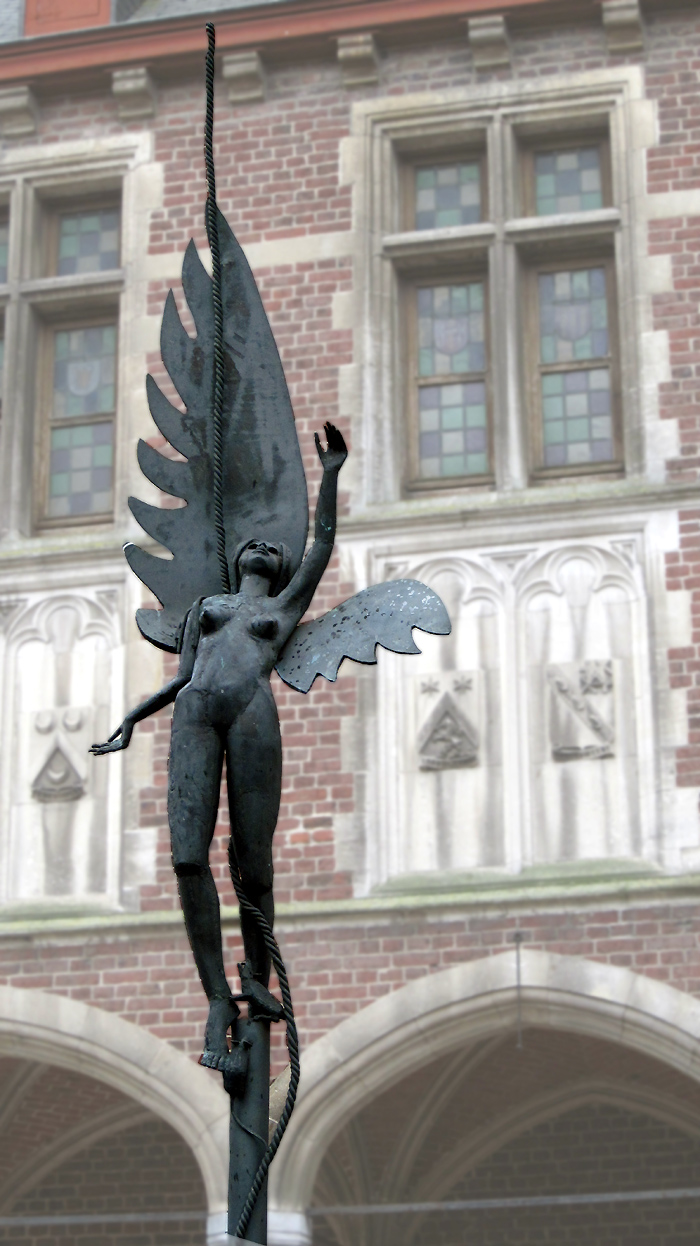
Beeld van Tanneke Sconyncx voor de Tieltse hallentoren, waar ze na een folterbeurt, die vier dagen en nachten duurde, overleed

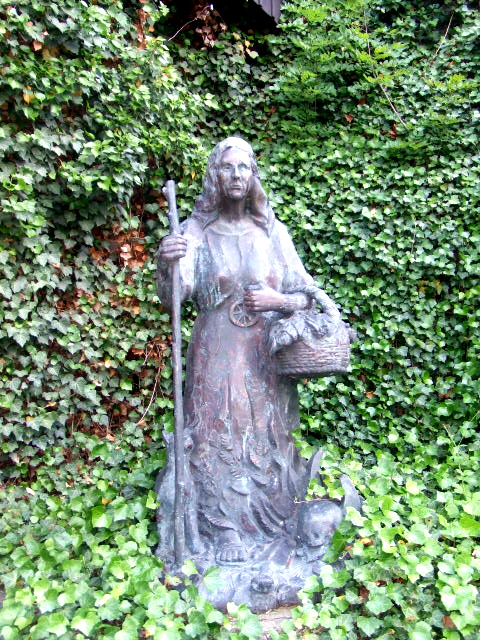
Gedenkteken voor Anna Bader, die als heks ter dood werd gebracht (Duitsland)

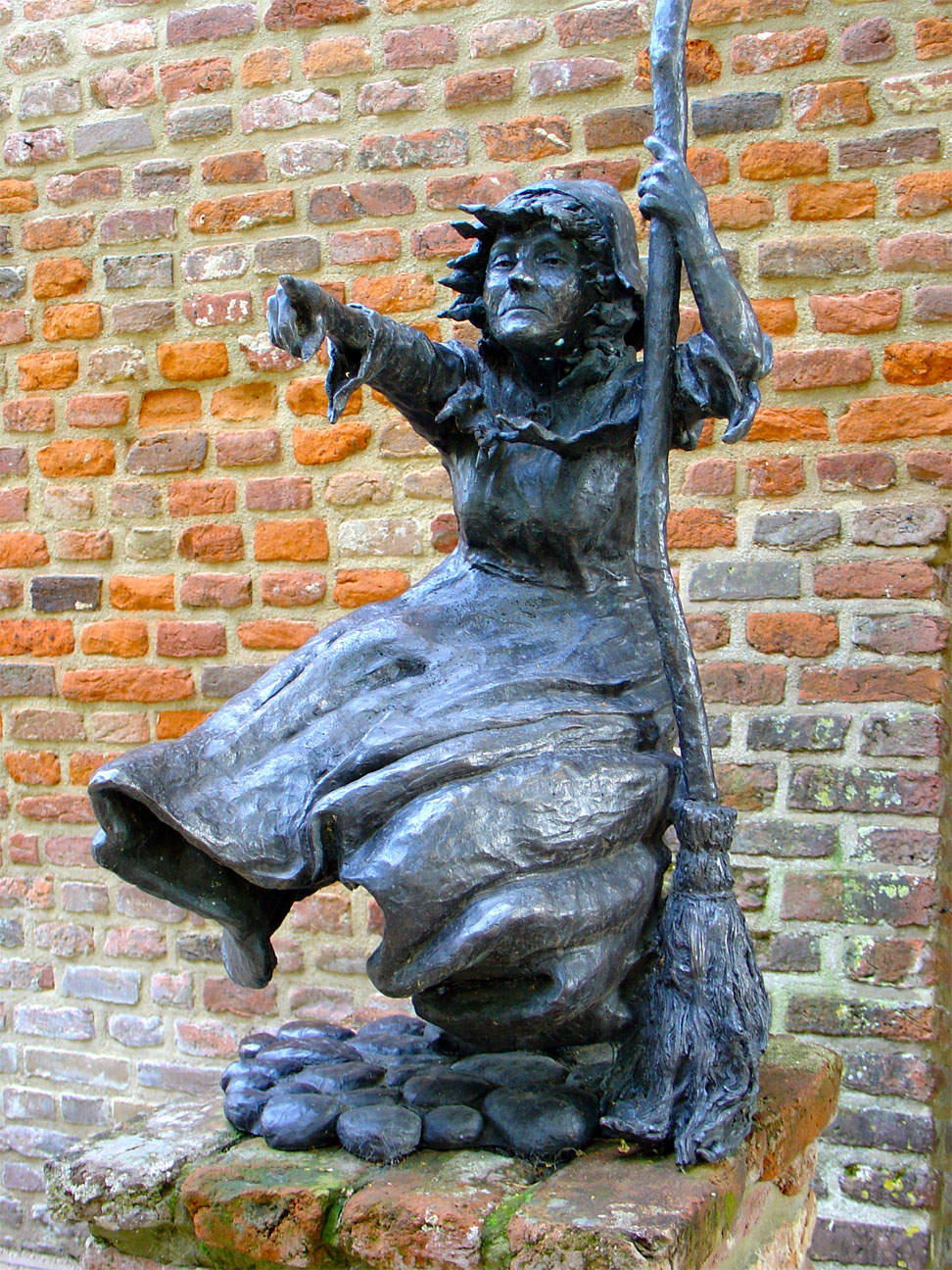
De heks van 's-Heerenberg, Mechteld ten Ham bleef drijven bij de waterproef en ze belandde op de brandstapel

In de tweede helft van de zestiende eeuw begon de Nederlandse, katholieke arts Johannes Wier tegen heksenvervolgingen te publiceren. In 1563 verscheen zijn De praestigiis demonum en in 1577 De Lamiis Liber. Wier betoogde dat vrouwen die van hekserij werden verdacht niet schuldig waren, maar zich dingen hadden laten aanpraten. De duivel had hen, maar ook hun rechters en de mensenmenigten, zinsbegoochelingen voorgespiegeld. Vooral arme, oude vrouwen werden slachtoffer van beschuldigingen van hekserij, zo was hem opgevallen. Dit boek was één uitgave in een eeuwenlang voortdurende polemiek tussen voor- en tegenstanders van heksenvervolging.
De Duitse priester Anton Praetorius publiceerde in 1602 het boek “Gründlicher Bericht von Zauberey und Zauberern” (Bericht over hekserij en heksen) tegen heksenvervolging en marteling.
Het geloof in hekserij werd niet betwist door de tegenstanders van heksenvervolging. Zij betoogden dat de aangeklaagden op onrechtmatige wijze veroordeeld werden. Het lag er vaak ook duimendik bovenop dat met het bewijs geknoeid was of dat er duidelijk haat, nijd, roddel en achterklap aan het werk waren geweest. Een beklaagde die op de pijnbank bekende, werd als heks bestempeld. Indien zij de marteling doorstond, werd zij òòk als heks gezien, want de duivel zou ervoor zorgen dat zij niet wilde bekennen. Ook als de ongelukkige onder de marteling bezweek en bewusteloos raakte, gold dit als duivelsbewijs. Een ander invloedrijk boek waarin de toen heersende heksenmanie aan de kaak werd gesteld, was het in 1691 door de Nederlandse gereformeerde predikant Balthasar Bekker gepubliceerde 'De betoverde wereld'.
In tegenstelling tot de zwarte legende en wijdverspreide misvattingen, heeft de Spaanse Inquisitie zich net als de pauselijke nooit laten overhalen om heksen te verbranden. Hun uitspraken golden protestanten en andere ketters. Bekende inquisiteurs streden tegen de aanklachten van hekserij. Vooral in de Nederlanden trachtten dorpsbevolkingen de inquisiteurs van Spanje tot vervolging van heksen aan te sporen, maar de Spaanse geestelijken weigerden in vrijwel alle gevallen. Bovendien mocht de Inquisitie zelf geen doodstraffen opleggen, maar slechts ketterij vaststellen. Kruidenkunde viel niet onder ketterij. Heidendom was voorts alleen in geval van afval uit het christendom strafbaar.
Tussen 1634 en 1640 werden de Hurons getroffen door een reeks epidemieën. De mensen die van hekserij waren beschuldigd, werden (ook bij de Irokezen) gemarteld en gedood. Veel inheemse stammen geloofden echter dat juist de jezuïeten-missionarissen aan hekserij deden en de beelden in kapellen, heilige hosties, etenswaren en medicijnen werden gewantrouwd. De opperhoofden van de Hurons bespraken zelfs of de "jezuïetenheksen" gedood moesten worden.
In de Verenigde Staten vond in 1692 onder Britse puriteinen nog een grootschalige heksenvervolging plaats tijdens de heksenprocessen van Salem. In de county's Essex, Suffolk en Middlesex van het koloniale Massachusetts werden tussen februari 1692 en mei 1693 bijna 300 mannen en vrouwen (meestal vrouwen) verdacht van hekserij, en meer dan 30 van hen werden opgehangen.
Hekserij was in Groot-Brittannië al relatief vroeg tot een (bijna) dode letter in de wet geworden, maar bleef tot 1953 formeel verboden en strafbaar.
In 1944 werd in het Britse Portsmouth voor het laatst een vrouw gearresteerd wegens hekserij: de Schotse waarzegster Helen Duncan (1897-1956). Vermoedelijk was men bang dat zij over de voorgenomen invasie van de Franse kust (op 6 juni 1944) voorspellingen of onthullingen zou doen. De plaats van de landing en de datum waren Groot-Brittanniës grootste geheim.

### Laatste bekende processen in Nederland en België
In Brussel doofden de brandstapels in 1595, de laatste verbranding vond in Antwerpen in 1603 plaats, in Leuven in 1612 en in Brugge in 1634.
- In 1472 werd in Almen Aleyda veroordeeld als heks en levend verbrand omdat zij vroedvrouw was en met pastoor Henricus ten Nijenhave een buitenechtelijk kind had.[48]
- In 1590 werd te Lier (België) Cathelyne van den Bulcke ter dood gebracht, na het laatste heksenproces in de stad.
- In 1591 werd Marigje Arriens, een kruidenvrouwtje uit Schoonhoven, wegens toverij tot de brandstapel veroordeeld.
- In 1595 vonden een aantal heksenprocessen plaats in Peelland. Uiteindelijk werden veertien vrouwen eerst gewurgd en daarna verbrand, een vrouw werd levend verbrand en een vrouw stierf als gevolg van de zware tortuur.[49] Deze processen staan niet op zich. Ze maakten deel uit van een groter aantal processen in Peelland en omgeving.[50] Rond 1595 zijn op meerdere plaatsen in huidig Nederland mensen ter dood gebracht op verdenking van toverij, onder andere in Arnhem en na heksenprocessen te Amersfoort en Utrecht.
- In 1595 stierf Elisabeth, de dochter van oud-burgemeester Joos Vlamyncx uit Ninove, op de brandstapel in Gent.[51]
- In 1596 vond Thaene Haezen in Diksmuide de dood op de brandstapel nadat ze eerst was gewurgd.[52]
- In 1597 werd Iken Henricx het laatste slachtoffer van de heksenvervolging in Tiel.
- In 1601 kreeg Maria Everaerts als eerste vrouw in Mechelen de doodstraf voor vermeende hekserij.
- In 1603 overleed Tanneke Sconyncx in de Tieltse hallentoren na een folterbeurt die vier dagen en nachten duurde.
- In 1605 werd Mechteld ten Ham in 's-Heerenberg tot de brandstapel veroordeeld.
- In 1608 werd Anna Persoons uit Overboelare, Atembeke, Geraardsbergen tot de brandstapel veroordeeld:[53]
- In 1608 werd Anna Muggen in Gorinchem tot de brandstapel veroordeeld. Zij is de laatst bekende persoon die in het gewest Holland voor toverij tot de brandstapel werd veroordeeld.
- In 1610 werden er in Bredevoort tien heksen tot de brandstapel veroordeeld.
- In 1613 werd Triene Langhfeldes uit Zieuwent door een rechtbank als heks ter dood veroordeeld.
- In 1613 vonden in het najaar heksenprocessen te Roermond plaats. 64 heksen werden verbrand, elke dag twee. Dit was het grootste heksenproces in de Nederlanden.
- In 1642 werd Katlijne Janssens in Mechelen aangehouden op beschuldiging van toverij en na herhaalde folteringen gewurgd en nadien verbrand.
- In 1647 werden op het Engstel, een deel van het Waalse Water, Albert en Geertje Schepens uit Braamt aan de waterproef onderworpen omdat beweerd werd dat ze heksen waren. Ze verdronken allebei.
- In 1650 werd Jeanne Panne berecht, ze kwam als heks op het schavot in Nieuwpoort.
- Entgen Luyten werd in 1674 berecht, ze kwam (onder mysterieuze omstandigheden) om in de kerker van kasteel Limbricht.
- In 1684 werd Martha van Wetteren verbrand in Belsele. Ze was 38 en had net een kind op de wereld gezet. Ze gebruikte magie: ze genas schapen van de pokken, deed graan groeien en vond een gestolen koe terug. Voor zover we weten is dit de laatst verbrande heks in Vlaanderen.
- In 1725 werd op de heide aan de grens nabij Ham Leyn Wecks, de laatste, uit Eksel afkomstige 'heks' van Limburg, gewurgd en verbrand. Het Suske en Wiske-album De mysterieuze mijn uit 1990 is hier gedeeltelijk op gebaseerd.

### Verlichting
De heksenvervolgingen werden beëindigd tijdens de Europese Verlichting, een periode in de achttiende eeuw waarin men het belang van de natuurwetten begon in te zien en wetenschappelijker begon te denken. Wanneer natuurwetten onveranderlijk zijn is hekserij immers per definitie onmogelijk.
De laatste persoon die in Europa wegens hekserij ter dood werd veroordeeld was Anna Göldi, in Zwitserland in 1782.

### Het einde van de vervolgingen in de westerse wereld
De wetgeving tegen heksen veranderde, een bekentenis van de beschuldigde was niet langer genoeg. Getuigen moesten hun verklaringen met bewijs kunnen onderbouwen en er werd vaker naar een medische dan naar een spirituele verklaring gezocht voor gevallen van bezetenheid. Dit hield echter niet in dat "heksen" nu niet langer bang hoefden te zijn gestraft te worden. De doodstraf werd vervangen door (soms levenslange) opsluiting in een gevangenis, dolhuis of soortgelijk instituut.
Wetten op hekserij werden ingetrokken, soms onder groot protest van de bevolking. Het parlement in Groot-Brittannië trok in 1736 tegelijkertijd de Schotse wet uit 1563 en de Engelse wet uit 1604 in. Niet langer werden mensen opgehangen voor contact met boze geesten, ze werden als oplichter of zwerver berecht. De Witchcraft Act (de reeks wettelijke verboden op hekserij in Groot-Brittannië) werd pas geheel opgeheven in 1951, en vervangen door de Fraudulent Mediums Act 1951.
De oud Britse wetgeving is echter nog steeds van kracht in Israël, het is opgenomen in het juridische systeem van het Britse mandaat over Palestina (Israël werd onafhankelijk voor de wet werd ingetrokken in Groot-Brittannië). In de onafhankelijkheidsverklaring uit 1948 staat geschreven dat de staat binnen enkele maanden een grondwet zal voltooien. Dat is tot op heden niet gebeurd.
In Mechelen werd in 1643 de laatste heks terechtgesteld, in Estland in 1699, in Ierland in 1711, in Denemarken in 1722, in Schotland in 1727 en in Oostenrijk in 1756. Dit waren niet per se de laatste sterfgevallen vanwege hekserij, maar de laatste executies die volgens de wet plaatsvonden. In Zwitserland was de laatste wettige executie in 1782, maar in het kanton Glarus werd marteling toegepast tot 1851. Het laatste officiële heksenproces in Europa vond plaats in Polen in 1792.
Lynchpartijen vonden nog in de eerste decennia van de negentiende eeuw plaats, bijvoorbeeld in Les Landes de Gascogne in Frankrijk.
In het katholieke Zuid-Amerika was de laatste officiële heksenexecutie in 1830.

### Eerherstel

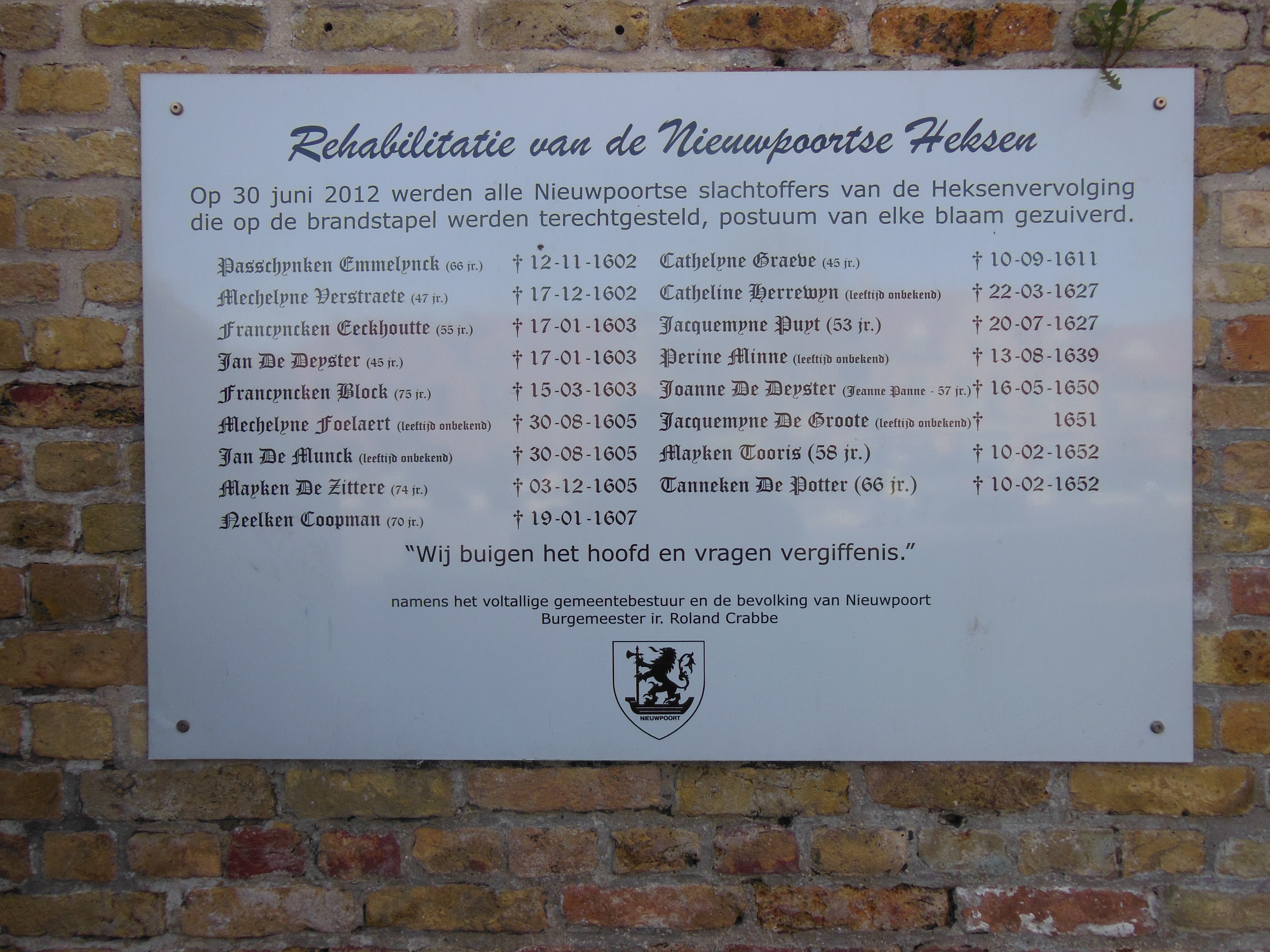
Herdenkingsplaque uit 2012 waarop 17 Nieuwpoortse slachtoffers van de Heksenvervolging postuum van elke blaam werden gezuiverd.

Onder druk van nabestaanden zijn later in vele gevallen heksenprocessen ongeldig verklaard en is de goede naam van de geëxecuteerden in ere hersteld. Bezittingen werden soms teruggegeven en er werden gedenktekens opgericht voor de slachtoffers van de heksenwaan.
Nadat de Europese elite haar geloof in hekserij verloren had, zag deze het als haar taak om het 'bijgeloof' waar mogelijk te bestrijden. Ook in de Europese koloniën werd de vervolging van hekserij onwettig verklaard en werden diegenen die de heksen 'opspoorden' tot misdadigers bestempeld. Dergelijke wetgeving werd in 1905 ingevoerd in Nederlands-Indië, en in 1922 in oostelijk Afrika dat onder Brits gezag stond. Dit stuitte doorgaans op weerstand: de inheemse bevolking stond hier in de regel zeer wantrouwig tegenover. In haar beleving spanden de Europeanen samen met de heksen. 

Nog aanzienlijk rigoureuzer gingen de communistische machthebbers in Rusland en China te werk. Ieder geloof in hekserij of sjamanisme werd door hen bestreden.
In de Verenigde Staten verklaarde het parlement van Massachusetts in 1957 en opnieuw in 2001 de veroordeelden van de Heksenprocessen van Salem onschuldig. In 2007 verklaarde het Zwitserse parlement de veroordeling van Anna Göldi een gerechtelijke dwaling. In 2011 werd in het Noorse Vardø een heksenmonument opengesteld. Op 30 juni 2012 werden alle Nieuwpoortse slachtoffers van de Heksenvervolging postuum van elke blaam gezuiverd. Keulen heeft in 2012 alle veroordeelde heksen eerherstel gegeven. Het Catalaanse parlement nam eind 2021 een motie aan voor eerherstel van de geëxecuteerde heksen. In Schotland leidde een campagne van de actiegroep Witches of Scotland in 2021 tot een wetsvoorstel met eerherstel aan de 3837 mensen die daar tussen 1563 en 1736 zijn gedood vanwege beschuldiging van hekserij.
In België werd in 2021 de tekst van een gedenksteen voor de in 1590 te Lier geëxecuteerde Cathelyne van den Bulcke gewijzigd in een formele rehabilitatie.
In 1613 en 1614 werden in Roermond en omgeving minstens 75 mensen beschuldigd van hekserij en door marteling en verbranding omgebracht in de gemeente Roermond. Daar wil men het eerherstel vorm geven in overleg met erfgoedorganisaties Rura en Stichting Ruimte en wil op twee plaatsen aandacht schenken aan de heksenvervolgingen: op de Galgenberg, waar de tot heks veroordeelden verbrand werden, en bij de eeuwenoude Rattentoren (tot diep in de negentiende eeuw Heksentoren genoemd). De Rattentoren was de gevangenis waar de verhoren plaatsvonden.
In Nederland werd in 2023 een plan voor een Nationaal Heksenmonument gelanceerd, met als doel een fysiek monument te plaatsen in het land en meer bewustwording te creëren.

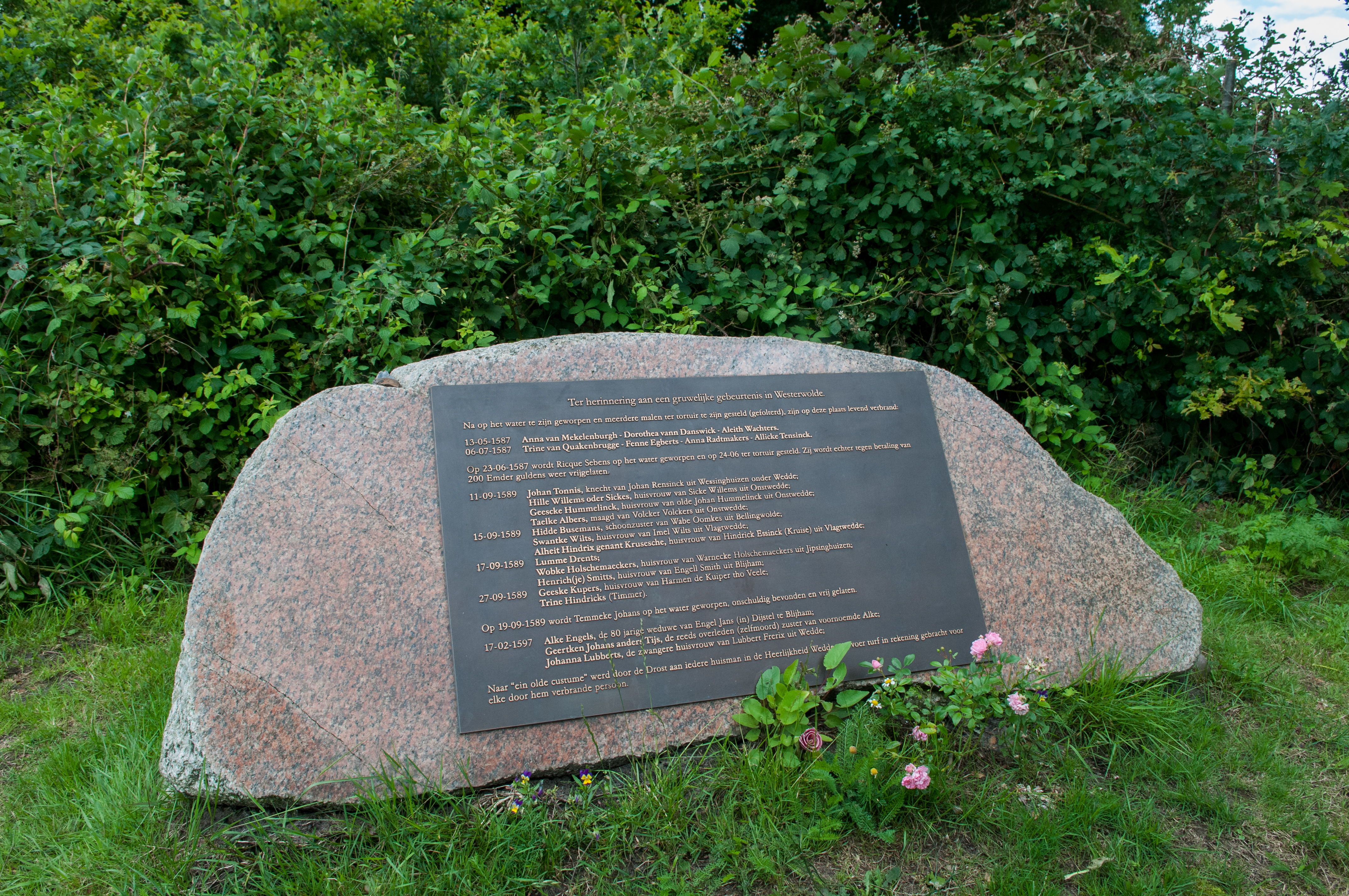
Gedenkteken op de Geselberg bij Wedde.
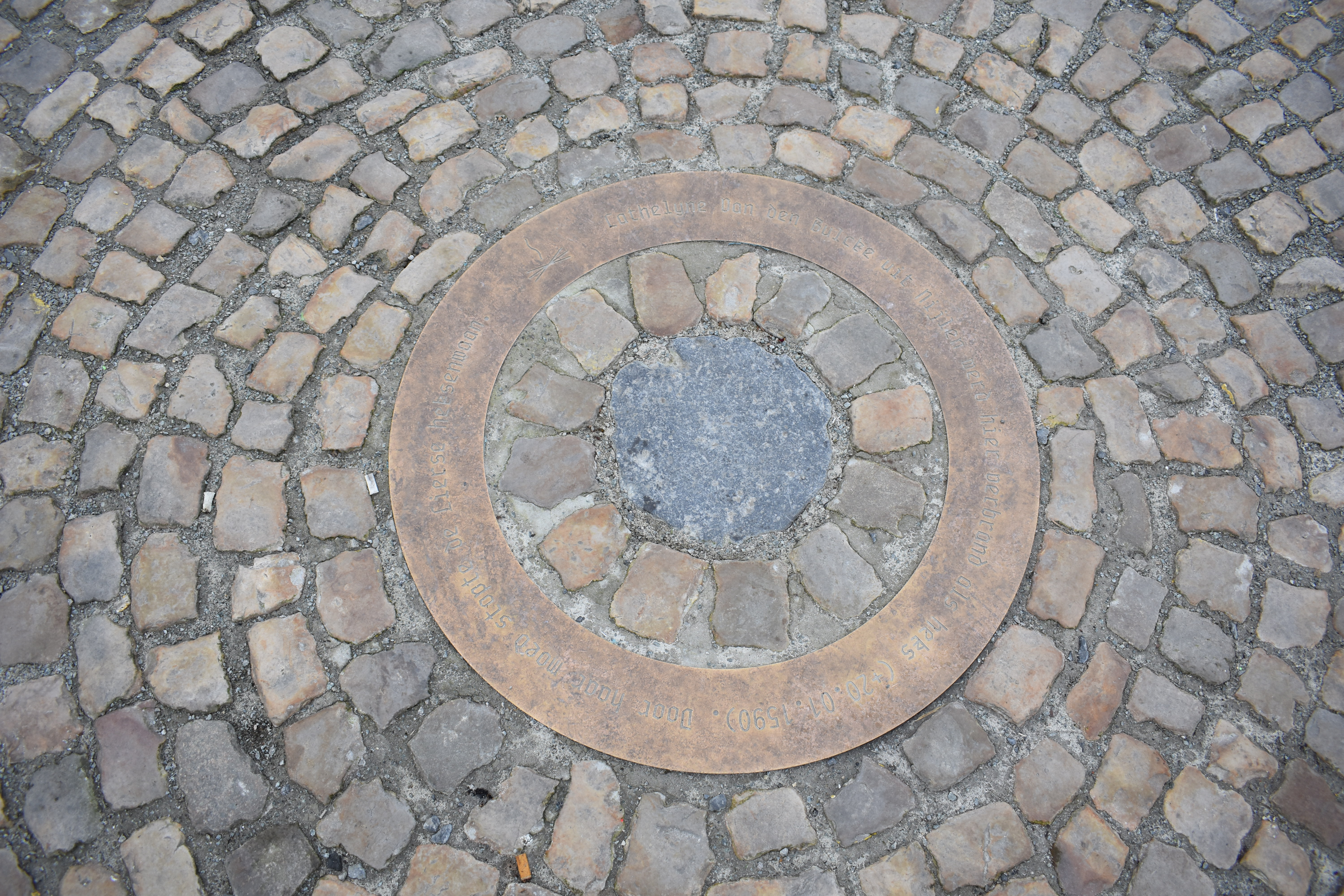
Gedenkteken op de Grote Markt van Lier; Cathelyne Van den Bulcke uit Nijlen werd hier verbrand als heks (†20.01.1590). Door haar moed stopte de Lierse heksenwaan. (oktober 2021)

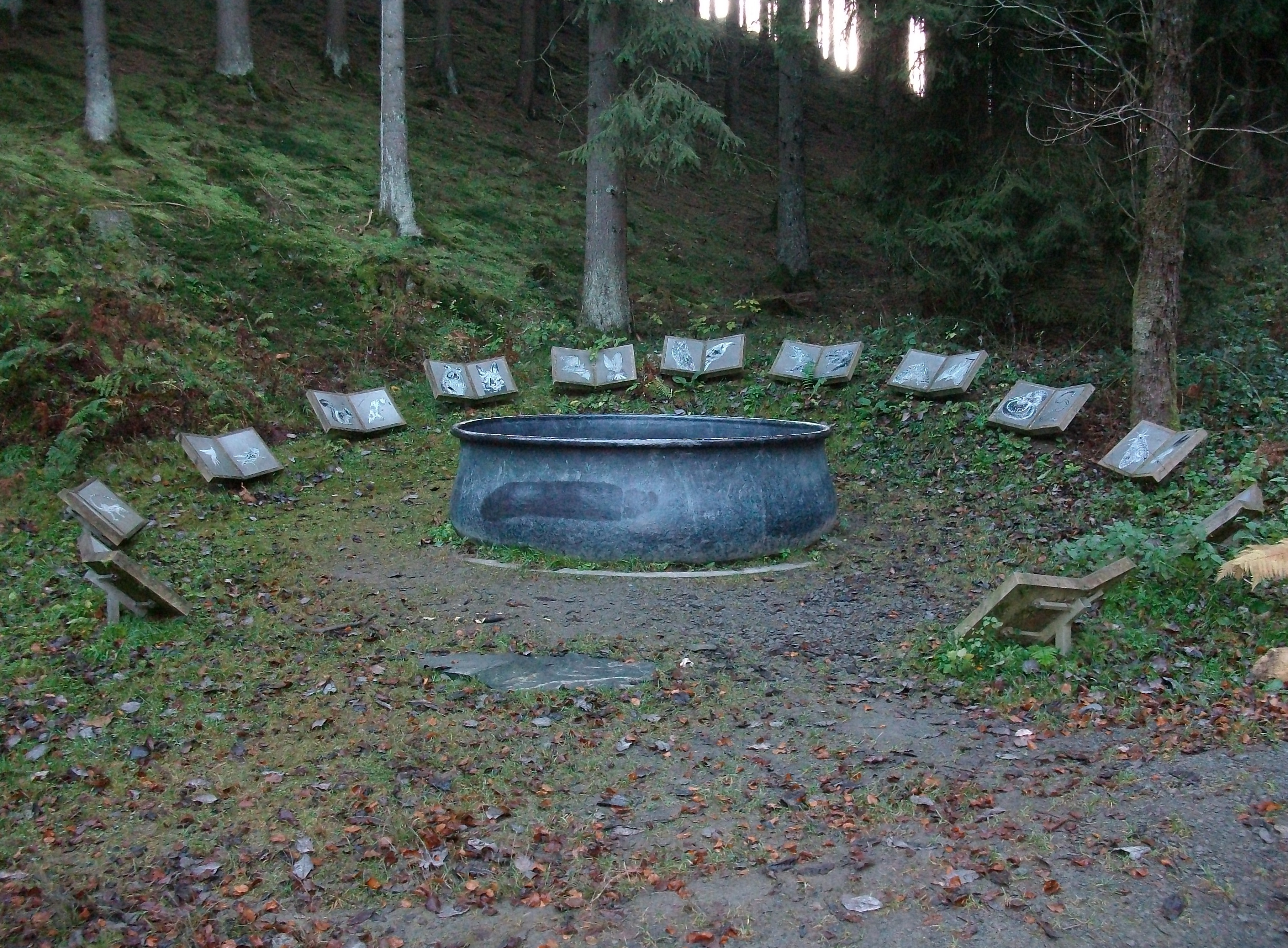
Der Hexenplatz

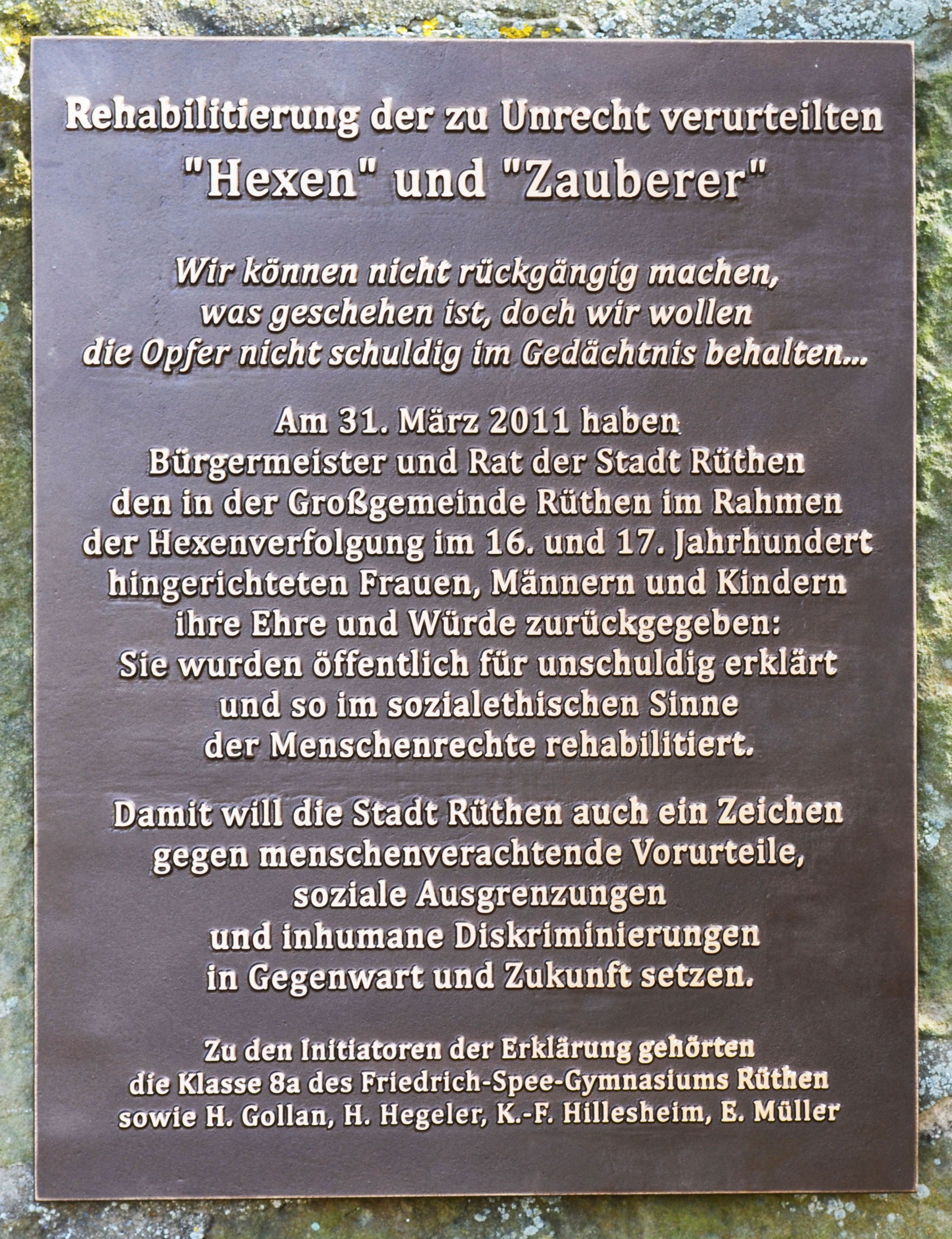
Gedenkplaat bij de Heksenturm in Rüthen, rehabilitering van de als heks of tovenaar veroordeelde personen

Ook in Nordrhijn-Westfalen is gewerkt aan eerherstel. Rüthen was een van de brandpunten van de vervolging. Van 1573 tot 1659 zijn 169 heksenprocessen bekend uit de stad en het Gogericht Rüthen. Bekende zaken zijn onder meer die tegen Grete Adrian en Freund Happen. In totaal werden ten minste 79 mensen geëxecuteerd. Op 31 maart 2011 heeft de gemeenteraad van de stad Rüthen besloten tot een sociaal-ethische postume rehabilitatie van de lokale slachtoffers van de heksenjachten. Op 18 april 2011 heeft de gemeenteraad van Sundern een model besproken. In Arnsberg wordt Henneke von Essen herdacht in de vorm van een gedenkplaat. In Balve, Bad Fredeburg, Geseke, Hirschberg, Menden, Olpe, Rüthen, Holthausen en Winterberg herdenken gedenkplaten of monumenten de slachtoffers van de heksenjachten. In Fredeburg staat een gedenkplaat bij de zogenaamde heksenkapel. Op dit punt zouden de veroordeelden nog een laatste keer om troost en vergeving hebben gesmeekt. In Balve werd in 2006 een gedenksteen onthuld op de Galgenberg, de historische executieplaats. Een herdenkingskruis in Hirschberg herdenkt de slachtoffers sinds 1986. De bosbeeldenroute Wittgenstein-Sauerlandleidt leidt naar de voormalige Hexenplatz in Oberkirchen. Er is het beeld Der Hexenplatz van Lilli Fischer. In Menden is de stadsbibliotheek vernoemd naar Dorte Hilleke, die zich verzette tegen martelingen en zo de ketting van beschuldigingen doorbrak. In het leisteenmijn- en streekhistorisch museum in Holthausen is er een permanente tentoonstelling over het onderwerp. Ook de zogenaamde Rüthener Hexenturm herbergt een tentoonstelling over dit onderwerp.
In 2023 werden tien vrouwen en twee mannen met terugwerkende kracht vrijgesproken van hekserij in de Amerikaanse staat Connecticut. Elf van hen kregen de doodstraf en werden opgehangen aan de galg, één ontliep deze straf. De nabestaanden van deze personen hebben achttien jaar een lobby gevoerd om de veroordeling ongedaan te maken. De betreffende belangengroep voor nabestaanden van tot heks veroordeelden stelt dat ze zich zal blijven inzetten om de namen van hen te zuiveren.

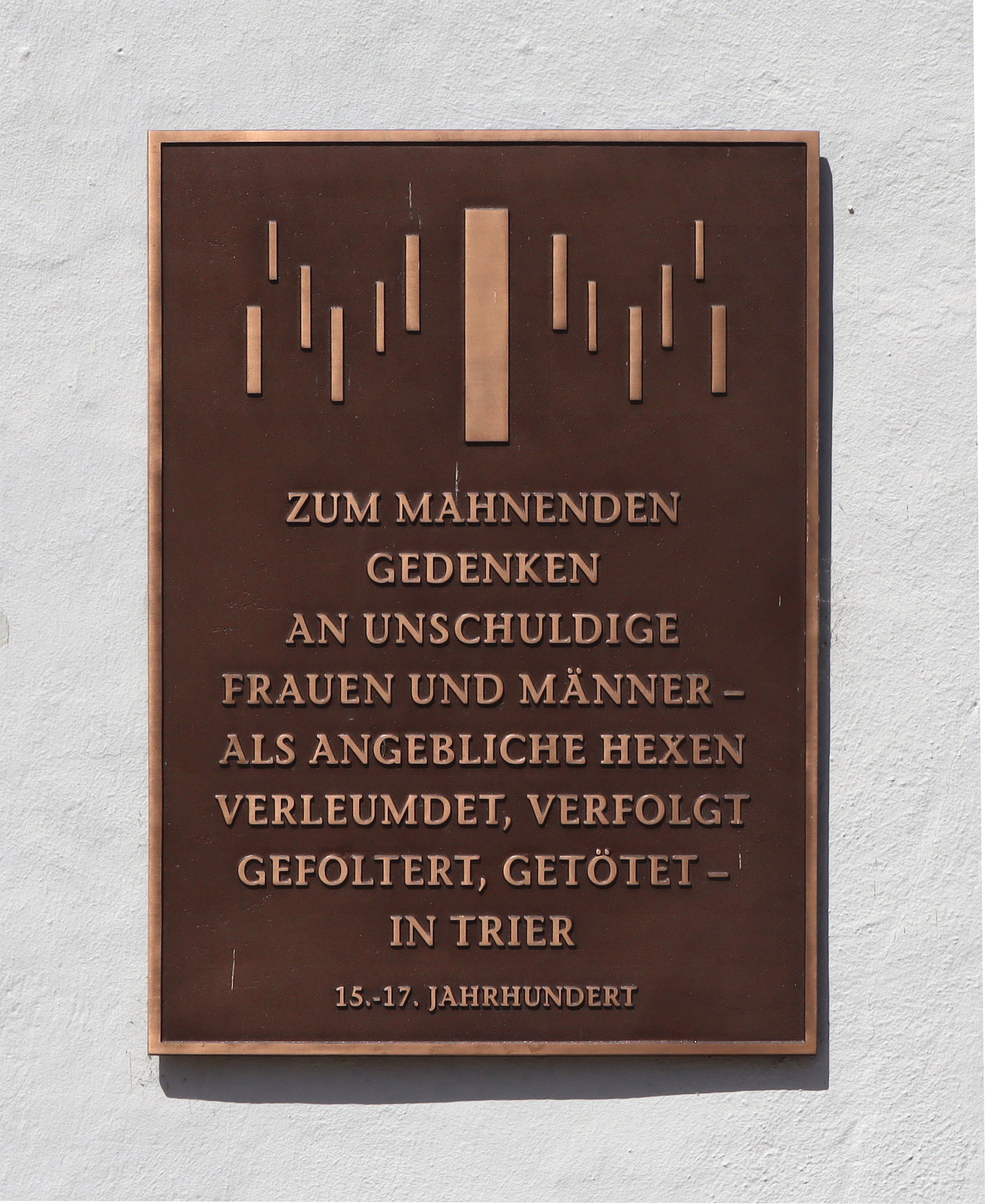
Plaquette ter herinnering aan de mannen en vrouwen die in vijftiende tot zeventiende eeuw zijn veroordeeld als heks in Trier
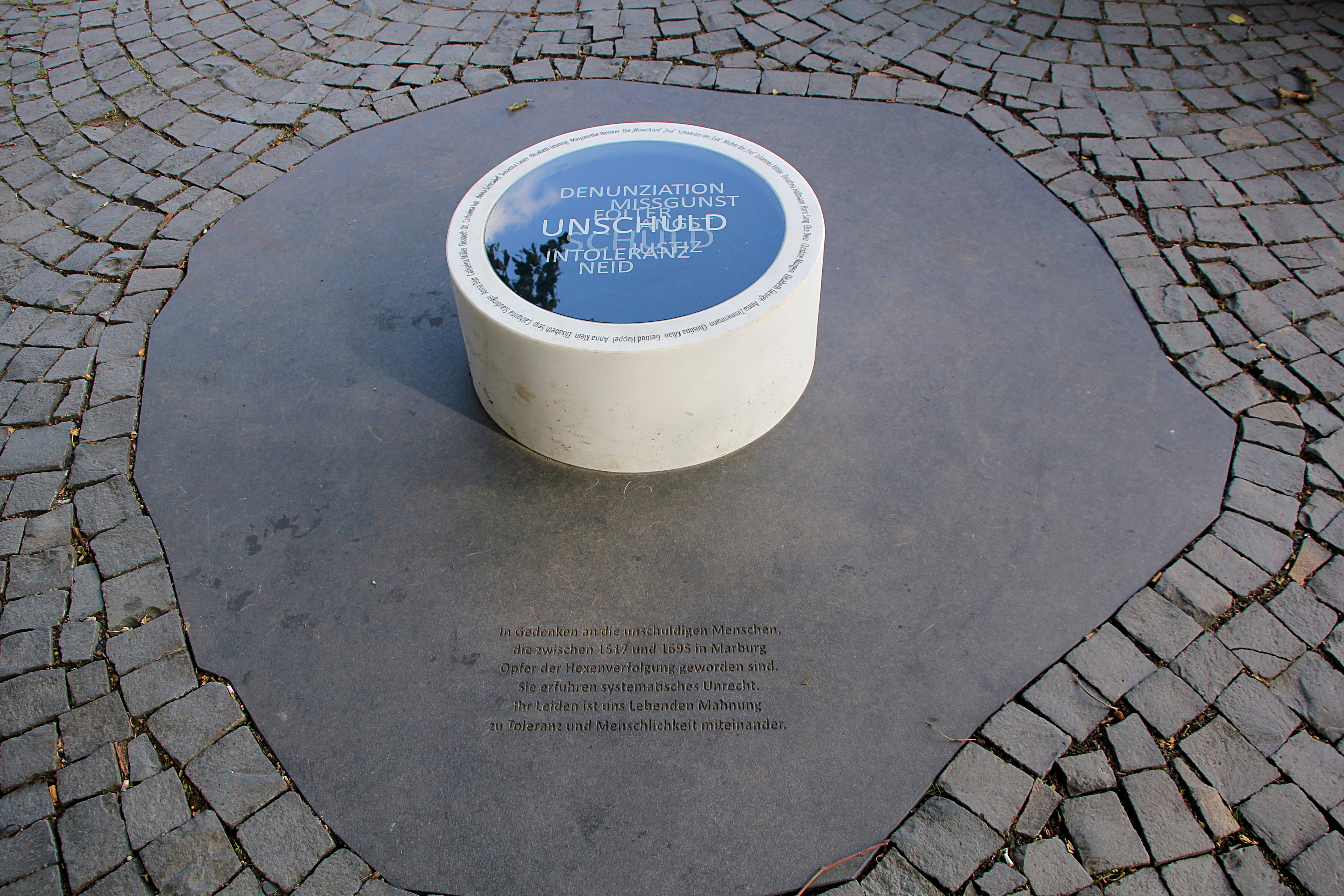
Kunstwerk ter herinnering aan de heksenvervolgingen in Marburg tussen 1517 und 1695
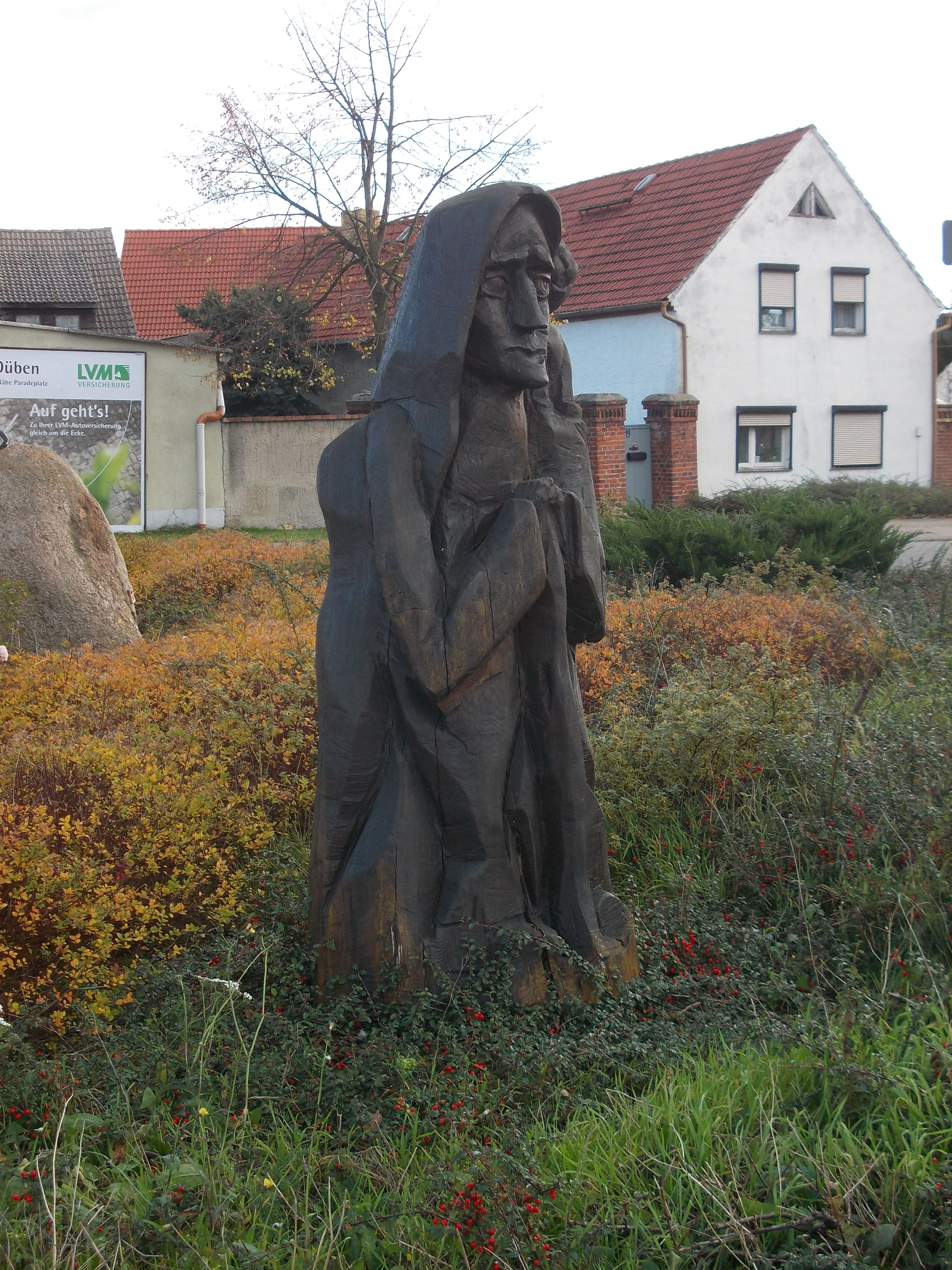
Standbeeld bij de heksensteen in Görshlitz, gedenkteken voor de heksenvervolgingen tussen 1560-1640
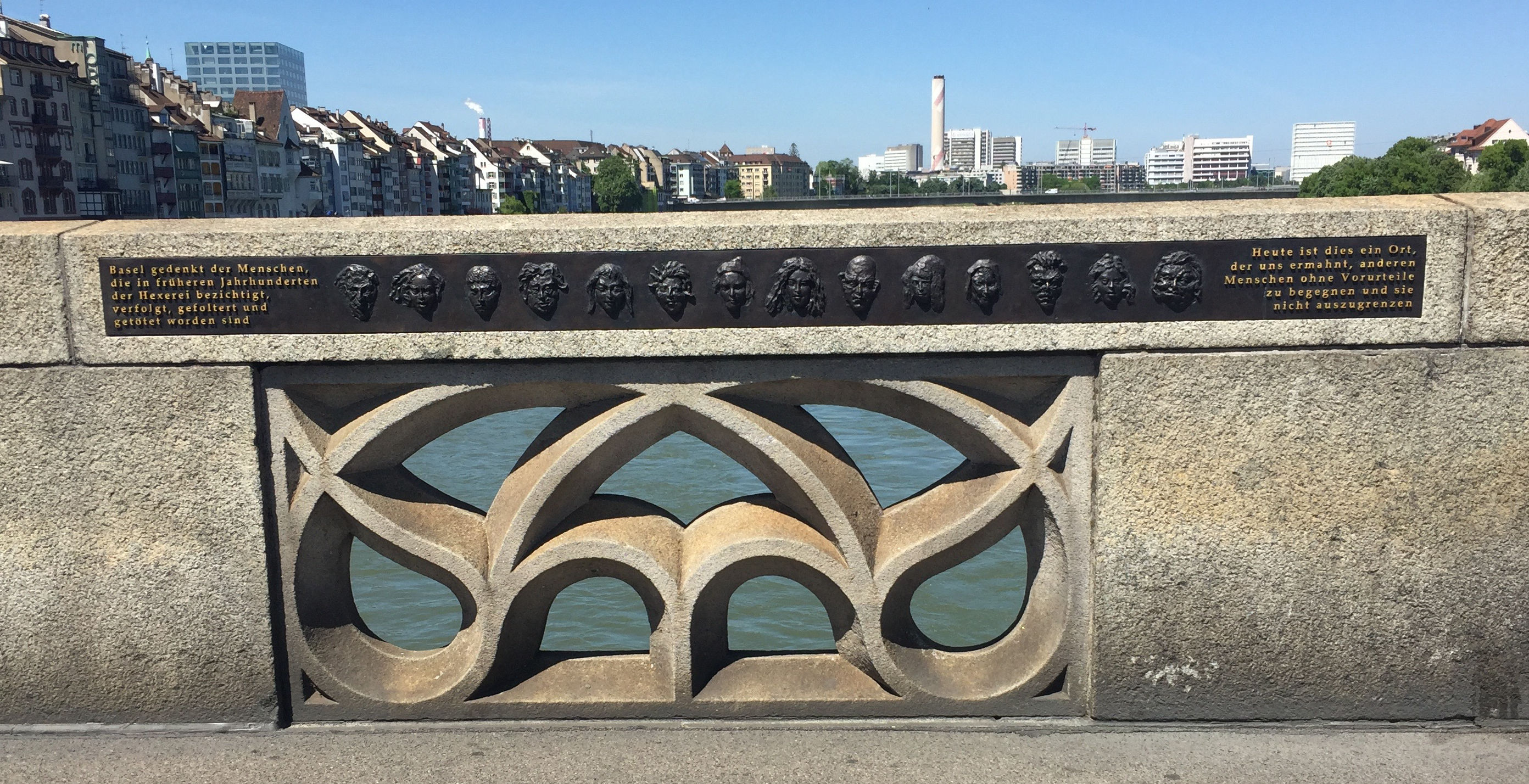
Gedenkteken voor de heksenvervolging op een brug in Basel
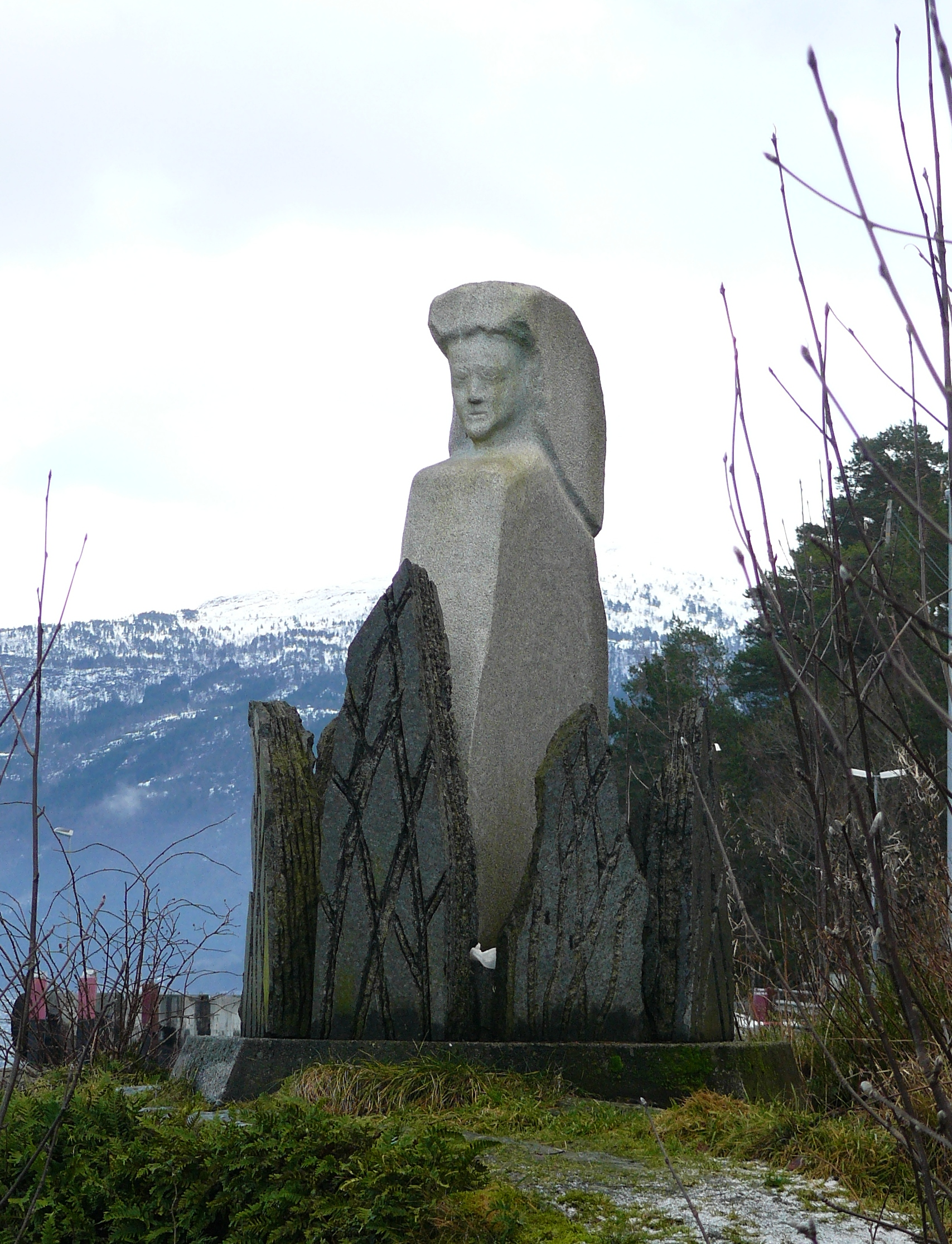
Monument ter nagedachtenis aan de heksenjacht en het verbranden van vrouwen in het gebied Anda, in Gloppen, Noorwegen
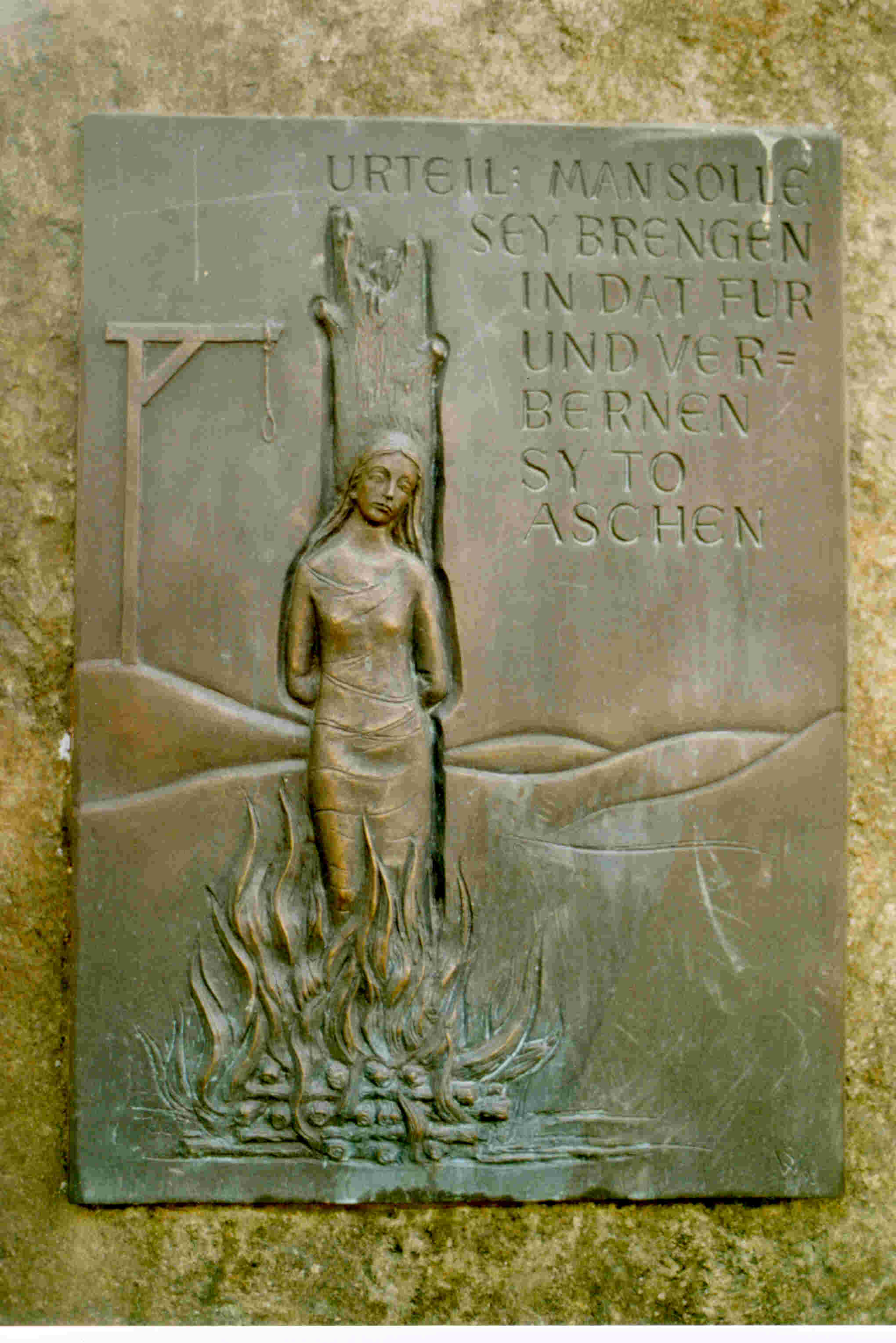
Gedenkteken bij het Rathaus van Winterberg

### Recente hekserij en heksenvervolgingen
Ook buiten Europa was (en is) het geloof in heksen wijdverbreid. In verschillende delen van de wereld worden (vermeende) heksen vervolgd, ondanks wetgeving die dit verbiedt

#### Afrika
In een aantal Afrikaanse culturen heerst grote angst voor hekserij. Onder de Bantoevolkeren is het bij herhaling voorgekomen dat 'heksensnuffelaars' grote aantallen heksen 'ontmaskerden'. Deze werden ter dood gebracht. De Tanzaniaanse overheid noteerde 3072 gevallen van heksenvervolging in Sukumaland tussen 1970 en 1988. De British Witchcraft Ordinance van 1928 verbood nochtans alle kolonies van het Britse Rijk – waartoe Tanzania tot 1961 behoorde – om mensen van hekserij te beschuldigen en te vervolgen.
Tijdens het presidentschap van Mathieu Kérékou vond in Benin vanaf 1975 een "campagne tegen hekserij" (La lutte contre la sorcellerie) plaats die vervolgens uit de hand liep, onder andere omdat de kindersterfte plotseling sterk was toegenomen. De regering had een klassenstrijd volgens de ideologie van Marx en Lenin willen ontketenen. Wie succesvol is, is in een traditionele economie al snel verdacht. Het waren echter hoofdzakelijk oude vrouwen die werden vervolgd. Via de radio werden de 'bekentenissen' van de heksen uitgezonden. Sommige vrouwen konden zich in uilen veranderen. In die gedaante verslonden zij kleine kinderen.
In 1990 begon een decennium van heksenjachten in het noorden van Zuid-Afrika. Daarbij vielen enkele honderden slachtoffers. In het dorpje Green Valley werden in 1990 vierendertig mensen beschuldigd van hekserij. Het ANC reageerde verdeeld. Lokale leiders van de jongerenafdeling van het ANC leidden de heksenjachten. De partijleiding van het ANC probeerde daarentegen tevergeefs de spiraal van geweld te doorbreken.
In 2013 zijn in Tanzania gevallen vastgelegd, waarbij lichaamsdelen van een albino werden gebruikt voor hekserij. In 2007, 2008 en 2009 registreerde de ngo de moord op 58 albino's.
In Zimbabwe zijn gevallen bekend, waarbij personen vertellen op manden of korven door de lucht te kunnen vliegen, vergelijkbaar met het vliegen op bezems in de westerse wereld.
In 2014 schonk Peter R. de Vries in Peter R. over de grens aandacht aan hekserij in Malawi. Hier is het de Kerk die de heksenjachten aanwakkert. Predikanten bieden ouders tegen betaling consulten of genezingen aan en aarzelen niet meisjes tot zondebok te maken en van hekserij te beschuldigen, met zware mishandeling en stigmatisering tot gevolg.
Het masker 'Kouroubla' speelt een rol bij het opsporen van heksen. De inheemse naam 'Kouroubla joug' betekent 'kop van Kouroubla', 'gbon joug' is 'kop van een hond'. Het masker wordt door het Kouroubla-genootschap gebruikt bij het opsporen en vervolgen van heksen. Kouroubla-genootschappen komen voor bij de volgende groepen: leerbewerkers (dijéli), smeden (founoug), edelsmeden (fabélé) en houtsnijders (koulibélé). Deze genootschappen zijn zeer oud en gevreesd, met name degene die het masker draagt. Hij gaat er in de nacht van donderdag op vrijdag op uit en houdt heksen aan die men dan kan horen schreeuwen en om vergiffenis vragen als ze niet publiekelijk hun geheimen onthuld willen zien. Het zien van Kouroubla-maskers kan voor vrouwen en niet geïnitieerden fatale gevolgen hebben, zoals eveneens het zien van andere maskers uit deze categorie het geval is.

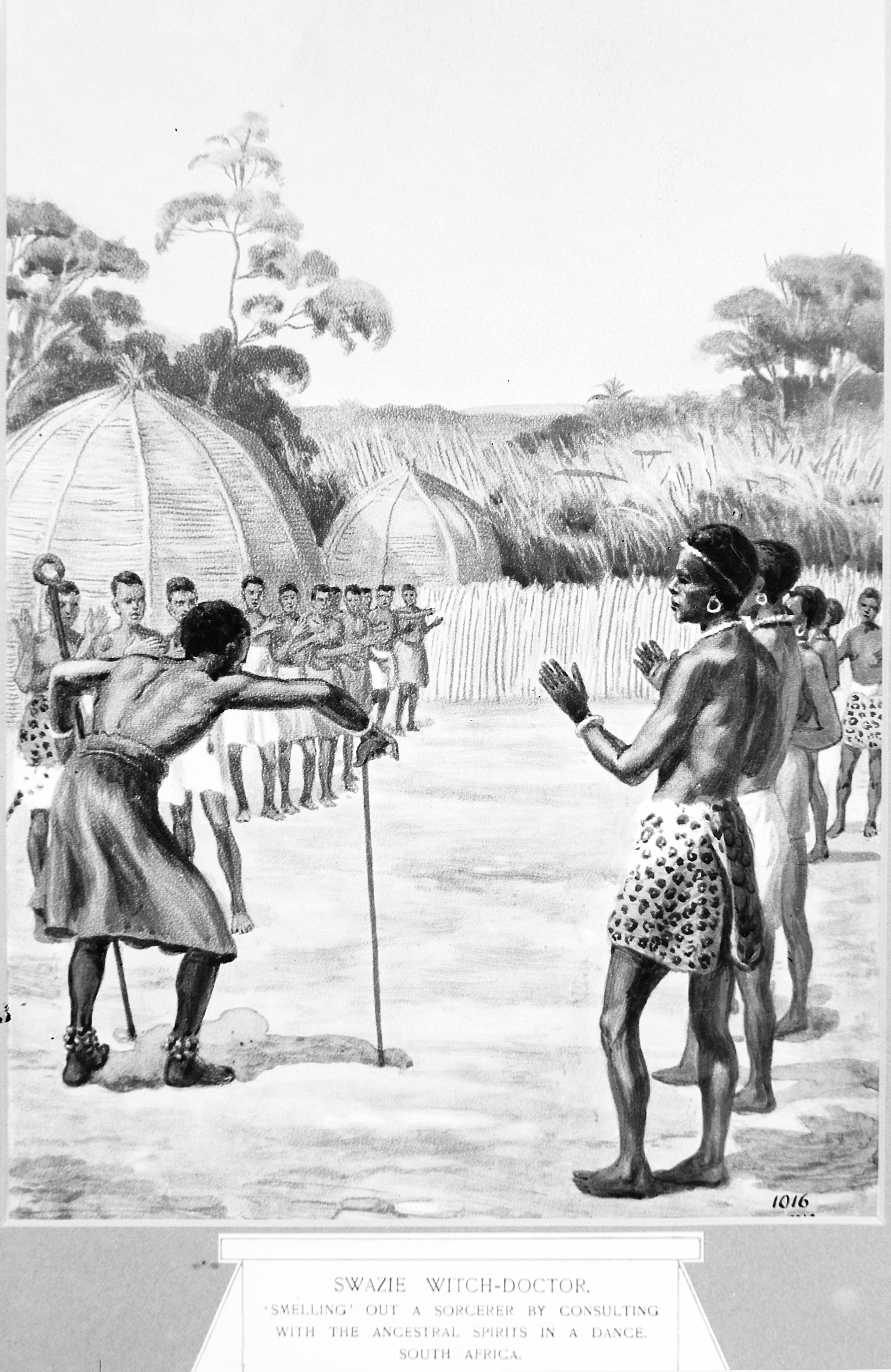
Swazi heksendokter met staf en stok, hij ruikt de tovenaar door het concult met een voorouderijke geest
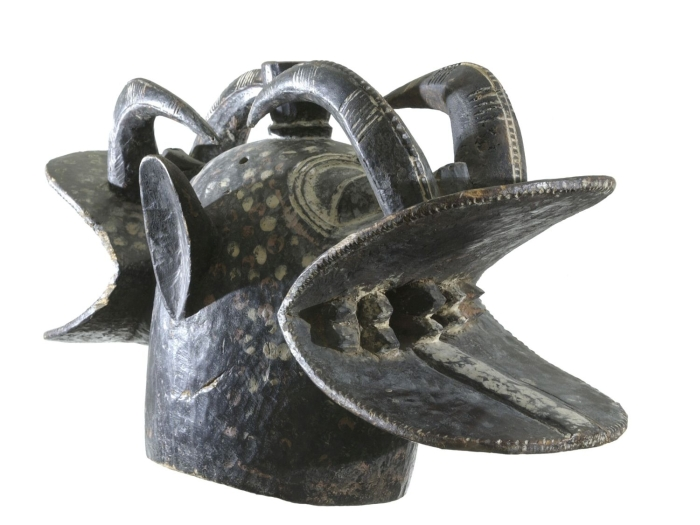
Kouroubla, voor 1959, Collectie Stichting Nationaal Museum van Wereldculturen, Wereldmuseum Amsterdam

#### Amerika
In december 2024 werden in Haïti minstens 110 zestigplussers met machetes en messen gedood nadat een voodoopriester de leider van de Wharf Jeremie-bende verteld had dat ouderen zijn kind ziek gemaakt hadden met hekserij.

#### Oceanië
Op de Molukken, Papoea en Papoea-Nieuw-Guinea spreekt men van de soeanggi. Deze zouden zich bezighouden met een bepaalde vorm van zwarte magie. Vooral in afgelegen gebieden worden er regelmatig 'heksen' beschuldigd en gedood.
In 2012 werden op Papoea-Nieuw-Guinea dertig sekteleden opgepakt die lichaamsdelen van 'heksen' opgegeten hadden. Deze kannibalen wilden zo de kracht van deze heksen gebruiken. In 2013 werden gevallen vastgelegd van lynchpartijen. Om de gewelddadigheden tegen te gaan, besloot het land om de doodstraf uit te breiden.
In 2013 werd in Indonesië gewerkt aan een wet die vervolging van heksen en tovenaars, die zwarte magie gebruiken, mogelijk maakte.

#### Azië

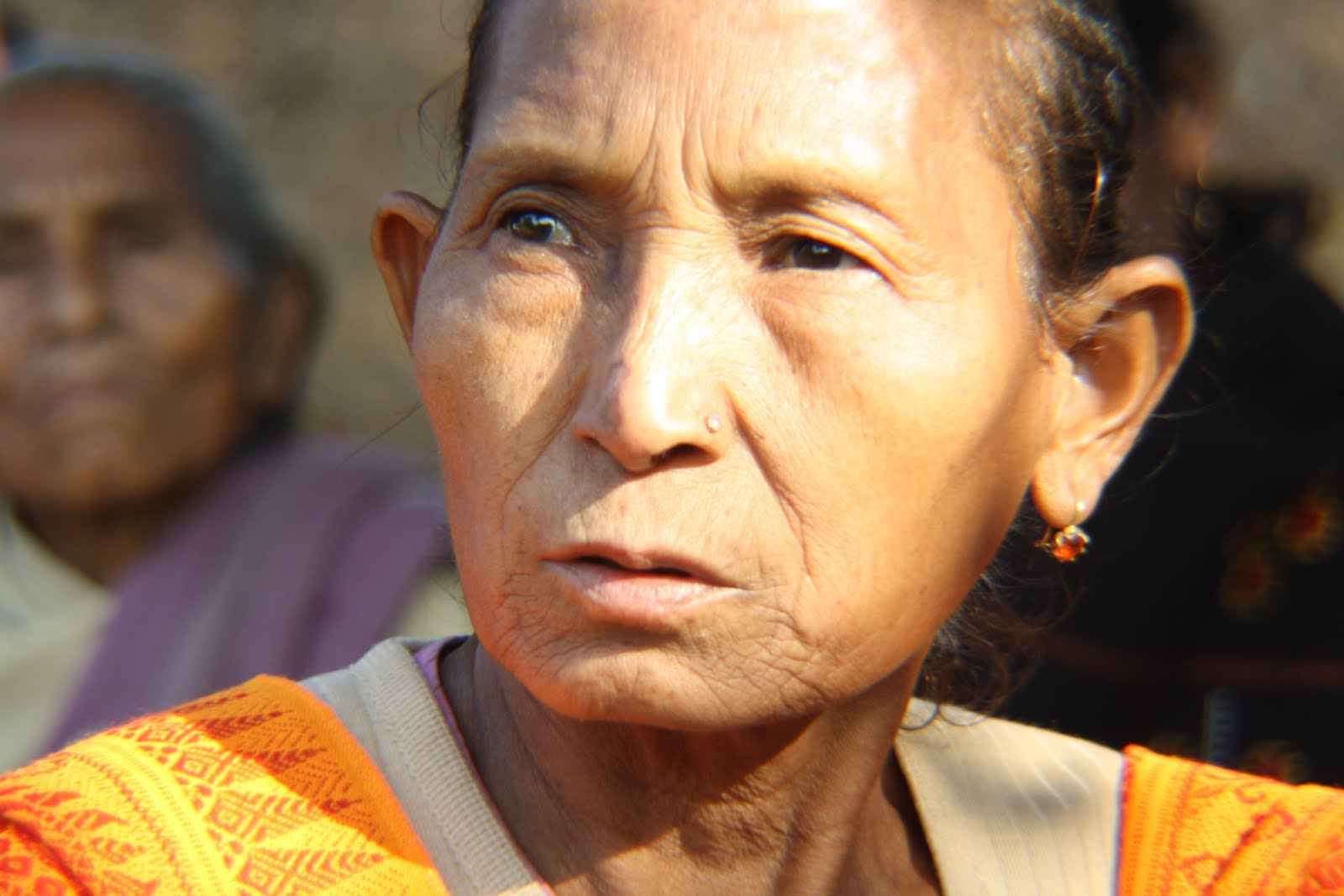
De Indiase Birobala Rabha vecht onophoudelijk tegen heksenjachten

In India komen in de 21e eeuw nog altijd heksenjachten voor. In 2013 werden bijvoorbeeld zeker 160 personen gedood na een 'heksenjacht'.
In Nepal zijn ook gevallen bekend van lynchpartijen op vermeende heksen. In dit land zijn heksenjachten inmiddels strafbaar gesteld
Elk jaar worden in Saoedi-Arabië volgens lokale kranten talrijke mensen opgepakt wegens tovenarij of zwarte magie, praktijken die als polytheïsme worden uitgelegd in het ultraconservatief soennitische koninkrijk, en waarop de doodstraf staat. In november 2009 vroeg de mensenrechtenorganisatie Human Rights Watch de regering van Saoedi-Arabië om een doodvonnis wegens hekserij tegen een Libanees te vernietigen. In een deze week uitgegeven rapport vroeg de internationale organisatie aan Riyad om in het algemeen een eind te maken aan het toenemend gebruik van beschuldigingen van hekserij, die vaag zijn en willekeurig worden toegepast. Hekserij kan van alles omvatten, bijvoorbeeld alternatieve geneeskunst, de verkoop van geneeskrachtige kruidenextracten, goochelen, bepaalde godsdienstige (niet-islamitische) rituelen, etc. Vaak worden veroordelingen gebaseerd op bekentenissen die zijn losgekregen door marteling, verklaringen van vaak zeer bijgelovige buren en activiteiten van agent-provocateurs. In 2011 werd een vrouw gedood wegens hekserij, Amina bint Abdul Halim bin Salem Nasser.

## Hekserij in tribale samenlevingen
De huidige antropologische opvatting van hekserij zoals die is voortgekomen uit de etnografische literatuur is heel anders dan die door Europese heksenvervolging is ontstaan. Terwijl verslagen van Europese heksenprocessen de indruk geven van een ongewoon en ontwrichtend fenomeen, blijkt hekserij in tribale samenlevingen vaak deel uit te maken van een stabiel systeem van geloof en sociale controle waardoor ongelukken worden verklaard en sociale wrijvingen gediagnosticeerd en behandeld kunnen worden. Het levert de stam een verklaring voor ziekte en verwoestingen door het toe te schrijven aan de slechte invloed van een individu, dat deze hekserij echter niet openlijk uitoefent en zich zelfs vaak niet eens bewust is van zijn psychische capaciteit en de ongelukken dus onbewust veroorzaakt.
De meeste antropologische studies van hekserij zijn dan ook geformuleerd vanuit een functionalistische visie. Een van de baanbrekende studies op dit gebied, Clyde Kluckhohns Navaho Witchcraft, benadrukt de belangrijke functies van beschuldigingen van hekserij: het socialiseren van de jongeren, het laten wegvloeien van agressie, en het wegnemen van angst.

## Hedendaagse hekserij

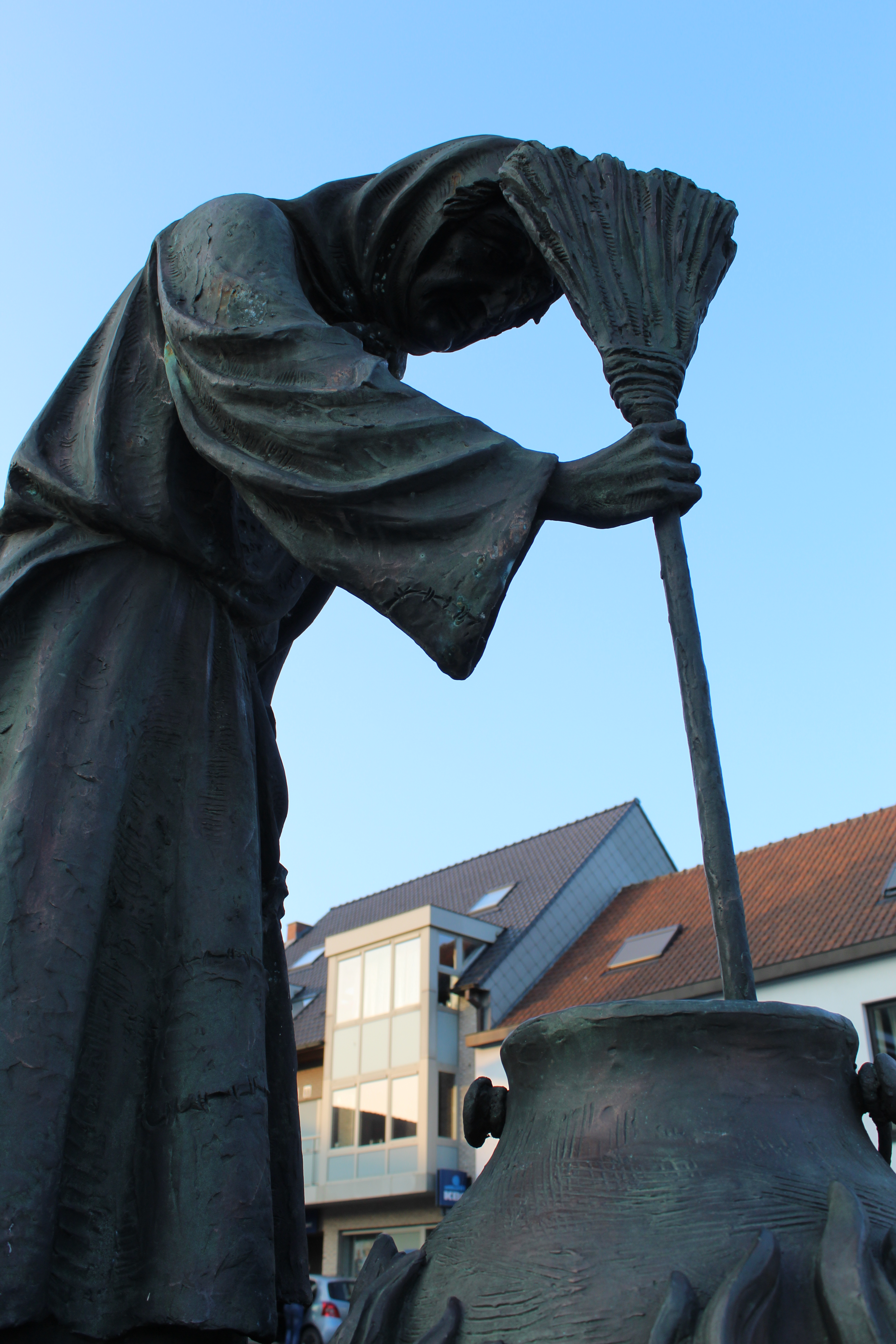
Heksenmonument op Beselareplaats, België. Symbool van heksenparochie en vertrekplaats van Heksenstoet, sinds 2012 is de heksenstoet opgenomen in de Vlaamse lijst van immaterieel cultureel erfgoed

Drievoudige godin; Wassende maan, Vollemaan en Afnemende maan, zie ook triade

De renaissance van de zogeheten 'Oude Religie' begon min of meer met de publicatie van Aradia – Het evangelie van de Heksen door Charles Leland (1824-1903) in 1899. Het werd gevolgd door een aantal werken van Margaret Murray (1862-1963) en Robert Graves (1895-1985). De term 'oude religie' werd te pas en te onpas gebruikt voor een aantal geconstrueerde voorchristelijke tradities waarin het vrouwelijke een grote rol speelde, zoals de cultus van Moeder Natuur en de Moedergodin, priesteressen, heksen en andere geïnitieerden. Tegelijkertijd vond er einde negentiende eeuw een heropleving plaats van esoterische en occulte genootschappen, astrologie, Hermetische Kabbala, tarot enz. Hierin ontvouwde zich een nieuwe visie op de 'heks' zoals in Gerald Gardners (1884-1964) beweging van de wicca. De nieuwe naam 'wicca' (oorspronkelijk betekende wicca mannelijke heks) beoogde onder meer een deel om de negatieve weerklank van 'hekserij' te vermijden.

### Wicca
Wicca is een syncretische, een samengestelde godsdienst. In wicca poogt men rituelen te reconstrueren of nieuwe betekenisvolle rituelen te bedenken. Het is onwaarschijnlijk dat er in de Middeleeuwen zoiets als een georganiseerde heksencultus bestond. Daardoor is wicca sterk romantisch en vooral speculatief. Men borduurt voort op Keltische overleveringen, en oriënteert zich op de gaiasofie en het beginsel van een vrouwelijke oerkracht. Wicca sluit ook aan bij het in deze tijd modieuze holisme en de newagebeweging. Hoewel wicca newagekenmerken heeft, is wicca eigenlijk paganistisch (heidens).
Wicca is al halverwege de jaren 50 onder impuls van Gerald Gardner ontstaan in Groot-Brittannië. Tot wicca behoren een studierichting wiccastudies en een structuur met covens (groep waarin wiccans werken). Daarnaast zijn er solitaire heksen die liever zonder groep werken. Wat betreft ideologie ligt weinig vast zoals blijkt uit de stelling "doe wat je wil, maar doe niemand kwaad" (geïnspireerd op Aleister Crowleys ethische wet) en "alles wat je doet zal driemaal tot je terugkeren".
In de moderne hekserij (inclusief wicca) is er in het algemeen geen sprake van angstaanjagende of satanische praktijken, die erop gericht zijn anderen kwaad te doen (zwarte magie). Een aantal heksen grijpt terug naar oude religies (Egypte, Kelten, Scandinavië, Indianen). De gedachte dat wicca de directe voortzetting van een eeuwenoude heksencultus is – een door antropoloog Margaret Murray verdedigde hypothese – wordt ook binnen wiccakringen steeds minder aangehangen.
In Groot-Brittannië is wicca erkend als religie, waar zelfs in de gevangenis rekening wordt gehouden met eventuele wicca's die hun religie willen belijden. Ook in de Verenigde Staten is wicca erkend als religie. Zo werken in het Amerikaanse leger naast vertegenwoordigers van andere religies ook wiccapriesters ten behoeve van geestelijke bijstand en religieuze vieringen. In 1975 werd de Rede (of Heksenwet) gepubliceerd.

## Heksen in de cultuur

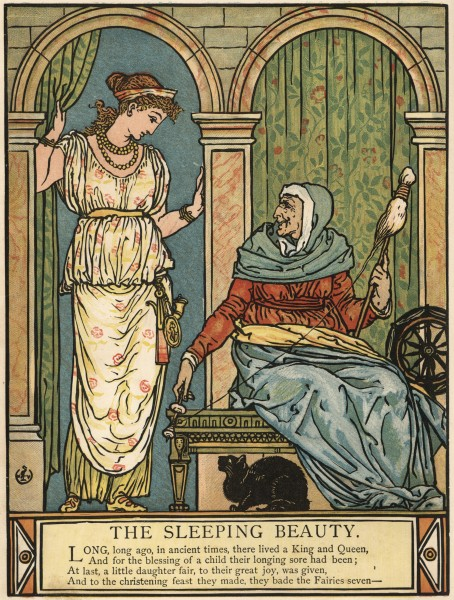
En tijdens de doop werd er gebeden tot 'Fairies seven' maar voor een van hen werd haar plaats en bord vergeten, The Sleeping Beauty

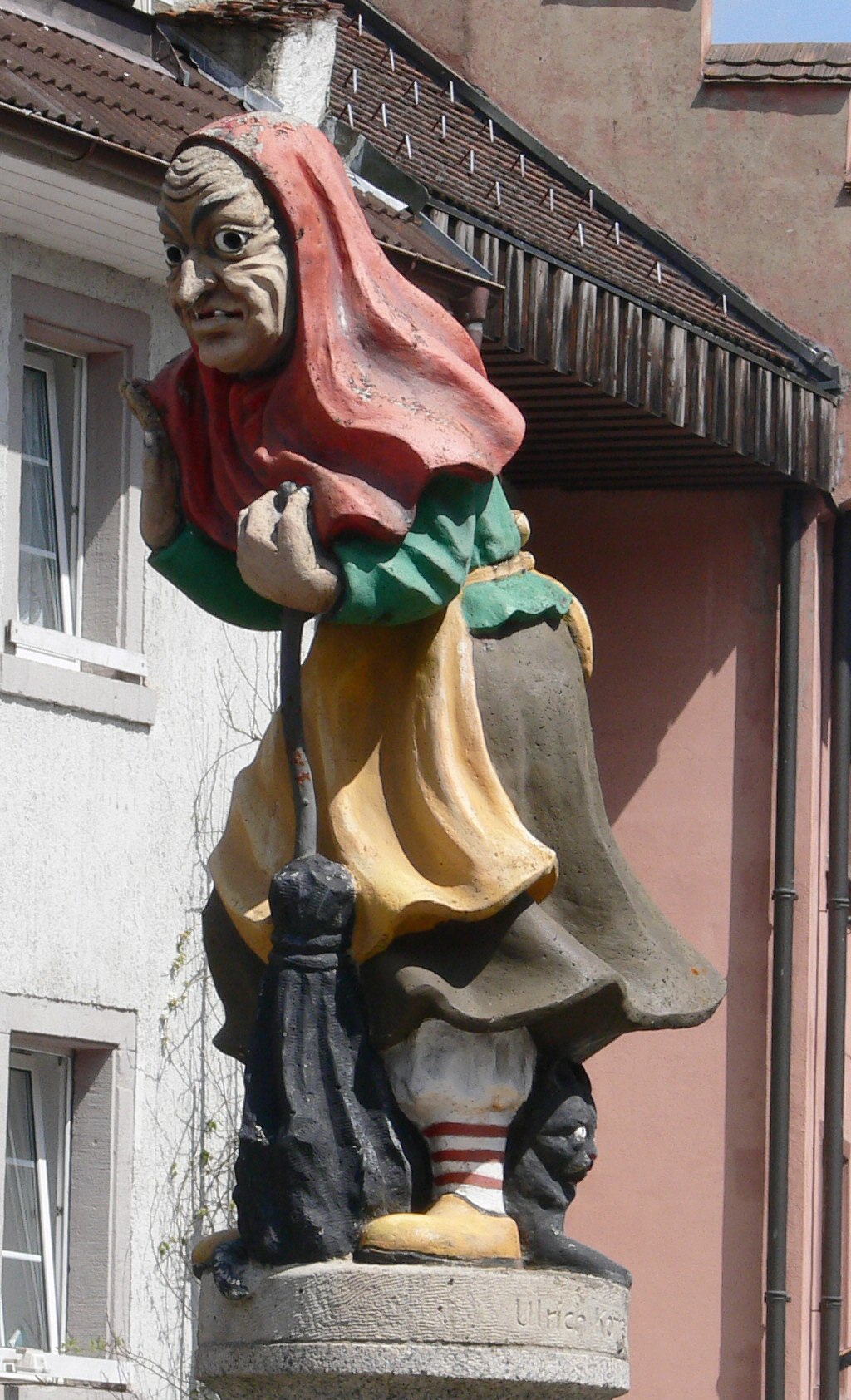
Een folkloristisch beeld van een heks met bezemsteel en kat, Löffingen

### Heksen in volksgeloof en volksverhalen
In de Europese folklore is een heks een lelijke en kwaadaardige oude vrouw die hekserij beoefent. Vaak wordt ze in verband gebracht met de duivel of de dood. Dikwijls heeft zij een verbond gesloten met de duivel, waarbij de heks God en al Zijn heiligen afzweert. Daarvoor in ruil krijgt zij het vermogen tot allerlei bovennatuurlijke handelingen. Zo kan zij op een bezemsteel door de lucht vliegen, met de grootste snelheid over het water varen in een zeef of melktobbe (of zelfs in een eierdop of schelp) en roeien met een paar koeribben of met breipennen. De heks rijdt 's nachts op een paard en dan moet zij de zeef terug hebben, als die ondertussen is weggenomen. Anders kan zij niet weer terugkeren. De heks kan door het kleinste gaatje kruipen. De kunst van het heksen is vaak aangeboren, die vererft van moeder op dochter en vaak via een toverboek wordt doorgegeven. De heks kan niet sterven vóór zij een erfgename voor haar kunst heeft gevonden.
In volksverhalen lopen de begrippen heks en fee in elkaar over.
Benamingen van plaatsen verwijzen soms naar heksen. Bijvoorbeeld de Kollenberg; de naam betekent letterlijk de berg van de toverheks, omdat "kolle" toverheks is.

#### Kwade handelingen
De heks verricht kwade handelingen. Zo kan zij de dracht van de vrouwen, de jongen van het vee, de vruchten op het veld, de wijndruiven en de boomvruchten bederven. Zij kan mannen en vrouwen onvruchtbaar maken en andermans koeien uitmelken met een bijl of een handdoek. Zij kan hagel en onweer verwekken en schepen doen vergaan. De heks kan muizen maken en zij verandert zichzelf in allerlei dieren, vooral in katten. Als katten vergaderden de heksen ook. Als zo'n kat gewond was, dan lag op hetzelfde moment de vrouw, die het was, gewond in haar bed. De heks kan ook iemand vastzetten. Op deze manier zorgt zij ervoor dat iemand zich niet meer kan verroeren.
Een specifiek soort heks uit de volksverhalen is de boterheks, die de karn van slachtoffers behekst, zodat de melk geen boter gaf. Of zij zorgde dat de boter uit andermans melk bij haar terechtkwam.
De heks maakt door heksenkringen het gras dor. Ze brengt ziekte, doordat ze heksenkransen van veren maakt in de kussens van het bed. Dan was men aangeraakt door de kwade hand.
Soms verschijnt de heks in de vorm van een mooie vrouw. Zo is een succubus een heks van wie geloofd wordt dat zij geslachtsgemeenschap heeft met slapende mannen, wat ernstige nachtmerries tot gevolg heeft en het slachtoffer uitgeput achterlaat. Hoewel in de meeste volksverhalen de heks als de antithese van de vruchtbaarheid wordt gezien, geloven sommige onderzoekers juist dat de heks een overblijfsel is van het geloof in primitieve natuurgodinnen.

#### Middelen tegen heksen
In de volksgeneeskunde zijn middelen tegen de invloed van heksen. Enkele gaan als volgt:
- een bundel van kruiden, op de vooravond van Sint-Jan verzameld
- een vleermuis, boven schuur of stal gespijkerd
- een paardenkop aan de stalmuur
- een hoefijzer
- nooit antwoorden op een vraag van een heks
- beschimpen, wat een heks prijst
- niets van een heks lenen
- een vlierstruik bij stal en schuur
- van een heks geen koffie of brandewijn aannemen, en vooral geen appel. Daardoor krijg je venijn in het lichaam, padden en slangen die naar je keel kruipen of aan je ingewanden knagen. Alleen door een half oord kon men genezen worden.
- van alles wat men te eten of te drinken krijgt iets weggooien.

Als iemand behekst was, kon een heksenmeester of heksenbanner hem belezen. Heksen worden onder meer ontmaskerd door een sleutelproef. Een ander middel is het koken van de heksenkrans in het kussen in een stenen pannetje. In dat geval moet alles in het huis potdicht zijn. De heks lijdt dan zo veel pijn, dat zij wel móét verschijnen. Ook het levend koken van een zwarte kip of haan is in dit geval goed. Als de heks iemand heeft ziek gemaakt, kan men ook het water van het slachtoffer koken. Ook dan moet de heks verschijnen. Als de karn behekst is, moest men een hoefijzer in het vuur roodgloeiend maken. De karn ging dan weer, maar de heks zat met een verbrande voet. Om de karn te onttoveren kon men er ook een roggekorrel in laten vallen.

#### Voorbeelden

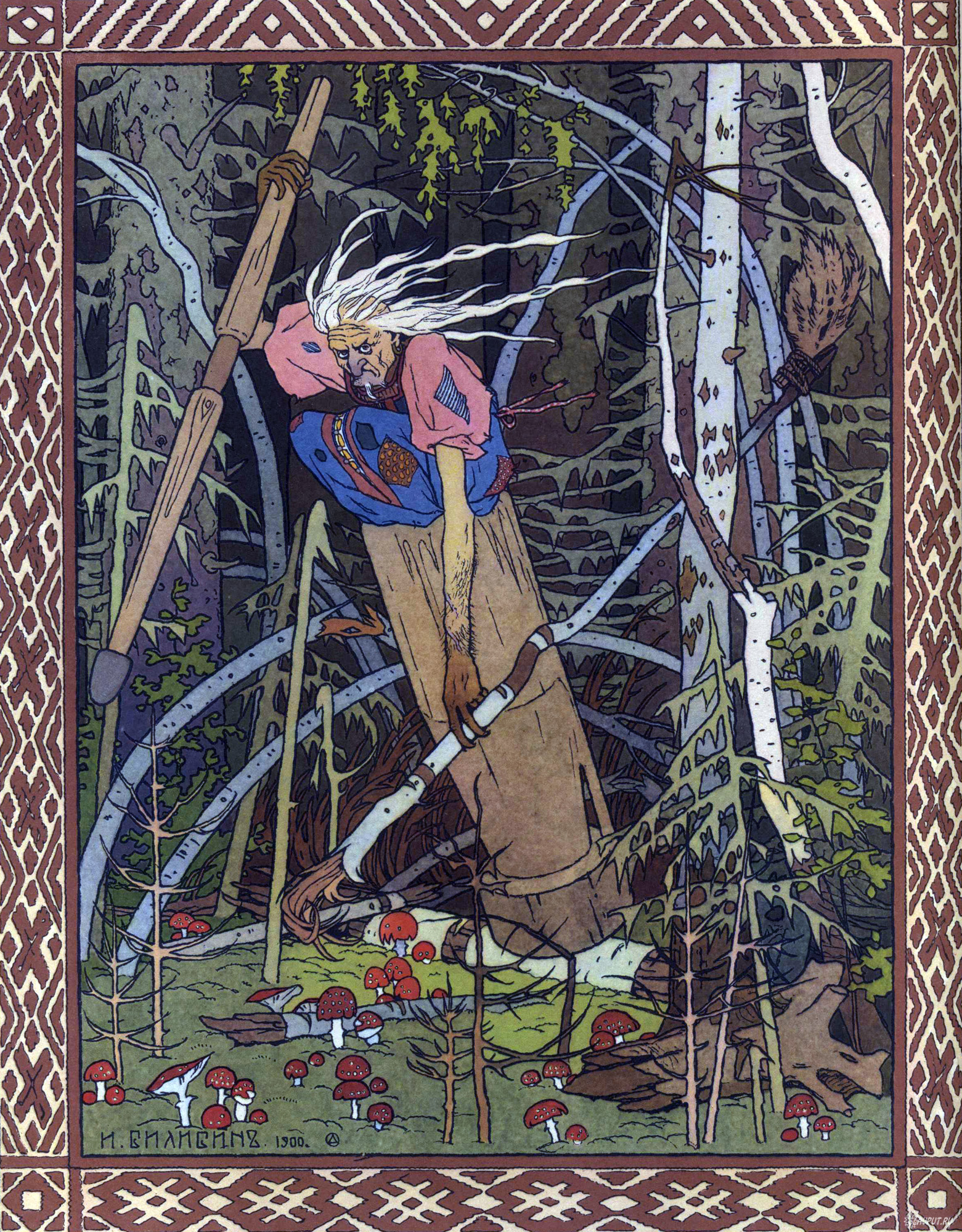
Baba Jaga

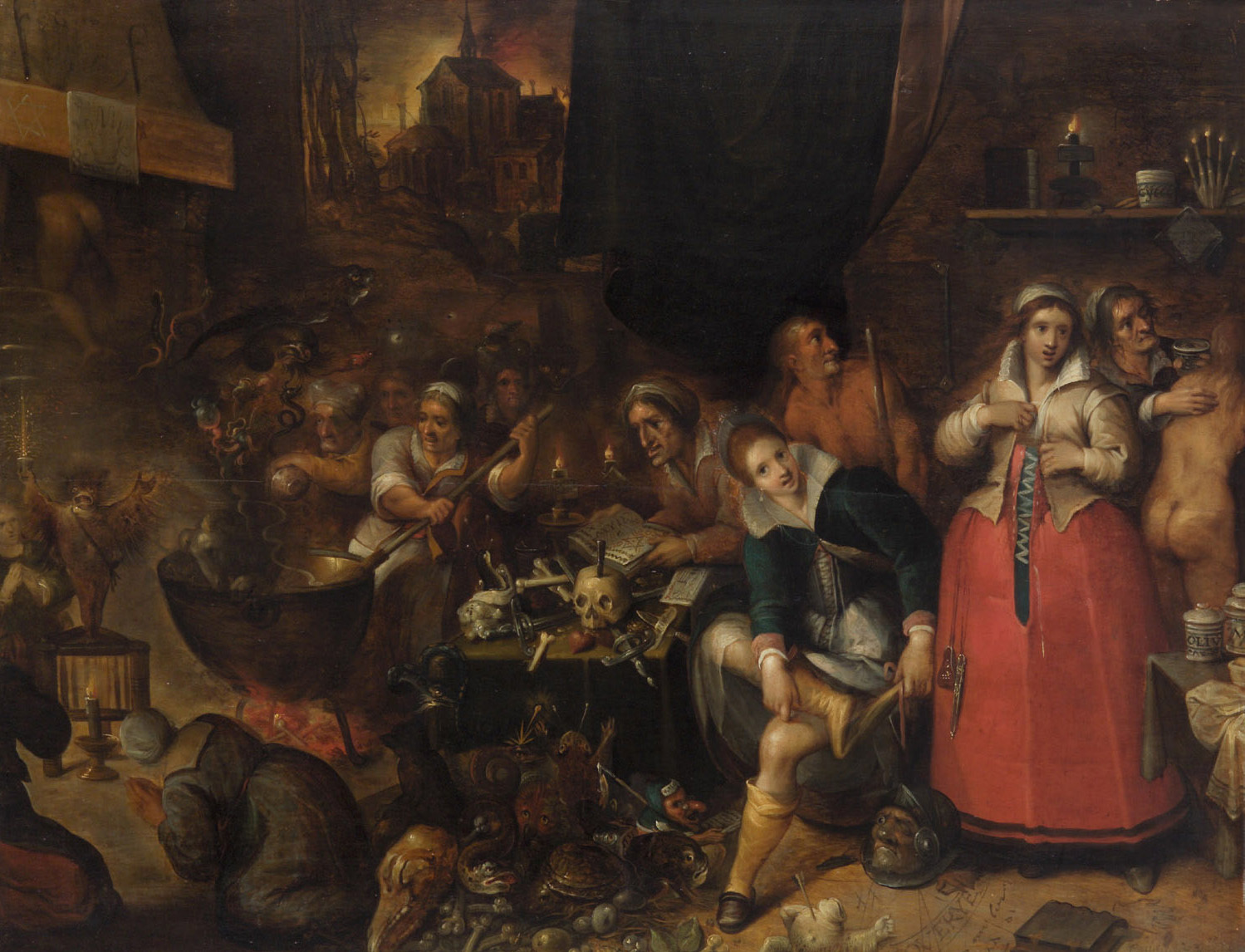
De keuken van een heks, 1610

- In de klassieke oudheid was Medea een van de meest gevreesde heksen.
- Circe is een tovenares uit de Griekse mythologie, heksenkruid (circaea) is naar haar genoemd.
- Angrboða uit de Noordse mythologie is de moeder van Hel, Fenrir en Jörmungandr (de Midgaardslang).
- De Vrouw van de Grot of Mari (een godin van de Basken, zie De heks uit de grot) wil niet naar de kerk.
- Kikimora uit de Slavische mythologie kijkt of de kippen, het huishouden en de woning goed onderhouden worden. Er wordt gezegd dat een persoon die Kikimora spinnen ziet binnenkort sterven zal. Een boze Kikimora kan gesust worden door alle potten en pannen met varenachtige thee te wassen.
- Baba Jaga uit de Slavische mythologie neemt jonge meisjes mee naar haar hut op kippenpoten.
- Asema uit de Surinaamse sagen is een soort vampier. 's Nachts doet de asema de huid af en verandert in een blauwe bal van licht om zich al vliegend te voeden met iemands levenskracht.
- Leaks uit Bali kunnen veranderen in een tijger, aap, varken, Rangda of bal van vuur. Ook wordt verteld dat de leak vliegt als menselijk hoofd met de organen die nog in het hoofd hangen, terwijl in vorm van de "normale" leak een lange tong en scherpe tanden opvallend zijn.
- Rangda wordt gezien als de aanvoerster van de leak. Er wordt verondersteld dat Rangda afgeleid is van een Javaanse koningin (Mahendradatta) uit de elfde eeuw, die door de koning (Dharmodayana) werd verbannen vanwege hekserij en later de macht greep. Een heilige stopte haar later, door de pest heerste er grote paniek in het land.
- Louhi uit de Finse mythologie is de heerseres van Pohjola, ze kan van vorm veranderen en liet Ilmarinen de sampo maken.
- Morgana (Morgana le Fay) is een machtige tovenares/heks in de Arthurlegende,
- Cailleach uit de Keltische mythologie verschijnt als een oude vrouw, in zwarte lompen met een staf (de roerstok), die 's nachts rondwandelt met een kraai op haar linkerschouder. Ze heeft een nukkig karakter en is gevaarlijk voor mensen. Ze heeft slagtanden en soms drie gezichten en ze kan in een kat veranderen. Ze wast haar plaid, wat in de winter de witte sneeuwdeken vormt.
- Banshee uit de Keltische mythologie verschijnen als jong meisje, statige dame of oude heks.
- In Bladel is Zwarte Kaat bekend, ze ligt begraven onder de heksenboom, er is een standbeeld in Bladel.[85] De heks in de brouwketel is een sage over een heks in Bladel.
- Nahual is een vervormer-tovenaar of heks uit de Azteekse mythologie.
- Gullveig kon spá 'volu vel spá' 'volva goed in spá' (voorspellen). Ook wordt zij het plezier van kwade vrouwen genoemd, wat suggereert dat zij een heks, fordodha, was.
- Een Galsterweib is een heks, zie ook galdr, seidr en Spákona.
- La Corriveau uit Canada, er zijn vele boeken en films over haar verschenen, ze werd onder de Britse bezetting ter dood gebracht.
- De heks Dandha en De heks Holika, zie ook het feest Holi.
- In Galicië is de meiga bekend.
- Het Oudnoordse volva betekent "spinrok (of toverstaf) dragend" of "draagster van een (magische) staf", zie volva (mythologie)
- Rixt van Oerd is bekend op Ameland
- De Yamauba is een bergheks uit de Japanse mythologie, ze wordt vaak verward met de Yuki Onna (sneeuwvrouw).

De heksen uit Europese sprookjes zijn meestal naamloos:
- De heks uit Hans en Grietje
- De heks uit Doornroosje
- De heks uit Sneeuwwitje en de zeven dwergen
- De heks uit De Indische Waterlelies
- De heks uit Raponsje
- De heks uit De Tondeldoos
- De (zee)heks uit De kleine zeemeermin
- De heks uit Broertje en zusje
- De heks uit De middagheks draagt witte kleding en een zeis (zoals Magere Hein)

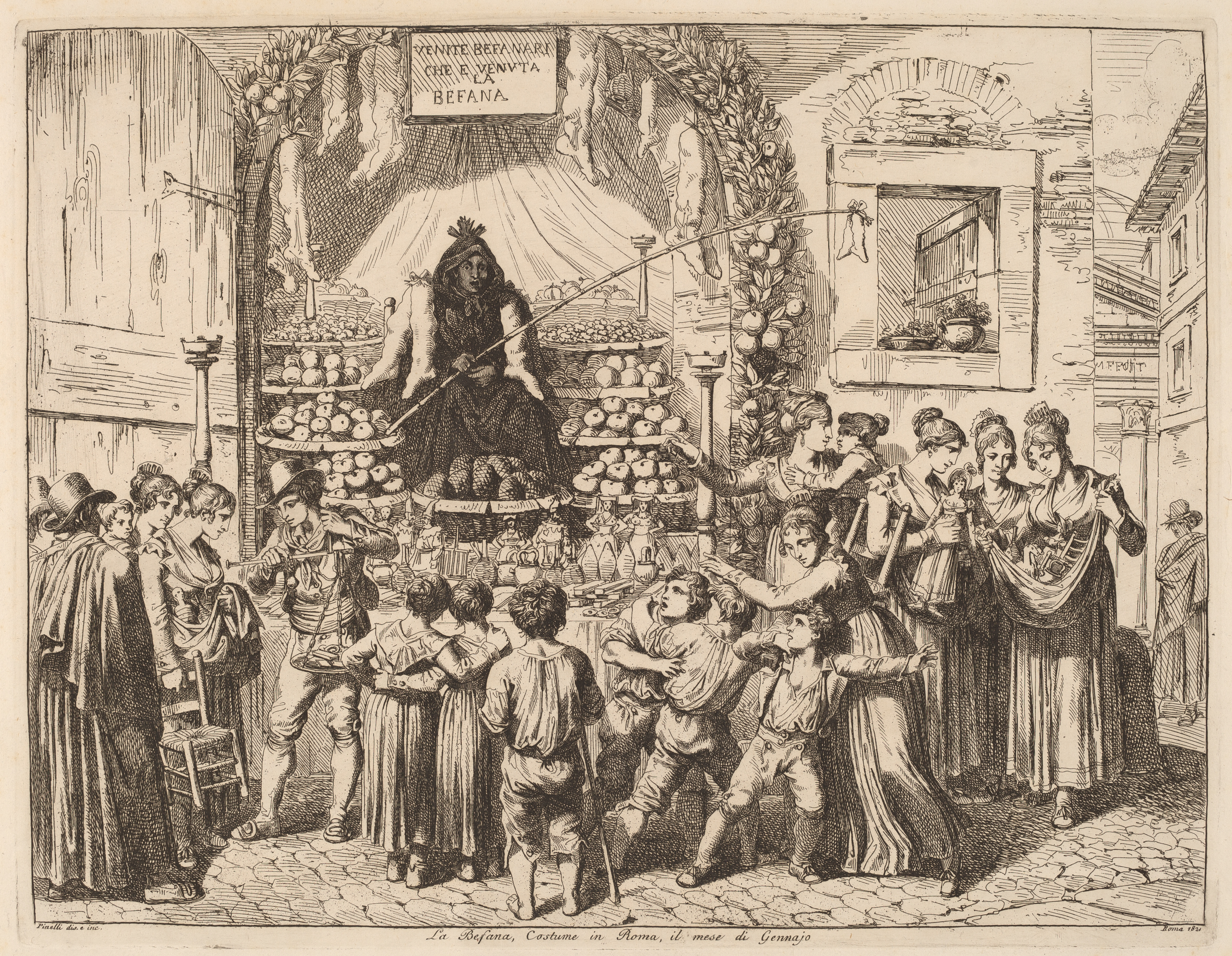
La Befana deelt cadeautjes uit, 1821

De volgende figuren spelen allen een rol tussen de winterzonnewende en 6 januari (Driekoningen), waarin ze controleren hoe mensen het jaar hebben doorgebracht en hiervoor beloningen of straffen uitdelen;
- Vrouw Holle, vaak wordt gezegd dat zij voor Frigg, Holda en/of Hel staat (de godin van de onderwereld). Zij beloont goede daden, maar straft het kwaad.
- Perchta is een vergelijkbaar figuur, net als Vrouw Holle zou ze ontstaan zijn uit Frigg.
- De Italiaanse La Befana, de kerstheks.
- Grýla en de Jólasveinar

Ook in andere werelddelen komen heksen voor in volksverhalen;
- De koeherder en de heks uit Odisha, India

Een verwijzing naar een heks als zelfstandige vrouw is bijvoorbeeld te vinden in De getemde feeks van Shakespeare. Schijn en werkelijkheid spelen een grote rol in dit toneelstuk. Het thema van de 'getemde feeks' was vrij populair in Shakespeares tijd. Het verhaal kwam, in verschillende variaties, in heel Europa voor, vooral in de orale traditie. Er zijn echter verschillen tussen die traditie en Shakespeares versie. Vaak waren die verhalen veel erger dan Shakespeares De getemde feeks: in sommige verhalen worden de vrouwen vastgebonden, geslagen of in een paardenhuid gewikkeld. Ook betreft het in die verhalen meestal oude(re), arme vrouwen, die weigeren huishoudelijke taken uit te voeren, terwijl Katherina jong, mooi en rijk is. Ook Jeanne d'Arc werd door Shakespeare (en de Engelsen in het algemeen) als heks en ketter neergezet.
Een bijnaam voor Molkwerum is het heksenhol, er zijn veel volksverhalen over heksen.

### Heksen en katten

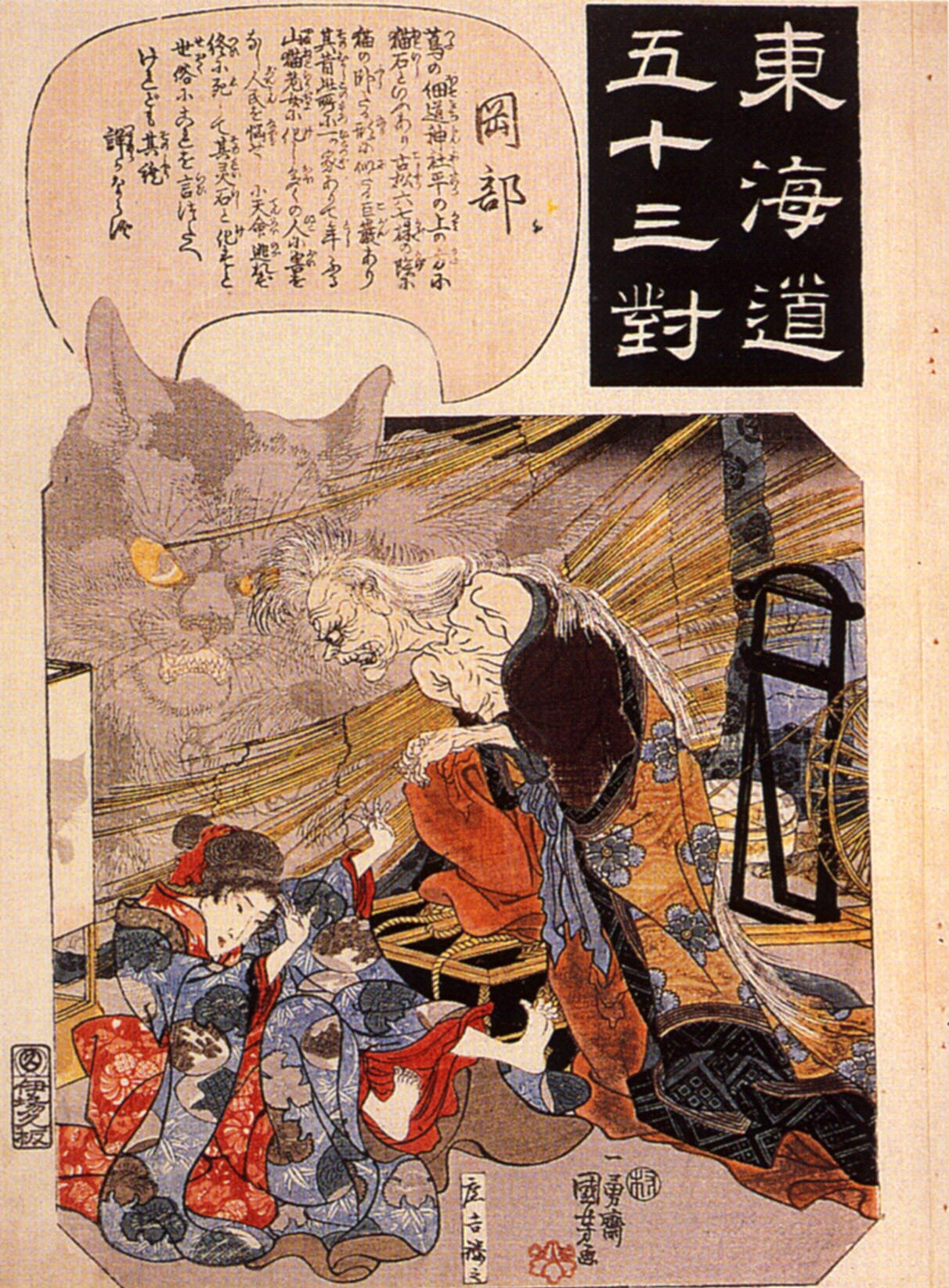
Ook in Japan worden katten in verband gebracht met heksen, ca. 1844

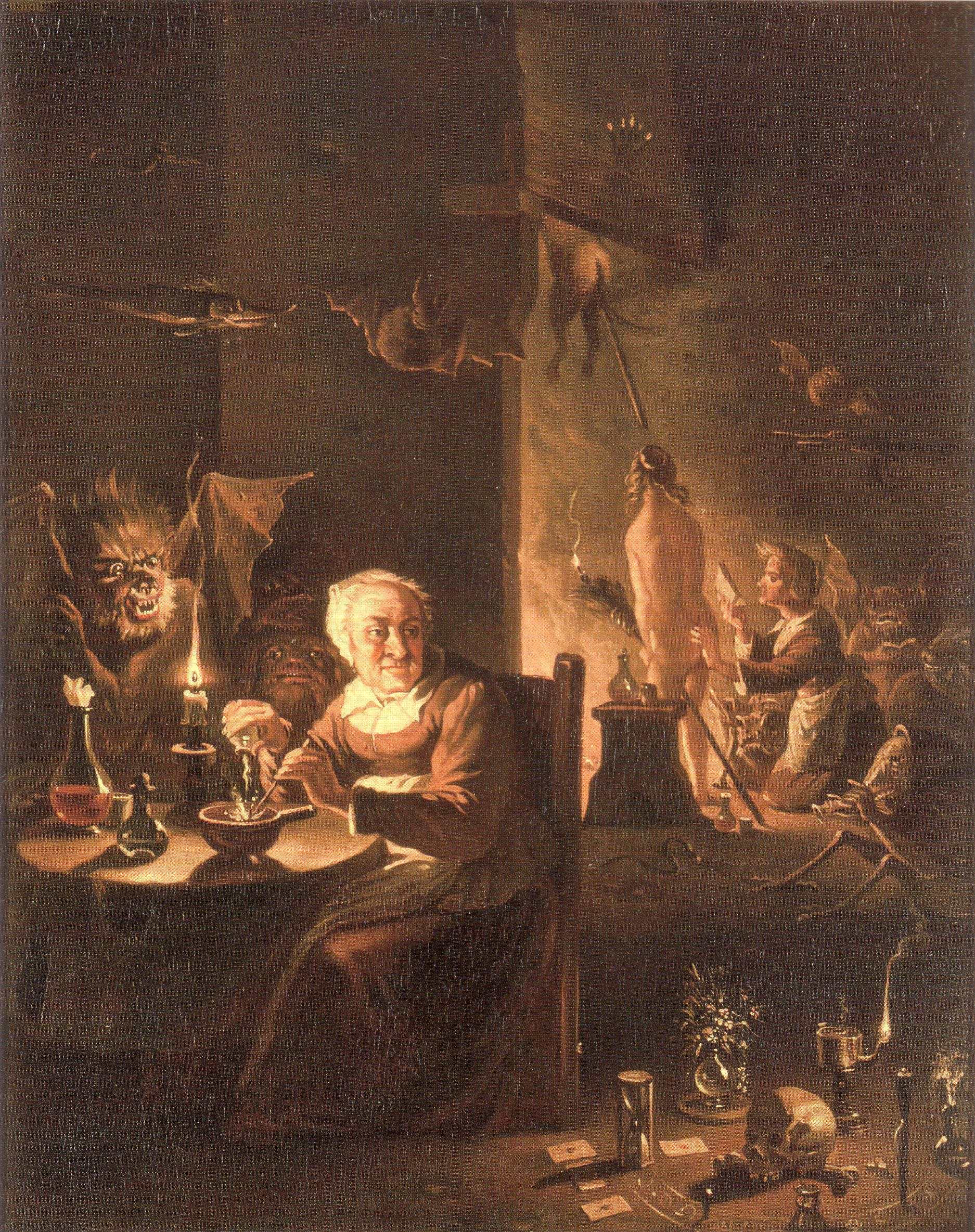
Afbeelding van David Teniers II, 1700

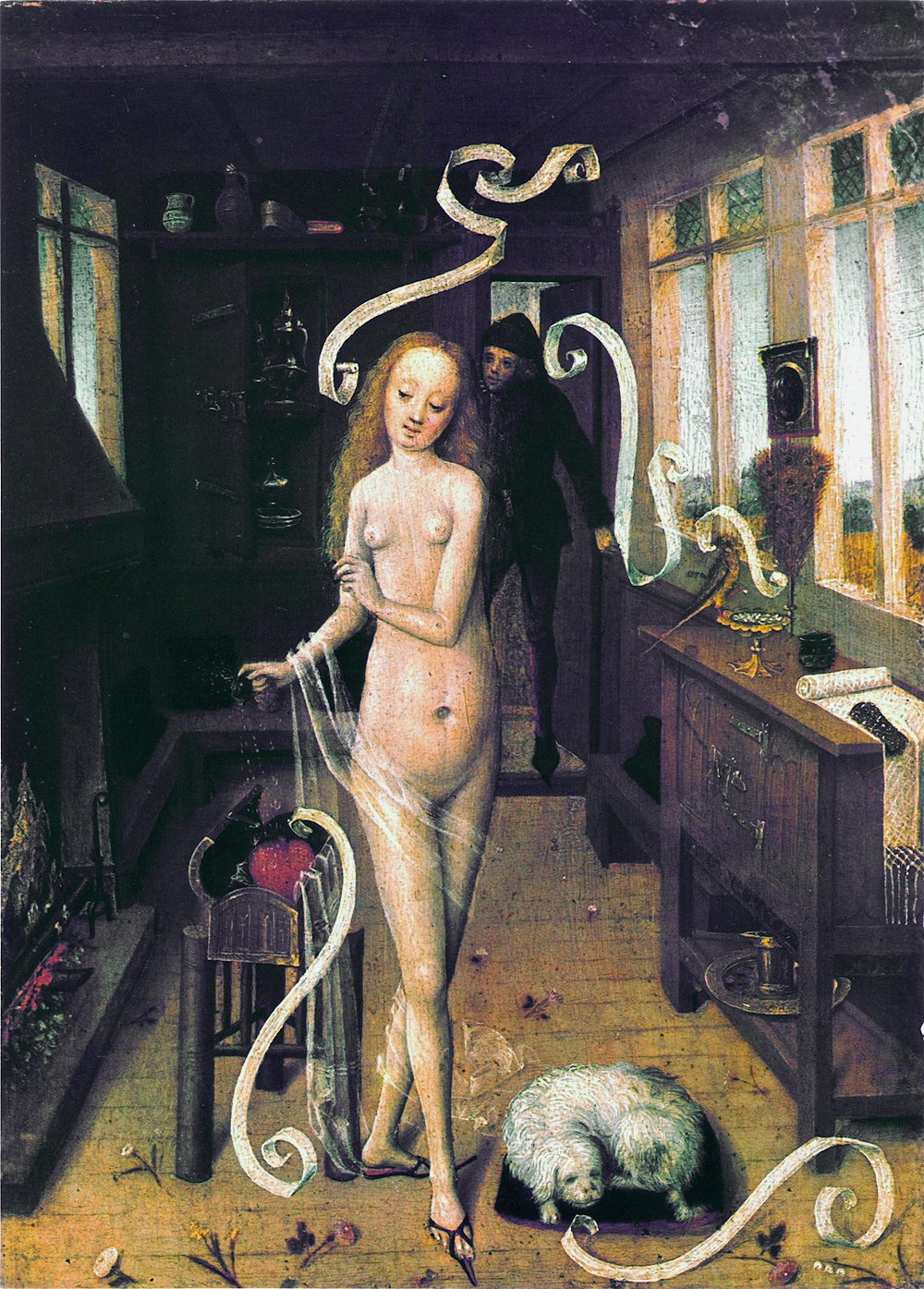
De liefdestoverkunst, 15e eeuw

Heksen zouden zich kunnen omtoveren tot (zwarte) katten, als een zwarte kat het pad kruist, brengt dit ongeluk. 's Nachts kon men groepen zwarte katten zien dansen (poot aan poot, in een heksenkring). Veel namen (Kattenbos, Kattenberg, Kattenburg, Kattensteeg) herinneren aan de dansplek tijdens de heksensabbat, de plekken spelen in vele volksverhalen een rol. Veel van deze grafheuvels zijn tijdens de ruilverkaveling verloren gegaan, maar af en toe worden nog onbekende grafheuvels gevonden door af te gaan op de verhalen in een gebied.
De dansplekken (cirkels) zouden vaak afwijken van de omgeving, de grond is hard (en wordt na omspitten binnen korte tijd weer hard). Op veel plekken groeit alleen kattendans of heksenkrans, een wolfsklauw.
- Op de Munse hei ten zuiden van Oss dansen de katten, er groeit alleen heksenkruid.[89] Deze cirkel betreden is gevaarlijk volgens de verhalen.
- Op de zandheuvel naast de molen in Gemert dansen de katten.
- In Uden kent men het Kattenhol (nu Knokerdweg), een gehucht in de richting van Boekel en Erp.
- Zie ook Kattenberg in Oirschot.
- In Aalten staat de Kattenpomp op de Kattenberg, een heks zou hier zijn neergestort.
- In Bergeijk is de Kattenberg onderwerp van vele volksverhalen, het theater in Bergeijk is ook Kattendans genoemd. De Heksenberg in Bergeijk (nabij heksenbusselke) is in de negentiende eeuw afgegraven en de plek is met bos beplant, ook hier dansten de katten 's nachts.
- Kollenberg (Esch), de Kattenbergen in Spoordonk en Casteren
- Kattenkuilbeek (Budel), Kattenbergseloop (Spoordonk), Kattenrijt (Ravels) en Katsboghte (Goirle)
- Kattenberg (Meddo), de Kattenkolk (Barchem, hier zouden de jonge poesjes verdronken zijn) en het Kattingsveld (Vorden).
- In De kattenbeker van Vlaardingen veranderen vrouwen in katten en dansen in een kring rond een beker.[90]

In Drenthe werden heksen ook katten en hekserij katserije genoemd.

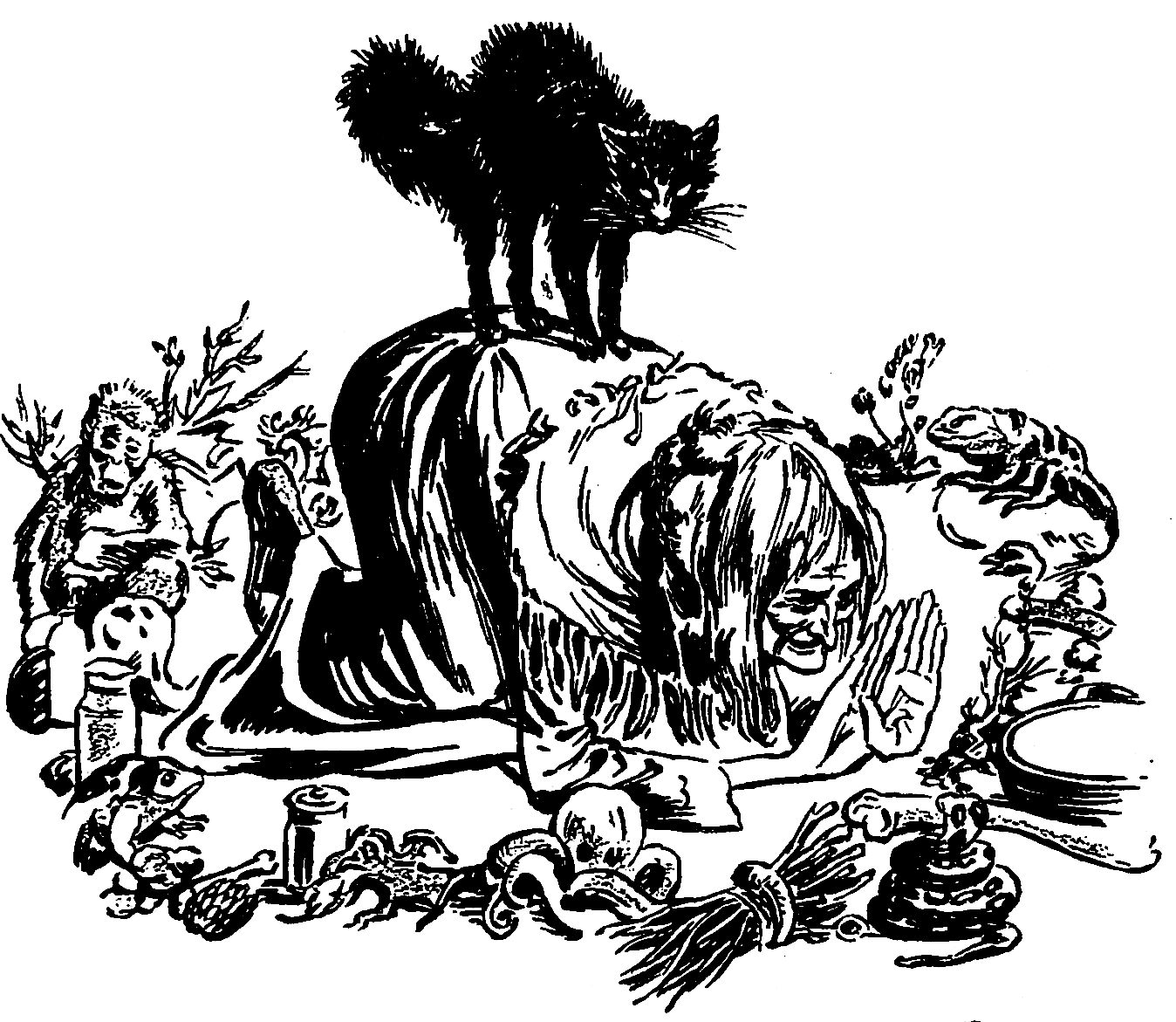
Illustration of a witch and her cat. Internal Illustration from the pulp magazine Weird Tales (September 194)
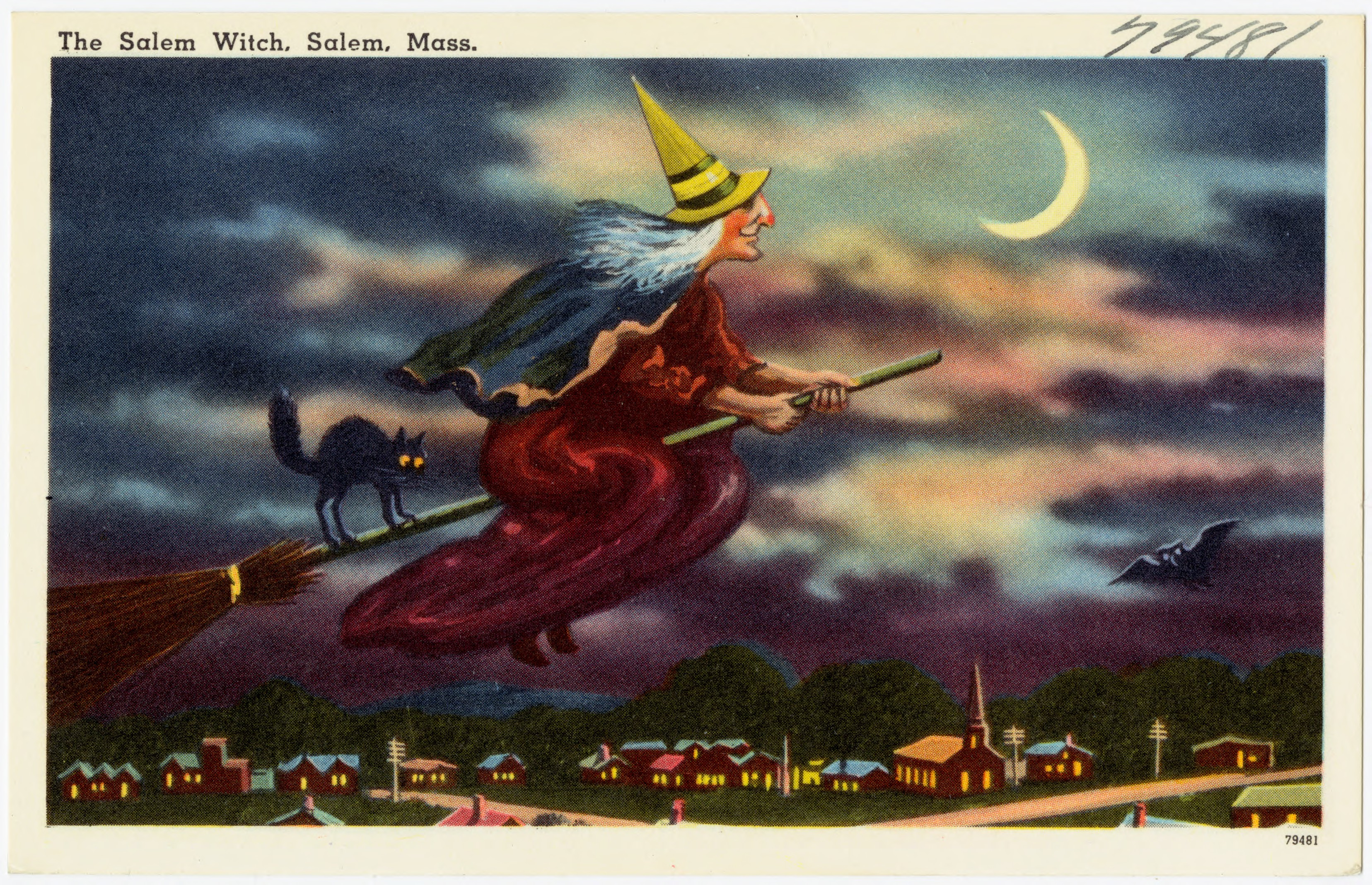
The Salem Witch, Salem, Mass, ca. 1930 tot 1945, Boston Public Library Tichnor Brothers collection

### Heksen in moderne literatuur
Ook in de moderne literatuur – zowel de jeugdliteratuur als de literatuur voor volwassenen – en lectuur komen heksen voor:
- In De stille kracht van Louis Couperus speelt hekserij in het door Nederland bezette Indonesië een belangrijke en angstwekkende rol.
- De boze heks Eucalypta komt voor in de boeken over Paulus de Boskabouter van Jean Dulieu.
- De tovenaressen in de verhalen van Harry Potter van J.K. Rowling worden 'witch', dus 'heks', genoemd. Ze zijn in de regel niet kwaadaardig.
- In De Heksen van Roald Dahl worden moderne heksen, vermomd als gewone vrouwen, opgespoord door een jongetje.
- In de boeken van Terry Pratchett. Hierin spelen Opoe Wedersmeer (een vroedvrouw), Ootje Nack en Magraat Knophlox mee.
- Het neefje van de tovenaar en Het betoverde land achter de kleerkast met de heks Jadis (uit De Kronieken van Narnia).
- De tovenaar van Oz, in dit verhaal komen meerdere zowel goede als boosaardige heksen voor, namelijk die van de verschillende windstreken (het verhaal werd meerdere keren verfilmd, onder meer door Victor Fleming in The Wizard of Oz (1939), en er verschenen bewerkingen)
- Heks Xayiede uit Het oneindige verhaal.
- De jonge heks uit De kleine heks van Otfried Preussler, die het toveren nog moet leren.
- Heks Athena uit De heks van Portobello van Paulo Coelho. In deze roman beschrijft Paulo Coelho de ontwikkelingsgeschiedenis van Athena tot heks.
- De jonge Heks Lotje in de Kinderboeken van Lieve Baeten
- Hermelien Griffel uit de Harry Potter-reeks
- In De geheimen van de onsterfelijke Nicolas Flamel' door Michael Scott speelt de heks een belangrijke rol in het verhaal. Haar echte naam is Zephaniah.
- De Engelstalige boekenreeks The Worst Witch van Jill Murphy gaat over een school voor jonge heksen. Het verhaal volgt de hopeloze heks Merel Hobbel tijdens haar jaren op de academie.